# Liste der Biografien/Coo–Coq
Liste der Biografien |
Portal Biografien |
Personensuche
# |
A |
B |
C |
D |
E |
F |
G |
H |
I |
J |
K |
L |
M |
N |
O |
P |
Q |
R |
S |
T |
U |
V |
W |
X |
Y |
Z |
?
 
Ca |
Cb |
Cc |
Ce |
Ch |
Ci |
Cj |
Ck |
Cl |
Cm |
Cn |
Co |
Cr |
Cs |
Ct |
Cu |
Cv |
Cw |
Cy |
Cz
 
Coa–Cod |
Coe–Cok |
Col |
Com |
Con |
Coo–Coq |
Cor |
Cos |
Cot |
Cou |
Cov |
Cow |
Cox |
Coy |
Coz
Die Liste der Biografien führt alle Personen auf, die in der deutschsprachigen Wikipedia einen Artikel haben. Dieses ist eine Teilliste mit 991 Einträgen von Personen, deren Namen mit den Buchstaben „Coo“ – „Coq“ beginnt.

## Coo–Coq

### Coo

#### Cooc
- Cooch, Edward W. (1876–1964), US-amerikanischer Politiker

#### Cood
- Coode, Ed (* 1975), britischer Ruderer
- Coode, John († 1709), englischer Kolonialgouverneur der Province of Maryland
- Cooder, Ry (* 1947), US-amerikanischer Gitarrist, Komponist und Produzent
- Coody, Charles (* 1937), US-amerikanischer Golfspieler

#### Coog
- Coogan, Fintan junior (* 1944), irischer Politiker
- Coogan, Fintan senior (1910–1984), irischer Politiker
- Coogan, Jackie (1914–1984), US-amerikanischer Schauspieler
- Coogan, Keith (* 1970), US-amerikanischer Schauspieler und Kinderdarsteller
- Coogan, Rosemary (* 1991), nordirische Astrophysikerin
- Coogan, Steve (* 1965), britischer Schauspieler und Komiker, DrehbuchautorSteve Coogan (* 1965)

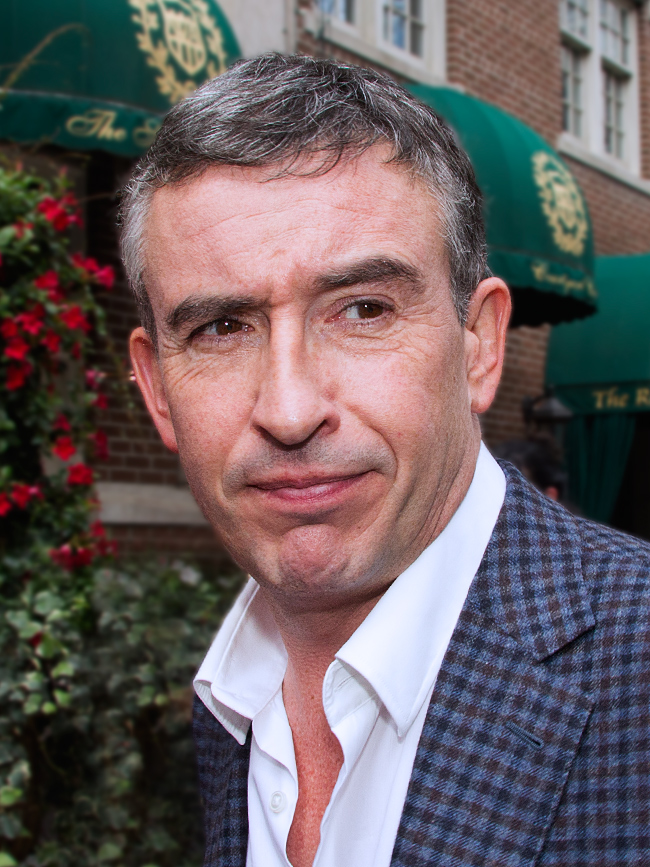
Steve Coogan (* 1965)

- Coogler, Ryan (* 1986), US-amerikanischer Filmregisseur und Drehbuchautor

#### Cook
- Cook Salomonsky, Verna (1888–1978), amerikanische Architektin
- Cook, A. J. (* 1978), kanadische Schauspielerin
- Cook, Aaron, nauruischer Politiker
- Cook, Aaron (* 1983), US-amerikanischer Basketballspieler
- Cook, Aaron (* 1991), britischer Taekwondoin
- Cook, Al (* 1945), österreichischer Bluesgitarrist und -sängerAl Cook (* 1945)

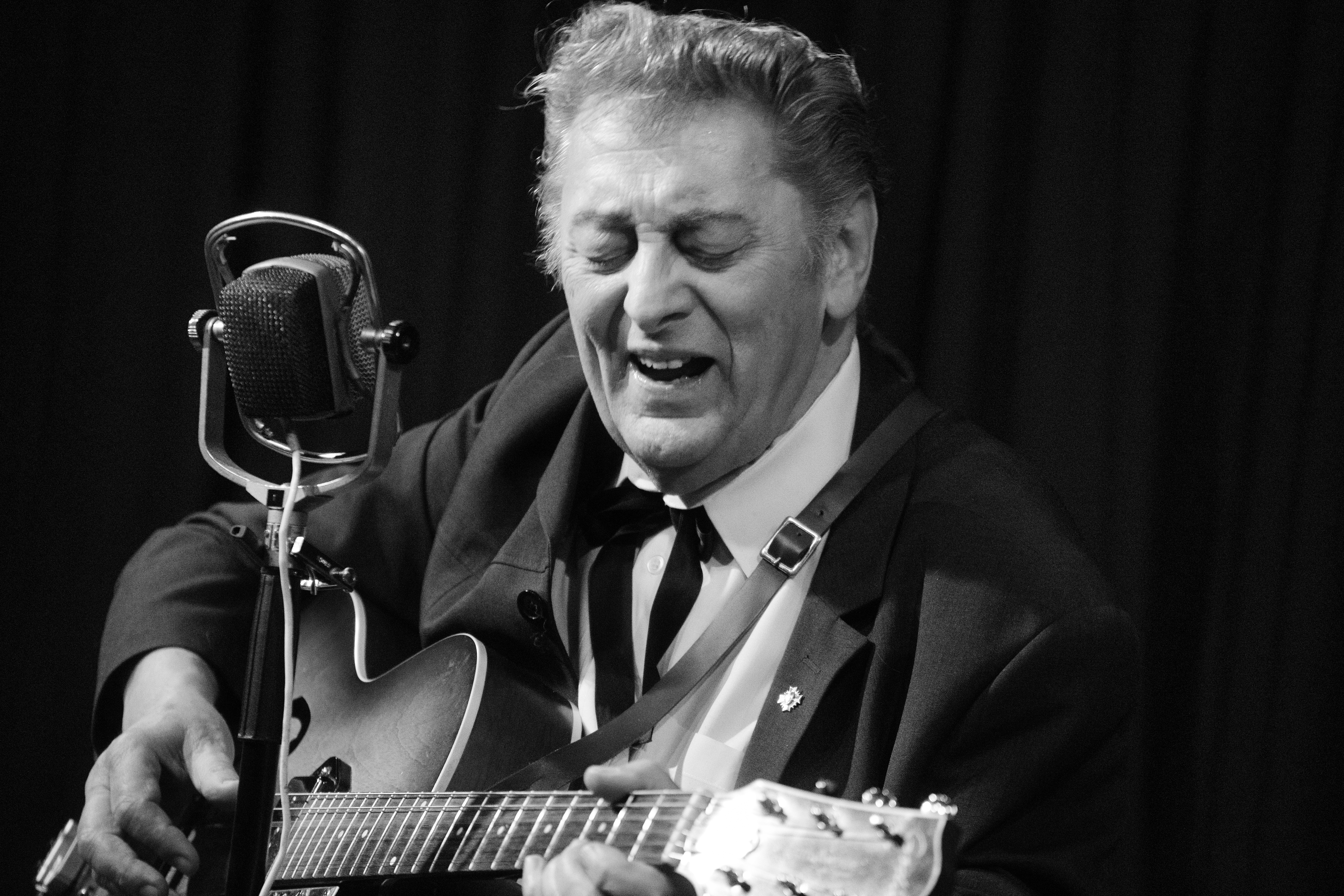
Al Cook (* 1945)

- Cook, Alan (1896–1973), US-amerikanischer Filmtechniker
- Cook, Alana (* 1997), US-amerikanische Fußballspielerin
- Cook, Alice (* 1955), US-amerikanische Eiskunstläuferin
- Cook, Alice Carter (1868–1943), US-amerikanische Botanikerin und Autorin
- Cook, Alice Grace († 1958), britische Astronomin
- Cook, Alonzo B. (1866–1956), US-amerikanischer Politiker (Republikanische Partei)
- Cook, Angela (* 1953), australische Mittel- und Langstreckenläuferin
- Cook, Ann (1903–1962), US-amerikanische Blues- und Gospelsängerin
- Cook, Annelies (* 1984), US-amerikanische Biathletin und Skilangläuferin
- Cook, Arthur (1928–2021), US-amerikanischer Sportschütze
- Cook, Arthur Bernard (1868–1952), britischer Klassischer Archäologe und Religionswissenschaftler
- Cook, Barbara (1927–2017), US-amerikanische Sängerin und Schauspielerin
- Cook, Beryl (1926–2008), britische Malerin
- Cook, Bill (1896–1986), kanadischer Eishockeyspieler und -trainer
- Cook, Billy (1928–1952), US-amerikanischer Mörder
- Cook, Billy (1940–2017), australischer Fußballspieler schottischer Herkunft
- Cook, Blanche Wiesen (* 1941), US-amerikanische Historikerin und Schriftstellerin
- Cook, Bob († 1981), US-amerikanischer Radsportler
- Cook, Brendan (* 1983), kanadischer Eishockeyspieler
- Cook, Bruce Alexander (1932–2003), US-amerikanischer Journalist und Schriftsteller
- Cook, Bun (1904–1988), kanadischer Eishockeyspieler und -trainer
- Cook, Burton C. (1819–1894), US-amerikanischer Politiker
- Cook, Carla, US-amerikanische Jazz-Sängerin
- Cook, Carole (1924–2023), US-amerikanische Sängerin und Schauspielerin
- Cook, Cecil (1897–1985), englisch-australischer Militär- und Amtsarzt sowie Protector of Aborigines
- Cook, Charlie (* 1982), US-amerikanischer Eishockeyspieler
- Cook, Charlotte, US-amerikanische Filmproduzentin und Kuratorin
- Cook, Chris (* 1980), US-amerikanischer Skilangläufer
- Cook, Clarence (1828–1900), US-amerikanischer Journalist, Autor, Kunstkritiker und Herausgeber
- Cook, Clyde (1891–1984), australischer Schauspieler, Komiker, Filmregisseur und Autor
- Cook, Daequan (* 1987), US-amerikanischer Basketballspieler
- Cook, Dalvin (* 1995), US-amerikanischer American-Football-Spieler
- Cook, Dan (* 1987), englischer Fußballschiedsrichterassistent
- Cook, Dane (* 1972), US-amerikanischer Schauspieler, Comedian und SynchronsprecherDane Cook (* 1972)

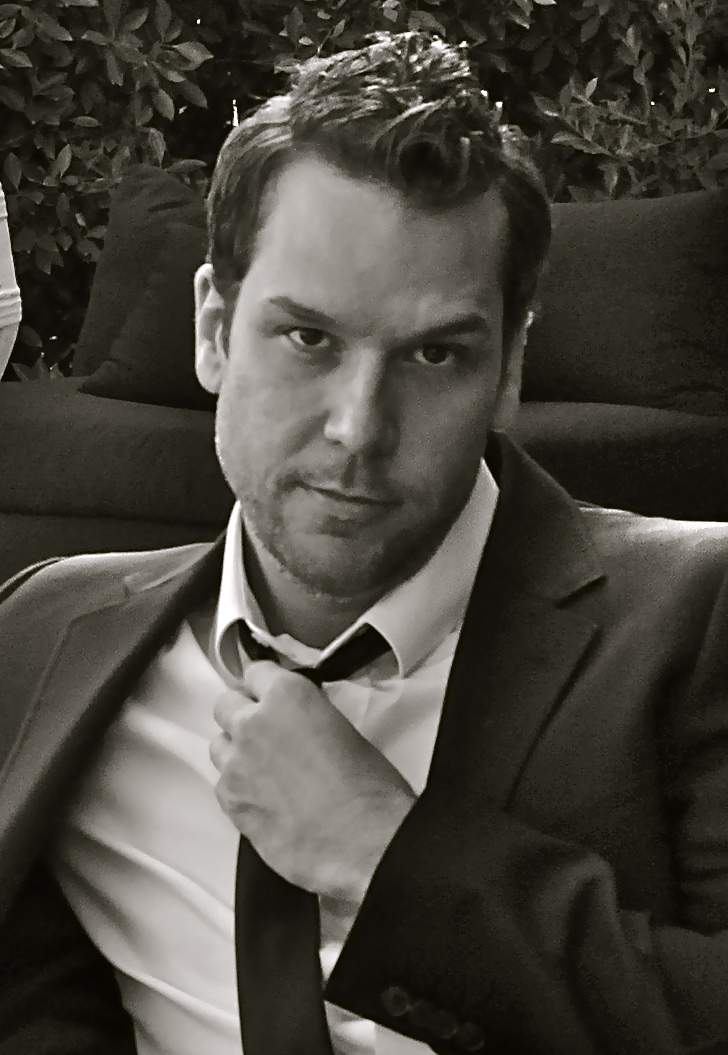
Dane Cook (* 1972)

- Cook, Daniel Pope (1794–1827), US-amerikanischer Politiker
- Cook, David (* 1966), US-amerikanischer Religionswissenschaftler
- Cook, David (* 1982), US-amerikanischer Singer-Songwriter und Musiker
- Cook, Diane (* 1976), US-amerikanische Schriftstellerin
- Cook, Diane J. (* 1963), US-amerikanische Informatikerin und Hochschullehrerin
- Cook, Doc (1891–1958), amerikanischer Jazz-Bigbandleader und Arrangeur
- Cook, Donald (1901–1961), US-amerikanischer Schauspieler
- Cook, Donald G. (* 1946), US-amerikanischer Offizier, General der US Air Force
- Cook, Dustin (* 1989), kanadischer Skirennläufer
- Cook, Ebenezer, englischer Dichter
- Cook, Eddie (* 1966), US-amerikanischer Boxer im Bantamgewicht
- Cook, Edward (1889–1972), US-amerikanischer Leichtathlet
- Cook, Edward Tyas (1857–1919), britischer Journalist, Biograph und Gelehrter
- Cook, Elisha (1903–1995), US-amerikanischer Schauspieler
- Cook, Eliza (1818–1889), britische Schriftstellerin, Zeitungsmacherin und Dichterin
- Cook, Elizabeth (1741–1835), englische Ehefrau von James Cook
- Cook, Elizabeth (* 1952), britische Schriftstellerin
- Cook, Emily (* 1979), US-amerikanische Freestyle-Skisportlerin
- Cook, Eugene Beauharnais (1830–1915), US-amerikanischer Schachkomponist
- Cook, Fielder (1923–2003), US-amerikanischer Filmregisseur und Produzent
- Cook, Frederick (1833–1905), US-amerikanischer Geschäftsmann und Politiker
- Cook, Frederick (1865–1940), US-amerikanischer Entdecker, Polarforscher und ArztFrederick Cook (1865–1940)

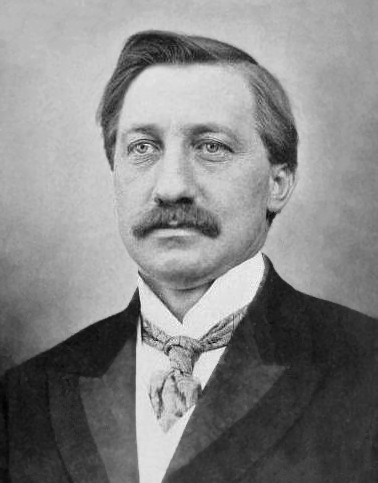
Frederick Cook (1865–1940)

- Cook, Garry (* 1958), britischer Leichtathlet und Olympiateilnehmer
- Cook, Gene (1932–2002), US-amerikanischer American-Football-Spieler und Baseballfunktionär
- Cook, George H. (1818–1889), US-amerikanischer Geologe und Agrarwissenschaftler
- Cook, George W. (1851–1916), US-amerikanischer Politiker
- Cook, Gerald († 2006), US-amerikanischer Jazz- und Bluesmusiker (Piano)
- Cook, Gilbert (1885–1951), Ingenieur und Hochschullehrer
- Cook, Gilbert R. (1889–1963), US-amerikanischer Offizier, Generalmajor der US-Army
- Cook, Glen (* 1944), US-amerikanischer (Fantasy-)Autor
- Cook, Glenn (* 1963), britischer Triathlet
- Cook, Helen Appo (1837–1913), US-amerikanische, afroamerikanische Aktivistin und Vertreterin der Frauenclubbewegung
- Cook, Holly, US-amerikanische ehemalige Eiskunstläuferin
- Cook, Humphrey (1893–1978), britischer Autorennfahrer
- Cook, Iain (* 1974), schottischer Musiker, Komponist und PlattenproduzentIain Cook (* 1974)

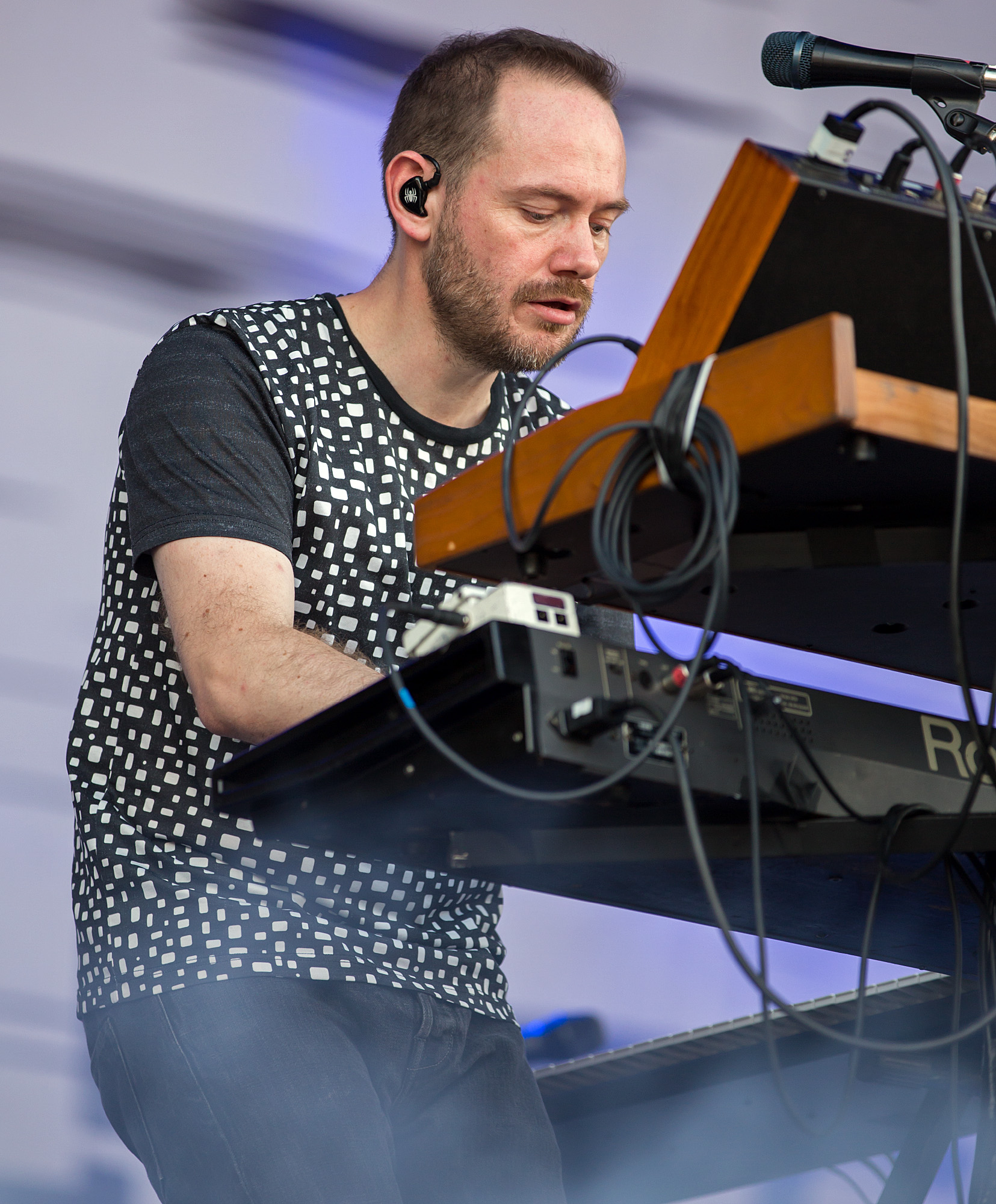
Iain Cook (* 1974)

- Cook, Ida (1904–1986), britische Romanautorin und Gerechter unter den Völkern
- Cook, J. Lawrence (1899–1976), US-amerikanischer Pianolarollen-Künstler
- Cook, Jacqui (* 1976), kanadische Ruderin
- Cook, James (1728–1779), britischer Seefahrer und EntdeckerJames Cook (1728–1779)

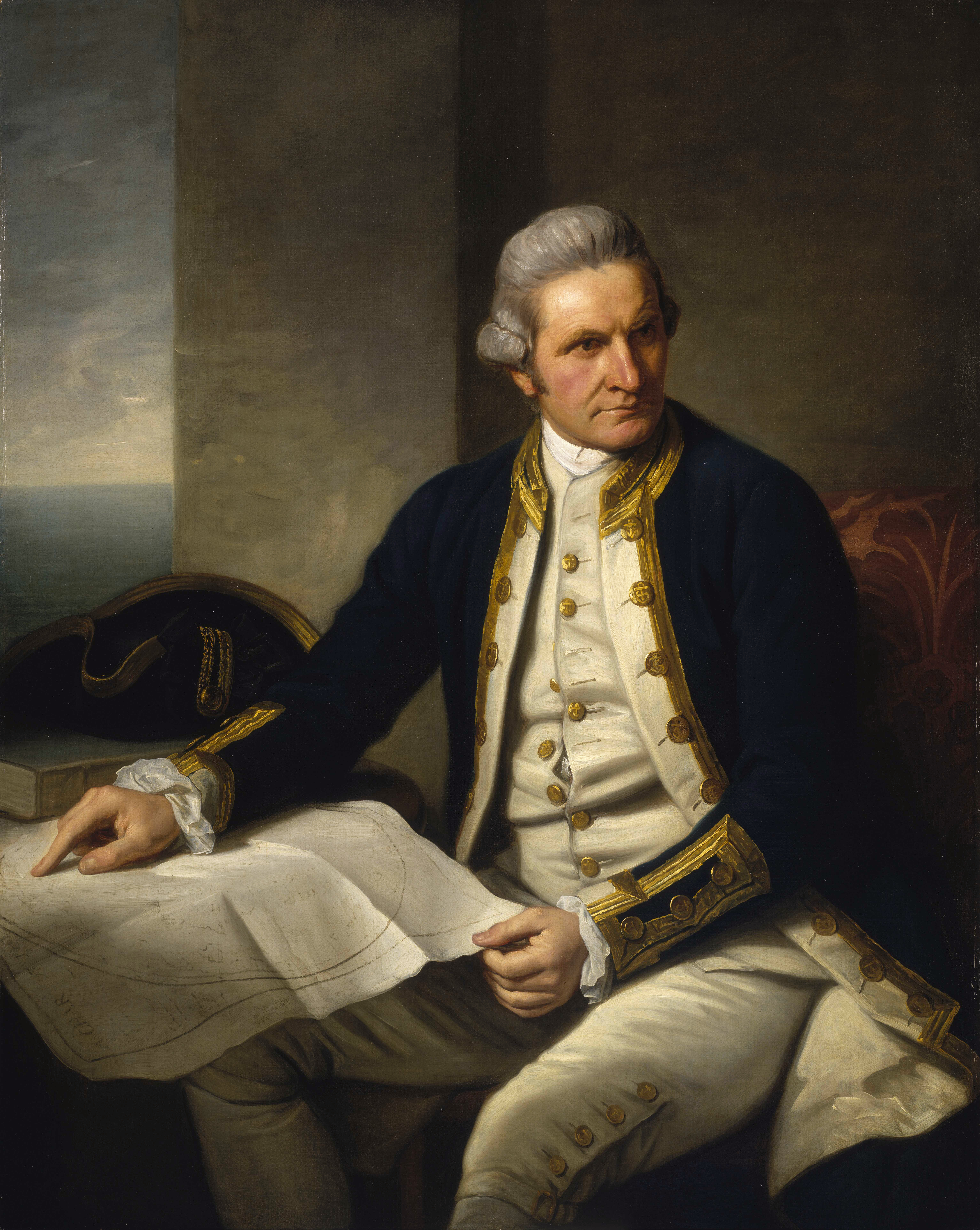
James Cook (1728–1779)

- Cook, James (1764–1837), schottischer Mühlenbauer, Ingenieur und Industrieller
- Cook, James (* 1999), US-amerikanischer American-Football-Spieler
- Cook, James M. (1807–1868), US-amerikanischer Geschäftsmann, Bankier und Politiker
- Cook, James Wilfred (1900–1975), britischer Chemiker
- Cook, Jared (* 1987), US-amerikanischer American-Football-Spieler
- Cook, Javier (* 1961), deutscher American-Football-Trainer
- Cook, Jerry (* 1943), US-amerikanischer NASCAR-Rennfahrer
- Cook, Jesse (* 1964), kanadischer Gitarrist und Komponist
- Cook, Joel (1842–1910), US-amerikanischer Politiker
- Cook, John (1730–1789), britisch-amerikanischer Politiker und Gouverneur des Bundesstaates Delaware (1782–1783)
- Cook, John (1935–2001), kanadischer Fotograf, Filmemacher und Schriftsteller
- Cook, John (* 1946), US-amerikanischer Politiker (Demokratische Partei)
- Cook, John (* 1957), US-amerikanischer Golfsportler
- Cook, John (* 1972), australischer Kognitionswissenschaftler
- Cook, John C. (1846–1920), US-amerikanischer Politiker
- Cook, John Manuel (1910–1994), britischer Klassischer Archäologe
- Cook, John Parsons (1817–1872), US-amerikanischer Politiker
- Cook, Jonathan (* 1965), britischer Journalist, Auslandskorrespondent und Autor
- Cook, Joseph (1860–1947), australischer Politiker und Premierminister
- Cook, Josephine (1931–2023), britische Kugelstoßerin
- Cook, Junior (1934–1992), US-amerikanischer Jazzmusiker
- Cook, Kassidy (* 1995), US-amerikanische Wasserspringerin
- Cook, Kathy (* 1960), britische Sprinterin
- Cook, Kenneth (1929–1987), australischer Journalist, Drehbuchautor und Regisseur
- Cook, Kristina (* 1970), britische Vielseitigkeitsreiterin
- Cook, Kyle (* 1975), US-amerikanischer Rockgitarrist
- Cook, Laurence (* 1939), US-amerikanischer Jazz-Schlagzeuger und Perkussionist

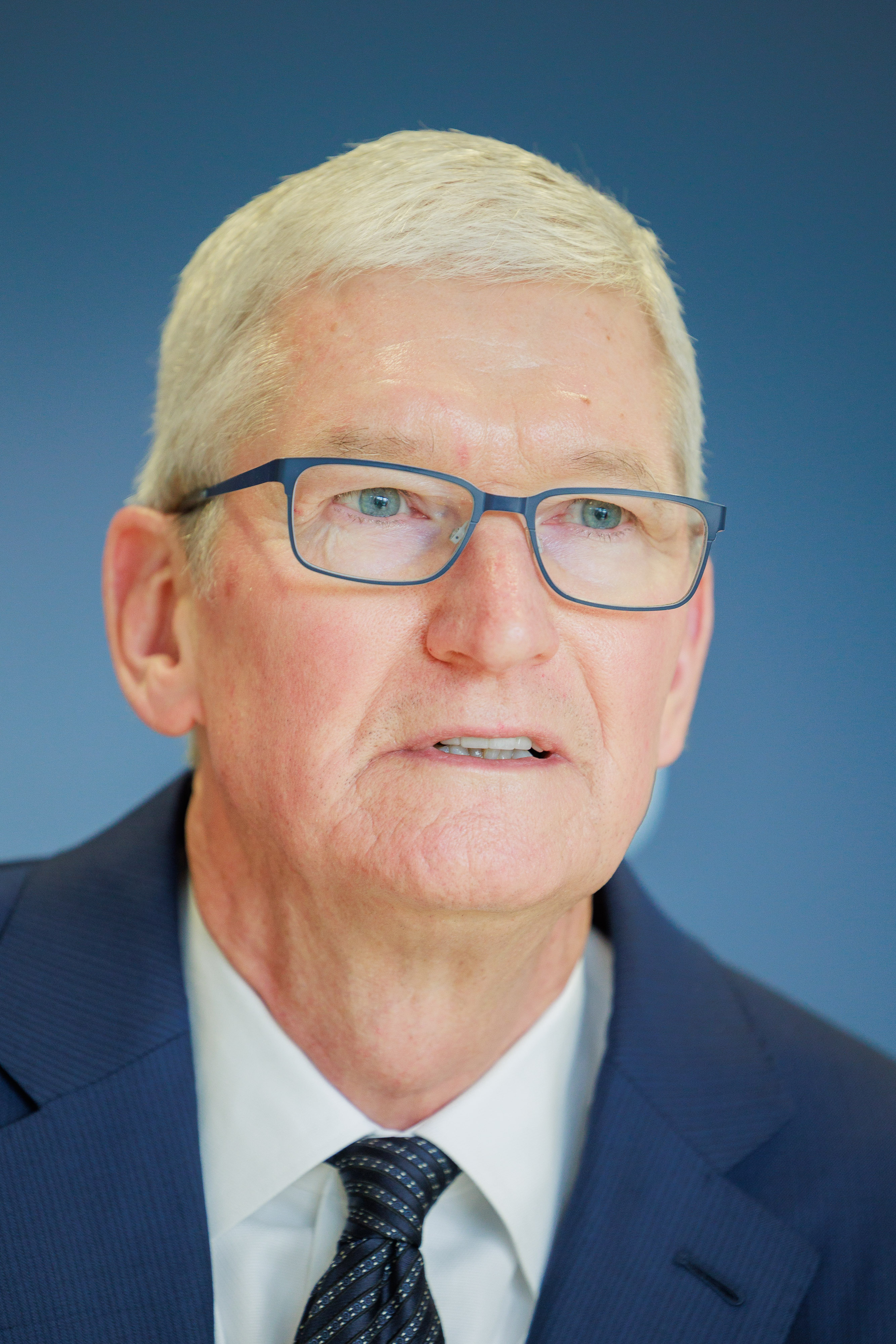
Tim Cook (* 1960)

- Cook, Lester (* 1984), US-amerikanischer Tennisspieler
- Cook, Lewis (* 1997), englischer Fußballspieler
- Cook, Linda (* 1958), US-amerikanische Topmanagerin
- Cook, Lisa D., US-amerikanische WirtschaftswissenschaftlerinLisa D. Cook

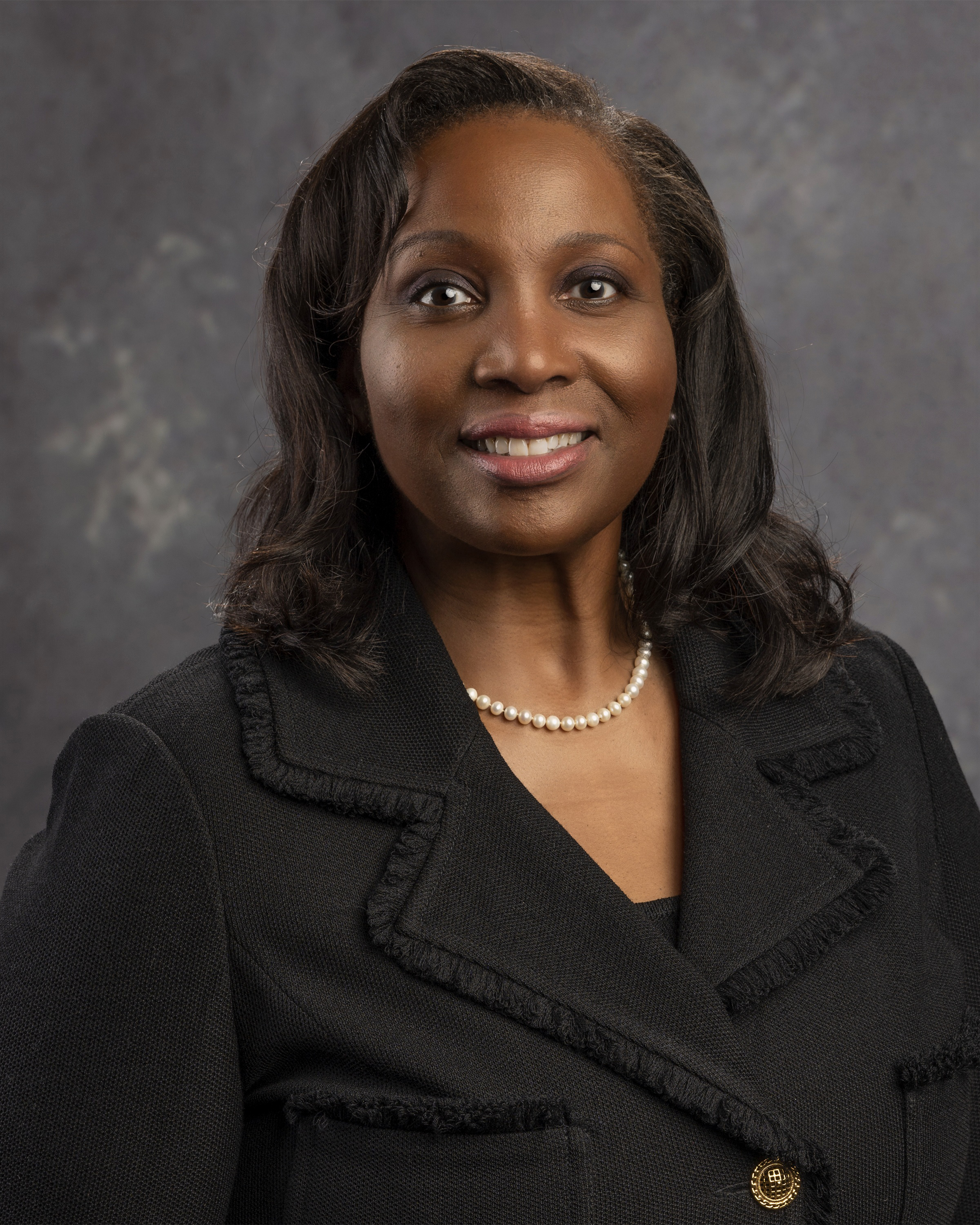
Lisa D. Cook

- Cook, Marlow (1926–2016), US-amerikanischer Politiker (Republikaner)
- Cook, Marty (* 1947), US-amerikanischer Jazzmusiker
- Cook, Mason (* 2000), US-amerikanischer Schauspieler
- Cook, Matt, britischer Historiker und Autor
- Cook, Mercer (1903–1987), US-amerikanischer Romanist, Übersetzer und Diplomat
- Cook, Merrill (* 1946), US-amerikanischer Politiker
- Cook, Michael (* 1940), britischer Islamwissenschaftler
- Cook, Monte (* 1968), US-amerikanischer Rollenspielautor
- Cook, Myrtle (1902–1985), kanadische Leichtathletin
- Cook, Natalie (* 1975), australische Volleyballspielerin
- Cook, Nick (* 1960), britischer Journalist und Autor für Sachbücher und Belletristik
- Cook, Nicky (* 1979), britischer Boxer im Superfedergewicht
- Cook, Oliver (* 1990), britischer Ruderer
- Cook, Omar (* 1982), US-amerikanisch-montenegrinischer Basketballspieler
- Cook, Orator Fuller (1867–1949), amerikanischer Botaniker, Entomologe und Kulturgeograph
- Cook, Orchard (1763–1819), US-amerikanischer Politiker
- Cook, Pamela, US-amerikanische Mathematikerin und Hochschullehrerin
- Cook, Paul (* 1943), US-amerikanischer Politiker
- Cook, Paul (* 1956), britischer Schlagzeuger, Gründungsmitglied der Sex Pistols
- Cook, Peter (* 1936), britischer Architekt und Autor
- Cook, Peter (1937–1995), britischer Autor, Schauspieler und Komiker
- Cook, Peter (1943–2005), australischer Politiker, Mitglied des Senats und Minister
- Cook, Peter J (* 1938), britisch-australischer Geologe
- Cook, Philip (1817–1894), US-amerikanischer Politiker und General der Konföderierten Staaten im Bürgerkrieg
- Cook, Philip J. (* 1946), US-amerikanischer Sozialwissenschaftler und Kriminologe
- Cook, Quentin L. (* 1940), US-amerikanischer Rechtsanwalt und Apostel der Kirche Jesu Christi der Heiligen der Letzten Tage
- Cook, Quinn (* 1993), US-amerikanischer Basketballspieler
- Cook, Rachael Leigh (* 1979), US-amerikanische Schauspielerin und ModelRachael Leigh Cook (* 1979)

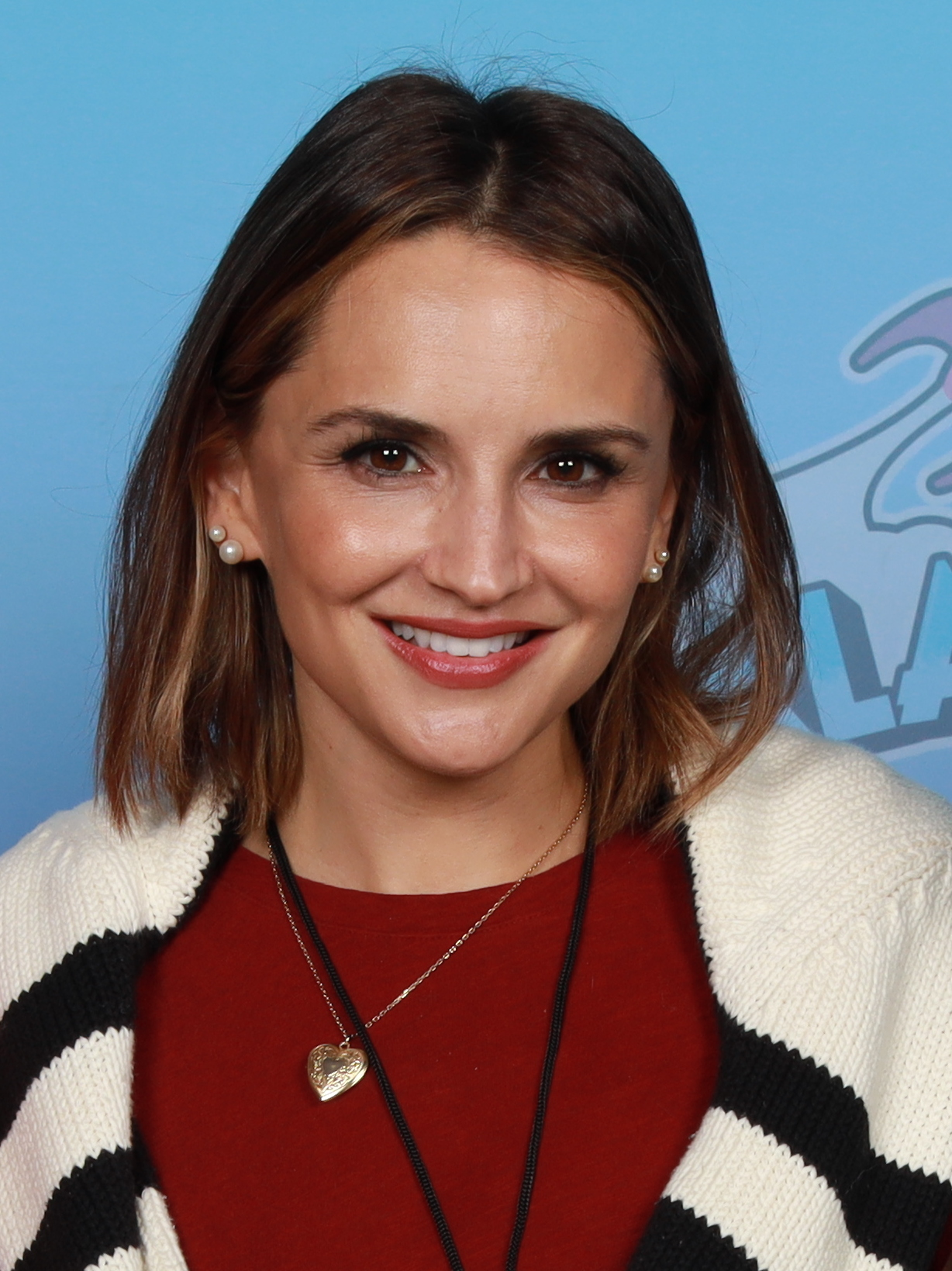
Rachael Leigh Cook (* 1979)

- Cook, Randall William, US-amerikanischer Spezialeffektkünstler
- Cook, Richard (1957–2007), britischer Jazzautor
- Cook, Robert E. (1920–1988), US-amerikanischer Politiker
- Cook, Robert L. (* 1952), US-amerikanischer Informatiker und Ingenieur
- Cook, Robert Manuel (1909–2000), britischer Klassischer Archäologe
- Cook, Robert O. (1903–1995), US-amerikanischer Tontechniker und Filmtechnikpionier
- Cook, Robin (* 1940), US-amerikanischer Arzt und Autor
- Cook, Robin (1946–2005), britischer Politiker, Mitglied des House of Commons, Außenminister (1997–2001)Robin Cook (1946–2005)

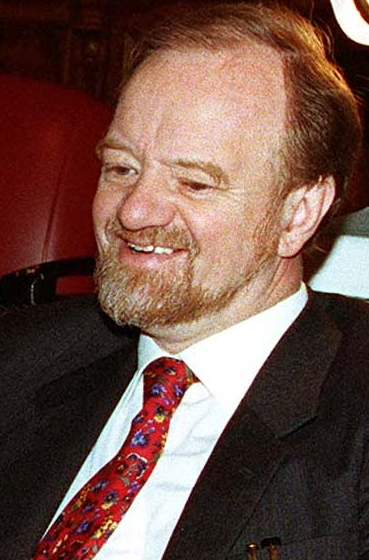
Robin Cook (1946–2005)

- Cook, Roderick (1932–1990), britisch-amerikanischer Schauspieler, Autor und Theaterregisseur
- Cook, Roger (1954–2024), amerikanischer Garten- und Landschaftsbauer
- Cook, Rosa (* 1998), mexikanische Leichtathletin
- Cook, Russ (* 1997), britischer Extremsportler
- Cook, Sabré (* 1994), US-amerikanische Automobilrennfahrerin
- Cook, Samuel A. (1849–1918), US-amerikanischer Politiker
- Cook, Samuel E. (1860–1946), US-amerikanischer Politiker
- Cook, Sarah (* 1975), neuseeländische Squashspielerin
- Cook, Sarah (* 1993), US-amerikanisch-philippinische Fußballspielerin
- Cook, Sherburne F. (1896–1974), US-amerikanischer Physiologe und Anthropologe
- Cook, Stacey (* 1984), US-amerikanische Skirennläuferin
- Cook, Stephanie (* 1972), britische Fünfkämpferin
- Cook, Stephen A. (* 1939), amerikanischer Informatiker, Satz von Cook
- Cook, Steve (* 1991), englischer Fußballspieler
- Cook, T. S. (1947–2013), US-amerikanischer Drehbuchautor
- Cook, Tamsin (* 1998), australische Schwimmerin
- Cook, Thomas (1808–1892), britischer Tourismus-Pionier und Gründer des gleichnamigen Reiseunternehmens
- Cook, Thomas (1908–1952), schottischer Politiker
- Cook, Thomas H. (* 1947), US-amerikanischer Schriftsteller, Lehrer und Journalist
- Cook, Tim (* 1960), US-amerikanischer ManagerTim Cook (* 1960)
- Cook, Tim (* 1984), US-amerikanischer Eishockeyspieler
- Cook, Tommy (* 1930), US-amerikanischer Schauspieler, Filmproduzent und Drehbuchautor
- Cook, Tony (* 1936), australischer Langstreckenläufer
- Cook, Will Marion (1869–1944), US-amerikanischer Komponist
- Cook, William (* 1957), US-amerikanischer Mathematiker
- Cook, William Alfred (1931–2011), US-amerikanischer Unternehmer
- Cook, William Richard Joseph (1905–1987), britischer Physiker
- Cook, Willie (1923–2000), US-amerikanischer Jazz-Trompeter
- Cook, Zadock (1769–1863), US-amerikanischer Politiker
- Cook-Lynn, Elizabeth (1930–2023), US-amerikanische Autorin und Professorin

##### Cooke
- Cooke Brown, James (1921–2000), US-amerikanischer Soziologe und Science-Fiction-Autor
- Cooke, Alan (* 1966), englischer Tischtennisspieler
- Cooke, Alistair (1908–2004), britisch-amerikanischer Journalist und Moderator
- Cooke, Alistair, Baron Lexden (* 1945), britischer Historiker und Politiker der Conservative Party
- Cooke, Anthony († 1576), englischer Adliger und Politiker
- Cooke, Arnold (1906–2005), britischer Komponist
- Cooke, Baden (* 1978), australischer Straßenradrennfahrer
- Cooke, Bates (1787–1841), US-amerikanischer Politiker
- Cooke, Ben (* 1974), englischer Stuntman und Schauspieler
- Cooke, Beth (* 1982), britische Schauspielerin
- Cooke, Carol (* 1961), australische Behindertensportlerin
- Cooke, Cecil (1923–1983), bahamaischer Segler
- Cooke, Charles M. (1844–1920), US-amerikanischer Offizier und Politiker
- Cooke, Charles M. (1886–1970), US-amerikanischer Admiral
- Cooke, Charlie (* 1942), schottischer Fußballspieler und -trainer
- Cooke, Christian, Tontechniker
- Cooke, Christian (* 1987), britischer SchauspielerChristian Cooke (* 1987)

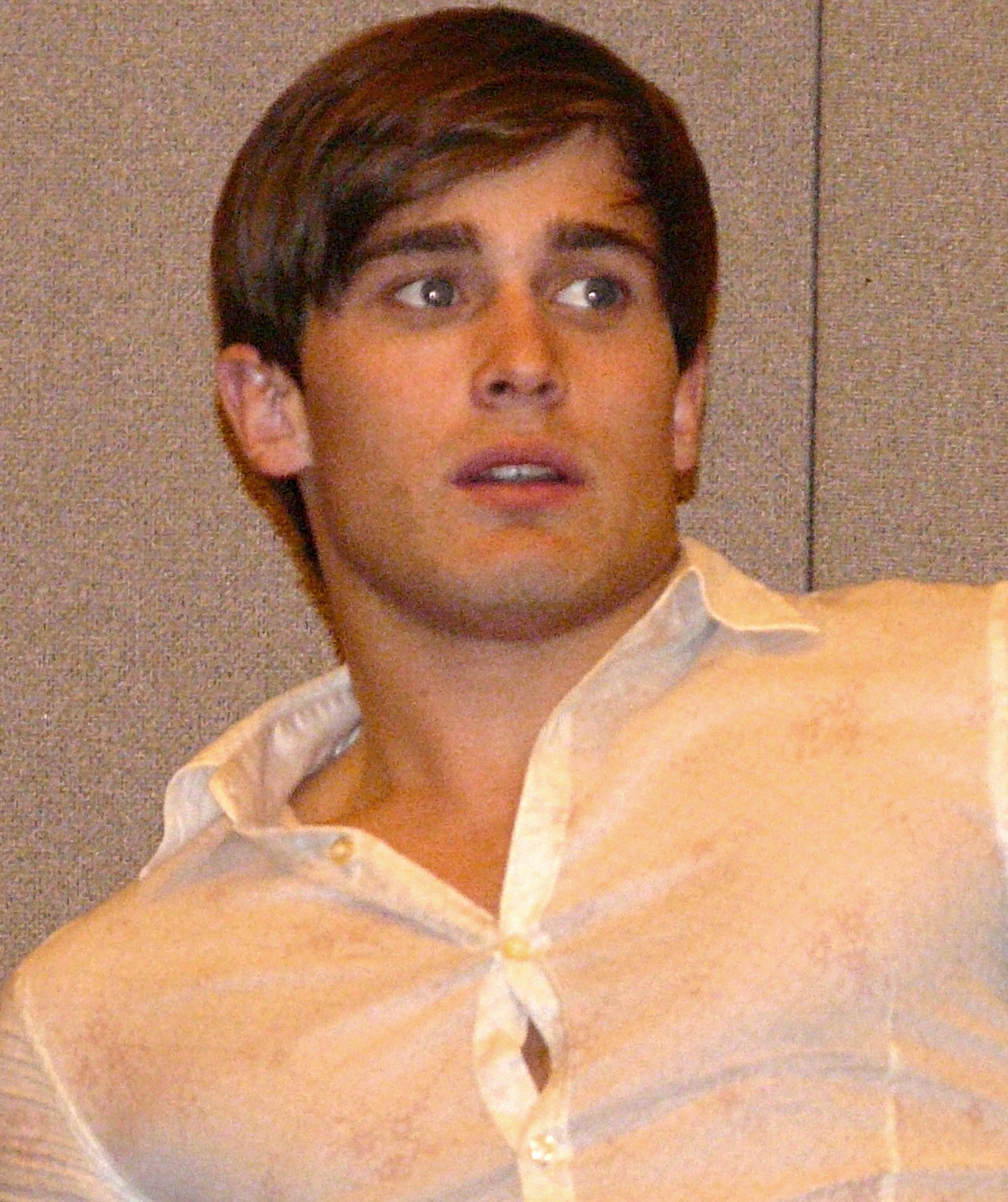
Christian Cooke (* 1987)

- Cooke, Christopher (* 1973), US-amerikanischer römisch-katholischer Geistlicher, Weihbischof in Philadelphia
- Cooke, Cody (* 1993), englischer Fußballspieler
- Cooke, Darwyn (1962–2016), kanadischer Comicautor, -zeichner und Animationskünstler
- Cooke, Deryck (1919–1976), britischer Musikwissenschaftler
- Cooke, Dominic (* 1966), britischer Theaterdirektor sowie Theater- und Filmregisseur
- Cooke, Edmund F. (1885–1967), US-amerikanischer Politiker
- Cooke, Edna Gallmon (1917–1967), amerikanische Gospelsängerin und Songwriterin
- Cooke, Edward, australischer Schwimmer
- Cooke, Edward D. (1849–1897), US-amerikanischer Politiker
- Cooke, Edwin N. (1810–1879), US-amerikanischer Geschäftsmann und Politiker (Republikanische Partei)
- Cooke, Eleutheros (1787–1864), US-amerikanischer Politiker
- Cooke, Elisha (1637–1715), Arzt und Politiker
- Cooke, Emer (* 1961), irische Pharmazeutin, Direktorin der Europäischen Arzneimittel-Agentur
- Cooke, Emma (1848–1929), US-amerikanische Bogenschützin
- Cooke, Francis Judd (1910–1995), US-amerikanischer Komponist, Organist, Pianist, Cellist, Dirigent und Musikpädagoge
- Cooke, Fred (* 1936), britisch-kanadischer Ornithologe
- Cooke, Geoff (* 1944), britischer Radrennfahrer
- Cooke, George Willis (1848–1923), amerikanischer Unitarier, Geistes- und Kirchenhistoriker
- Cooke, Gregory (* 1966), britischer Schauspieler, Regisseur, Produzent und Drehbuchautor
- Cooke, Greville (1894–1992), englischer Komponist und Musikpädagoge
- Cooke, Hannah (* 1986), deutsche Künstlerin
- Cooke, Heather (* 1988), philippinisch-US-amerikanische Fußballspielerin
- Cooke, Henry D. (1825–1881), US-amerikanischer Politiker
- Cooke, Howard (1915–2014), jamaikanischer Politiker, Generalgouverneur von Jamaika
- Cooke, Ian D. (* 1935), australischer Mediziner und Hochschullehrer
- Cooke, India, US-amerikanische Geigerin
- Cooke, J. Barry (1915–2005), US-amerikanischer Geotechniker
- Cooke, Jack Kent (1912–1997), kanadischer Unternehmer
- Cooke, Jacob E. (1924–2011), US-amerikanischer Historiker
- Cooke, James W. (1812–1869), US-amerikanischer Marine-Offizier
- Cooke, Jennifer (* 1964), US-amerikanische ehemalige Fernseh- und Filmschauspielerin
- Cooke, John (1608–1660), englischer Jurist
- Cooke, John (1937–2005), US-amerikanischer Ruderer und Jugendfußballtrainer
- Cooke, John D. (1944–2022), irischer Jurist und Richter
- Cooke, John Rogers (1833–1891), General der Konföderierten Staaten von Amerika im Amerikanischen Bürgerkrieg
- Cooke, Joseph Platt (1730–1816), US-amerikanischer Politiker
- Cooke, Josiah Parsons (1827–1894), US-amerikanischer Chemiker
- Cooke, Keith (* 1959), US-amerikanischer Schauspieler und Stuntman
- Cooke, Lorrin A. (1831–1902), Geschäftsmann, Politiker und Gouverneur von Connecticut
- Cooke, Malcolm (1929–2008), britischer Filmeditor und Tongestalter
- Cooke, Matt (* 1978), kanadischer Eishockeyspieler
- Cooke, Matt (* 1979), US-amerikanischer Straßenradrennfahrer
- Cooke, Mordecai Cubitt (1825–1914), britischer Botaniker und Mykologe
- Cooke, Nicholas (1717–1782), US-amerikanischer Politiker
- Cooke, Nicole (* 1983), britische Radsportlerin
- Cooke, Nigel (* 1957), britischer Schauspieler
- Cooke, Olivia (* 1993), britische SchauspielerinOlivia Cooke (* 1993)

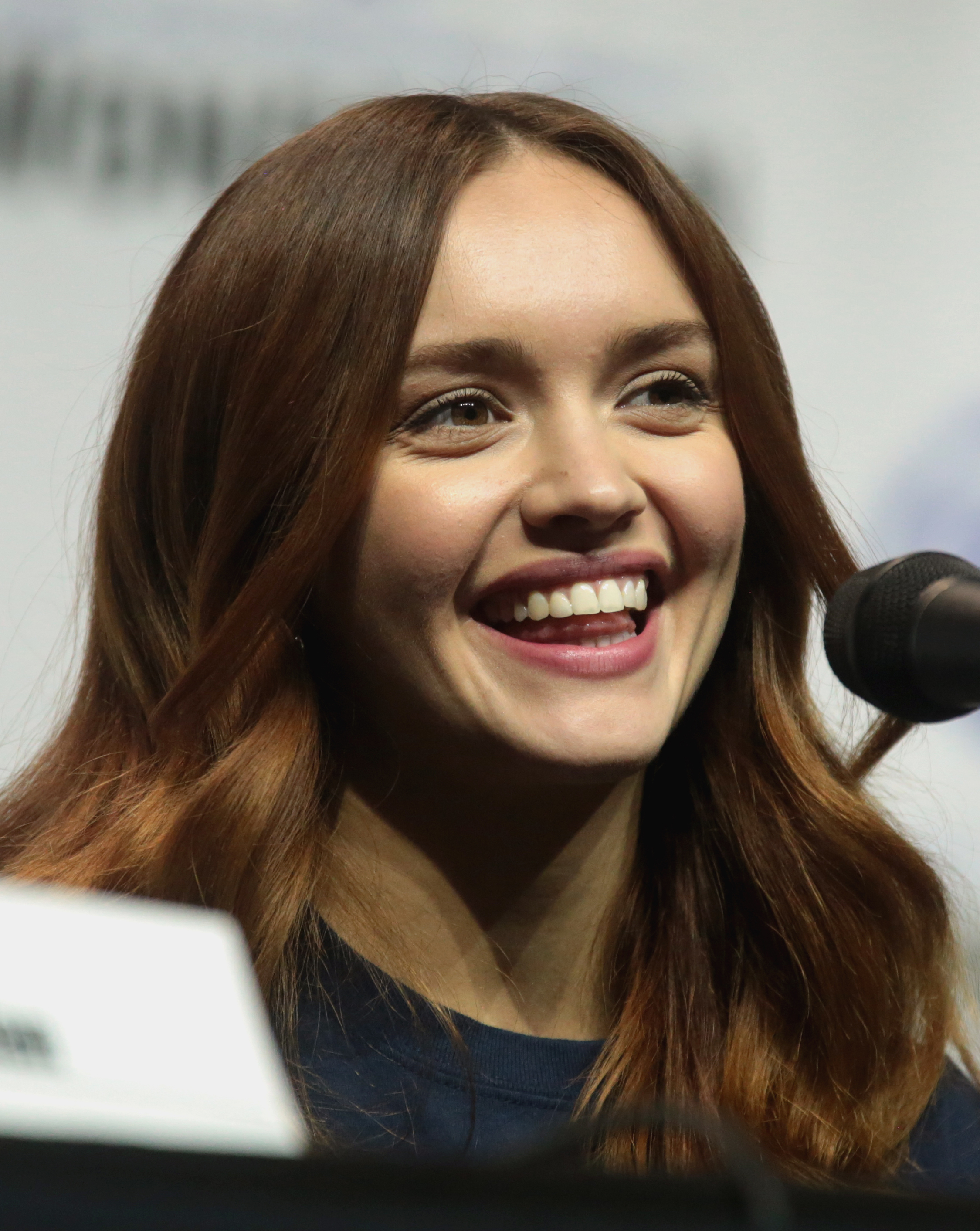
Olivia Cooke (* 1993)

- Cooke, Philip St. George (1809–1895), US-amerikanischer Kavallerieoffizier
- Cooke, Richard (1946–2023), britischer Umweltarchäologe
- Cooke, Richard (* 1965), englischer Fußballspieler
- Cooke, Robin J. S. (1938–1979), australischer Vulkanologe
- Cooke, Rose Terry (1827–1892), US-amerikanische Autorin und Dichterin
- Cooke, Sam (1931–1964), US-amerikanischer SängerSam Cooke (1931–1964)

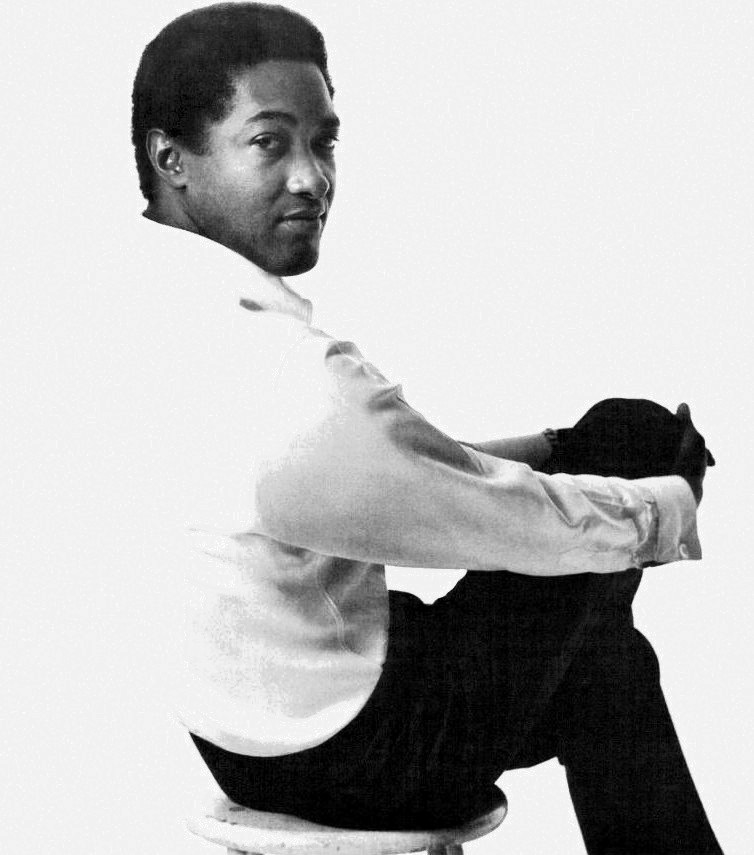
Sam Cooke (1931–1964)

- Cooke, Terence (1921–1983), US-amerikanischer Kardinal und Erzbischof von New York
- Cooke, Terry (* 1976), englischer Fußballspieler
- Cooke, Thomas B. (1778–1853), US-amerikanischer Politiker
- Cooke, Tricia (* 1965), US-amerikanische Filmeditorin, Filmproduzent und Drehbuchautorin
- Cooke, William († 1589), englischer Politiker, Abgeordneter des House of Commons
- Cooke, William Fothergill (1806–1879), englischer Erfinder, arbeitete mit Charles Wheatstone an der Entwicklung der elektrischen Telegrafie
- Cooke, William John (1797–1865), englischer Kupfer- und Stahlstecher
- Cooke, William Mordecai (1823–1863), konföderierter Politiker

##### Cooki
- Cookie the Herbalist, Schweizer Reggae-Musiker

##### Cookm
- Cookman, John (1909–1982), US-amerikanischer Eishockeyspieler

##### Cooks
- Cooks, Brandin (* 1993), US-amerikanischer American-Football-Spieler
- Cooks, Robert Graham (* 1941), südafrikanisch-US-amerikanischer Chemiker
- Cooksey, Danny (* 1975), US-amerikanischer Schauspieler, Synchronsprecher und Musiker
- Cooksey, John (1941–2022), US-amerikanischer Politiker
- Cooksey, Marty (* 1954), US-amerikanische Langstreckenläuferin
- Cooksey, Pat (* 1945), irischer Musiker
- Cookson, Brian (* 1951), britischer Radsportfunktionär
- Cookson, Catherine (1906–1998), englische Autorin
- Cookson, Isaac Thomas (1817–1870), neuseeländischer Politiker
- Cookson, Isabel Clifton (1893–1973), australische Paläobotanikerin und Palynologin
- Cookson, Jimmy (1904–1970), englischer Fußballspieler
- Cookson, Rob (* 1961), kanadischer Eishockeytrainer
- Cookson, Samuel (1891–1974), walisischer Fußballspieler
- Cookson, Sophie (* 1990), englische Film- und TheaterschauspielerinSophie Cookson (* 1990)

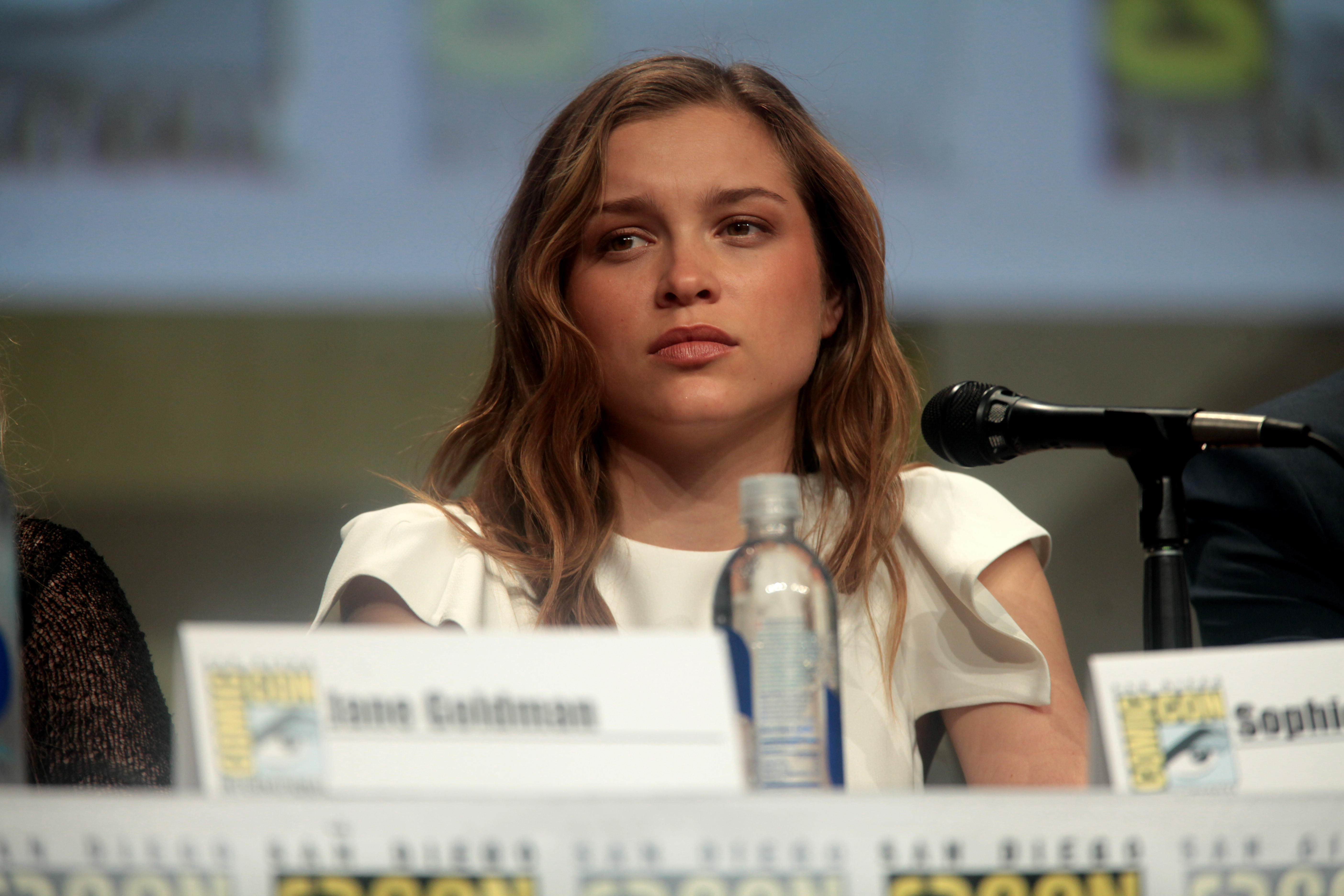
Sophie Cookson (* 1990)

##### Cookw
- Cookworthy, William (1705–1780), englischer Apotheker, Chemiker und Erfinder

#### Cool
- Cool Root, Margaret (* 1947), US-amerikanische Archäologin
- Cool, Catharina (1874–1928), niederländische Mykologin
- Cool, Herbert (* 1985), niederländischer Biathlet
- Cool, Marie (* 1961), französische Künstlerin
- Cool, Thomas Simon (1831–1870), niederländischer Maler und Radierer
- Cool-van Oosten Slingeland, C.J.G. (1887–1975), niederländische Malerin, Zeichnerin und Grafikerin
- Coolbrith, Ina (1841–1928), US-amerikanische Dichterin
- Coolen, Antoon (1897–1961), niederländischer Schriftsteller und Journalist
- Coolen, Ben (* 2000), belgischer Eishockeyspieler
- Coolen, Jef (1944–2016), belgischer Jazztrompeter (auch Flügelhorn)
- Coolen, Johan († 1729), Priester im Deutschen Orden
- Coolen, Rini (* 1967), niederländischer Fußballspieler und -trainer
- Cooley, Alex (1939–2015), US-amerikanischer Veranstalter von Rockkonzerten und Musikfestivals
- Cooley, Alexander (* 1972), US-amerikanischer Politologe
- Cooley, Andrew L. (1934–2015), US-amerikanischer Offizier, Generalmajor der US-Army
- Cooley, Charles (1864–1929), US-amerikanischer Soziologe
- Cooley, Denton (1920–2016), US-amerikanischer ChirurgDenton Cooley (1920–2016)

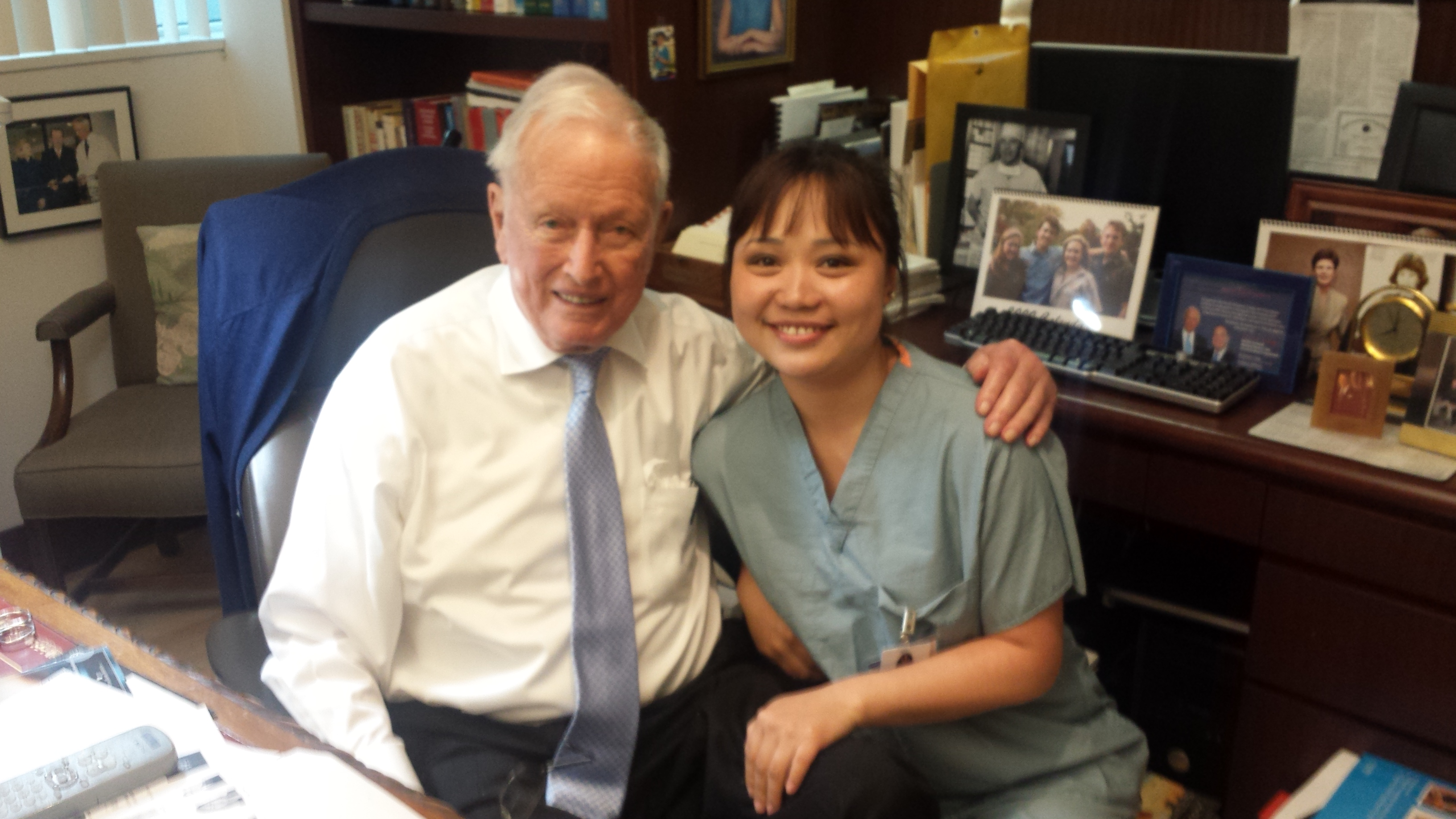
Denton Cooley (1920–2016)

- Cooley, Earl (1880–1940), US-amerikanischer Politiker
- Cooley, Grace Emily (1857–1916), US-amerikanische Botanikerin und Hochschullehrerin
- Cooley, Hallam (1895–1971), US-amerikanischer Stummfilmschauspieler
- Cooley, Harold D. (1897–1974), US-amerikanischer Politiker
- Cooley, Harry H. (1893–1986), US-amerikanischer Farmer und Politiker
- Cooley, Jack, US-amerikanischer Jazz- und Rhythm-&-Blues-Musiker (Schlagzeug, Gesang, Komposition)
- Cooley, James (1926–2016), US-amerikanischer Mathematiker
- Cooley, Josh (* 1979), US-amerikanischer Drehbuchautor, Filmregisseur und Synchronsprecher
- Cooley, Mike (1934–2020), irischer Ingenieur und Gewerkschaftsaktivist
- Cooley, Robert A. (1873–1968), US-amerikanischer Entomologe, Arachnologe und Parasitologe
- Cooley, Spade (1910–1969), US-amerikanischer Country-Musiker und Bandleader
- Cooley, Thomas Benton (1871–1945), US-amerikanischer Kinderarzt, Erstbeschreiber der Beta-Thalassämie
- Cooley, Thomas M. (1824–1898), US-amerikanischer Jurist
- Cooley, Thomas R. (1893–1959), Admiral der United States Navy
- Cooley, Wes (1932–2015), US-amerikanischer Politiker
- Coolidge, Archibald Cary (1866–1928), US-amerikanischer Diplomat und Historiker
- Coolidge, Arthur W. (1881–1952), US-amerikanischer Politiker
- Coolidge, Calvin (1872–1933), US-amerikanischer Politiker, 30. Präsident der Vereinigten Staaten
- Coolidge, Calvin Galusha (1815–1878), US-amerikanischer Farmer und Politiker (Republikanische Partei)
- Coolidge, Carlos (1792–1866), US-amerikanischer Politiker
- Coolidge, Cassius Marcellus (1844–1934), US-amerikanischer Maler
- Coolidge, Edgar David (1881–1967), US-amerikanischer Zahnmediziner
- Coolidge, Elizabeth Sprague (1864–1953), US-amerikanische Pianistin und Mäzenin
- Coolidge, Frederick S. (1841–1906), US-amerikanischer Politiker
- Coolidge, Grace (1879–1957), US-amerikanische First Lady
- Coolidge, Jennifer (* 1961), US-amerikanische SchauspielerinJennifer Coolidge (* 1961)

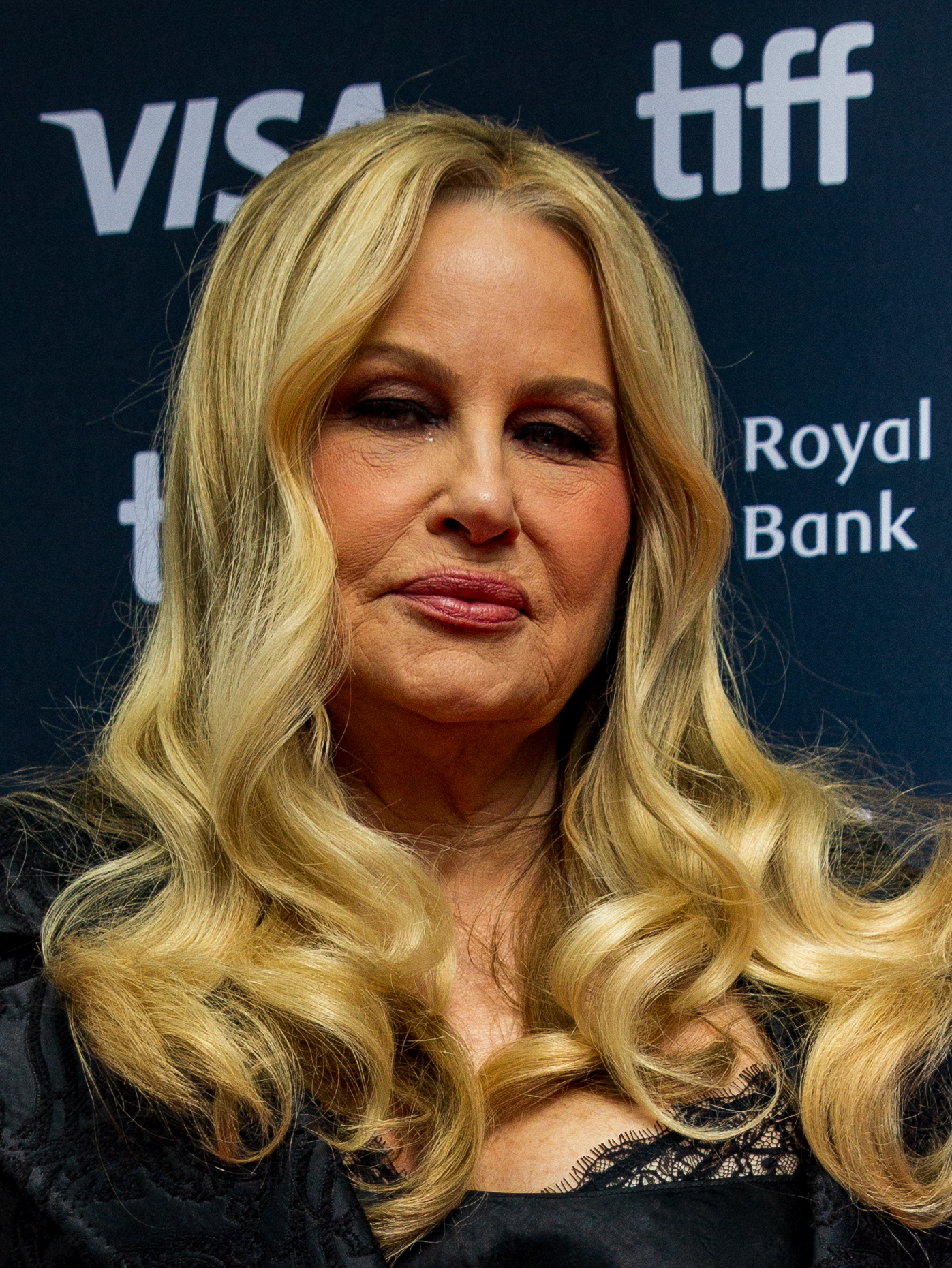
Jennifer Coolidge (* 1961)

- Coolidge, John Calvin (1845–1926), US-amerikanischer Politiker (Republikanische Partei)

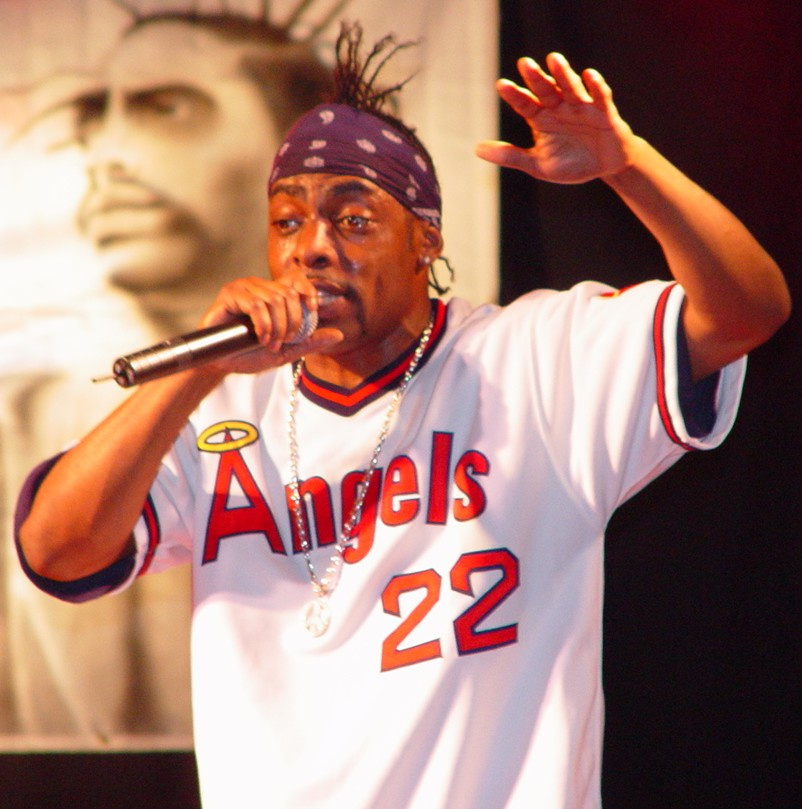
Coolio (1963–2022)

- Coolidge, Julian (1873–1954), US-amerikanischer Mathematiker
- Coolidge, Marcus A. (1865–1947), US-amerikanischer Politiker (Demokratische Partei)
- Coolidge, Martha (* 1946), US-amerikanische Regisseurin
- Coolidge, Phillip Sidney (1830–1863), US-amerikanischer Astronom
- Coolidge, Priscilla († 2014), US-amerikanische Pop-Musikerin indianischer Abstammung (Cherokee)
- Coolidge, Richard B. (1879–1957), US-amerikanischer Jurist und Politiker (Republikanische Partei)
- Coolidge, Rita (* 1945), US-amerikanische Country-Sängerin
- Coolidge, T. Jefferson (1831–1920), US-amerikanischer Diplomat und Wirtschaftsmanager
- Coolidge, W. A. B. (1850–1926), britischer Bergsteiger, Theologe und Publizist
- Coolidge, William David (1873–1975), US-amerikanischer Physiker
- Cooling, Leonard Frank (1903–1977), britischer Geotechniker
- Cooling, Robert (* 1957), britischer Vizeadmiral
- Coolio (1963–2022), US-amerikanischer Rapper und SchauspielerCoolio (1963–2022)
- Coolman, Todd (* 1954), US-amerikanischer Jazzmusiker (Kontrabass) und -autor
- Cools, Alexander (1941–2013), niederländischer Verhaltenspharmakologe
- Cools, André (1927–1991), belgischer sozialistischer Politiker
- Cools, Dion (* 1996), malaysisch-belgischer Fußballspieler
- Cools, Frans (1918–1999), belgischer Radrennfahrer
- Cools, Julien (* 1947), belgischer Fußballspieler
- Cools, Milo (1948–2006), belgischer Radrennfahrer
- Cools, Reginaldus (1618–1706), niederländischer Bischof
- Cools-Lartigue, Louis (1905–1993), dominicanischer Politiker
- Cooltuyn, Cornelis (1526–1569), niederländischer Theologe
- Coolwijk, Denis (* 1912), niederländischer Pianist und Komponist

#### Coom
- Cooman, Carson (* 1982), US-amerikanischer Organist und Komponist
- Cooman, Jerry (* 1966), belgischer Radrennfahrer
- Cooman, Nelli (* 1964), niederländische Sprinterin
- Coomans, Heva (1860–1939), französisch-amerikanische Malerin
- Coomans, Michael Cornelis C. (1933–1992), niederländischer Priester, Bischof von Samarinda
- Coomans, Pierre Olivier Joseph (1816–1889), belgischer Genre- und Orientmaler
- Coomaraswamy, Ananda Kentish (1877–1947), US-amerikanischer Historiker und Philosoph
- Coomaraswamy, Radhika (* 1953), sri-lankische Juristin und Expertin im Bereich der Menschenrechte
- Coomarawel, Maurice (1940–2008), sri-lankischer Radrennfahrer
- Coombe, E. H. (1858–1917), australischer Journalist und Politiker, Abgeordneter
- Coomber, Alexandra (* 1973), britische Skeletonfahrerin
- Coomber, Margaret (* 1950), britische Mittelstreckenläuferin, Langstreckenläuferin und Sprinterin
- Coomber, Saffron (* 1994), englische Schauspielerin
- Coombes, Nigel, britischer Jazz- und Improvisationsmusiker (Geige)
- Coombs, Carol (* 1935), US-amerikanische Schauspielerin
- Coombs, Claire Louise (* 1974), belgische PrinzessinClaire Louise Coombs (* 1974)

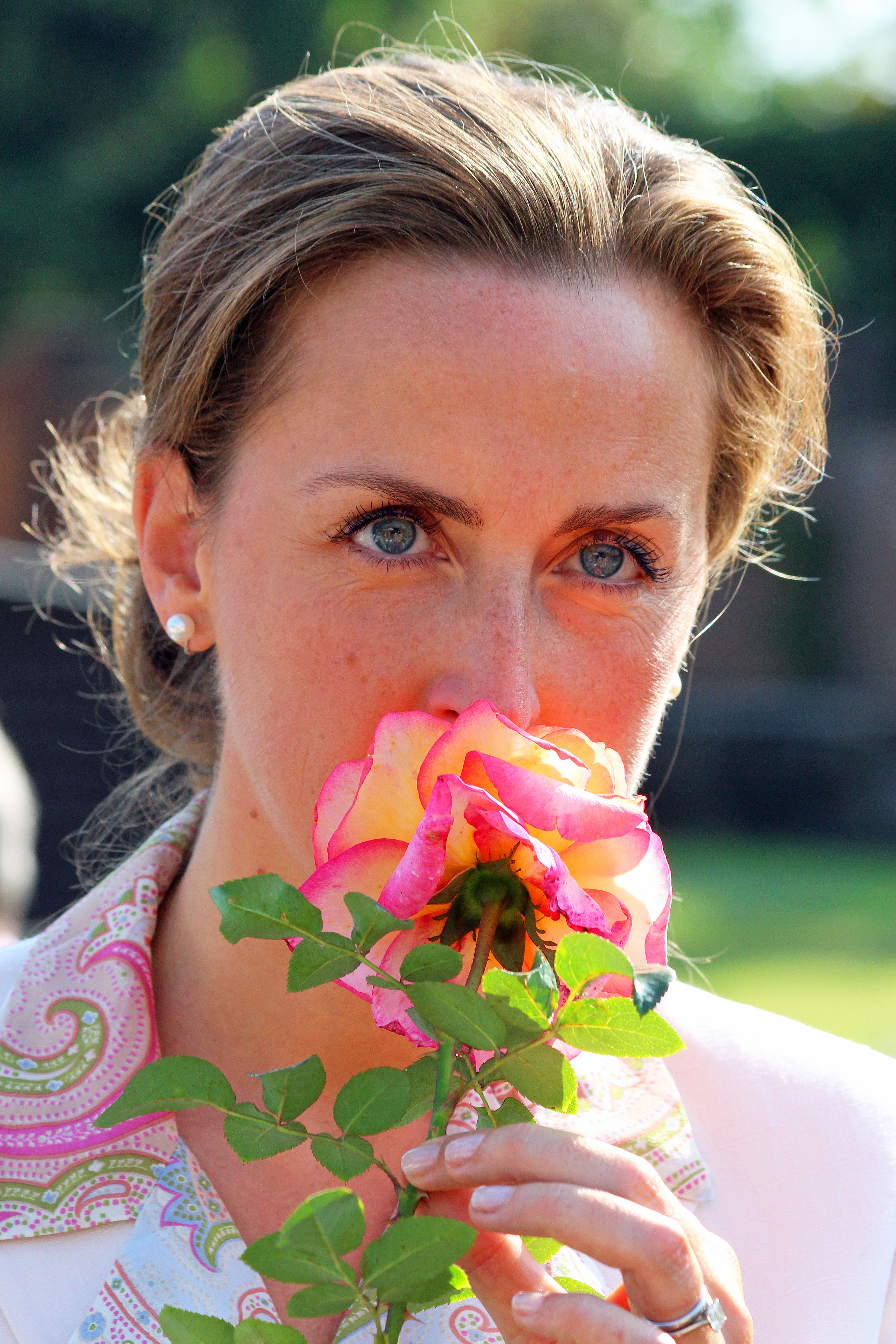
Claire Louise Coombs (* 1974)

- Coombs, Eswort (* 1972), vincentischer Leichtathlet
- Coombs, Frank (1853–1934), US-amerikanischer Politiker
- Coombs, Frederick (1803–1874), US-amerikanischer Exzentriker, Erfinder, Phrenologe, Daguerreotypist, Fotograf und Autor
- Coombs, Joseph (* 1952), Sprinter aus Trinidad und Tobago
- Coombs, Krysten (* 1990), englischer Badmintonspieler
- Coombs, Laura (* 1991), englische Fußballspielerin
- Coombs, Mary (1929–2022), britische Informatikerin
- Coombs, Robin (1921–2006), britischer Arzt und Immunologe
- Coombs, Torrance (* 1983), kanadischer Schauspieler
- Coombs, William J. (1833–1922), US-amerikanischer Politiker
- Coombs-Goodfellow, Ian (* 1963), britischer Badmintonspieler (Jersey)
- Coombs-Goodfellow, Kerry (* 1971), britische Badmintonspielerin (Jersey)

#### Coon
- Coon, Adam (* 1994), US-amerikanischer Ringer

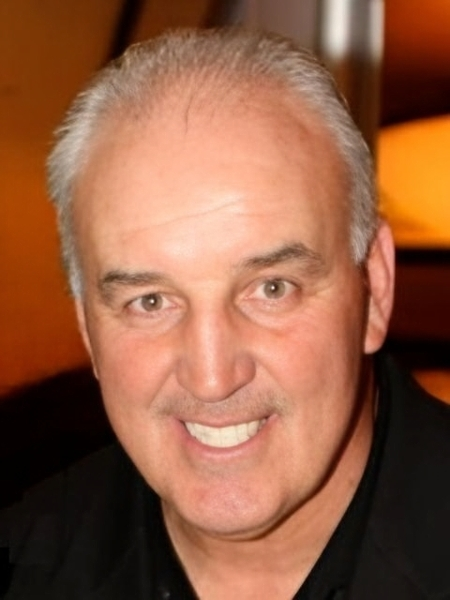
Gerry Cooney (* 1956)

- Coon, Carleton S. (1904–1981), US-amerikanischer Anthropologe
- Coon, Carrie (* 1981), US-amerikanische SchauspielerinCarrie Coon (* 1981)

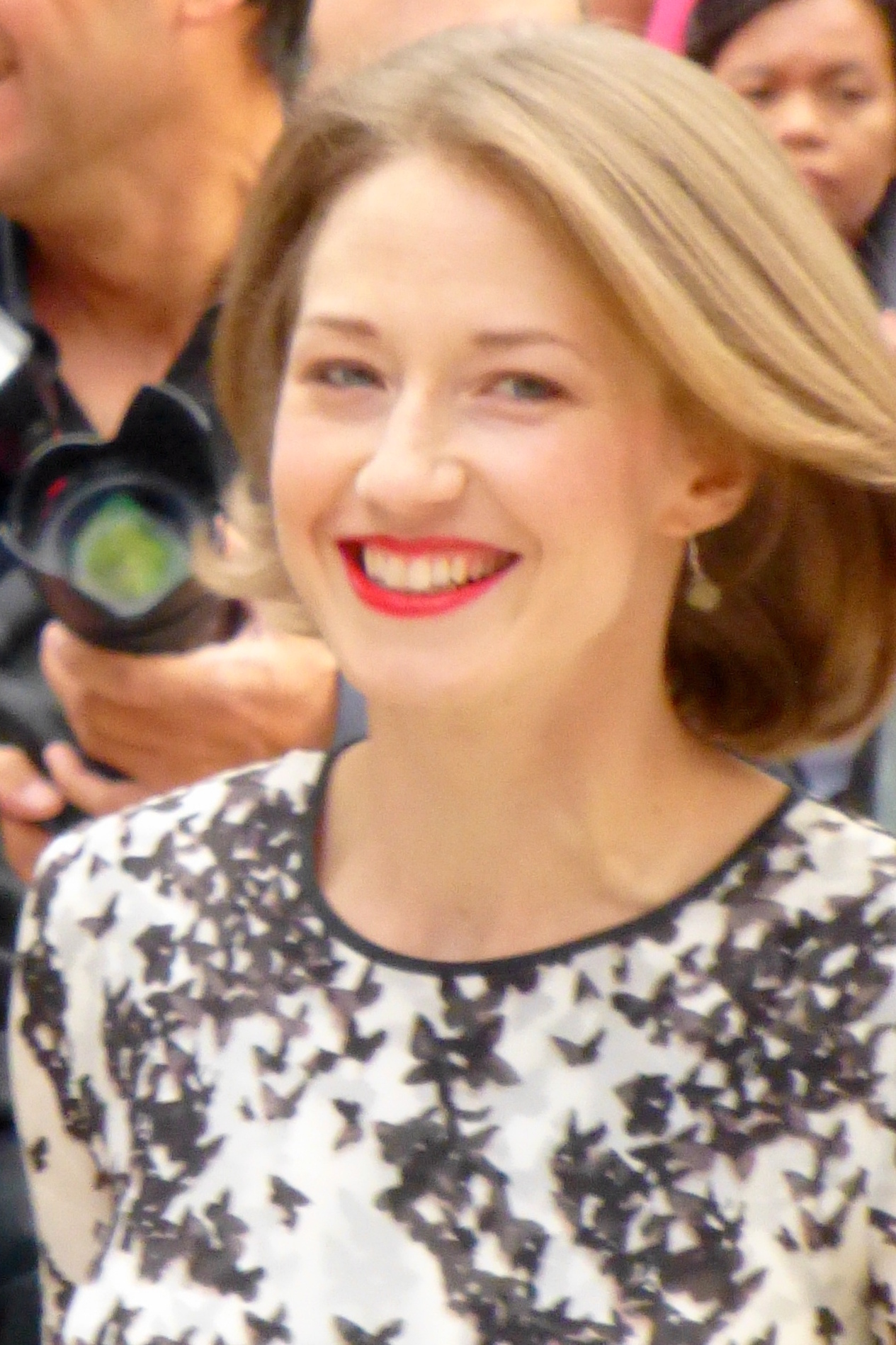
Carrie Coon (* 1981)

- Coon, Charles E. (1842–1920), US-amerikanischer Politiker
- Coon, David (* 1956), kanadischer Politiker
- Coon, Gene L. (1924–1973), US-amerikanischer Drehbuchautor und Fernsehproduzent
- Coon, Minor J. (1921–2018), US-amerikanischer Biochemiker
- Coon, Sam (1903–1980), US-amerikanischer Politiker
- Coon, Thomas R. (* 1954), US-amerikanischer Offizier, Generalmajor der US Air Force
- Coonan, Emily (1885–1971), kanadische Malerin
- Coonan, Helen (* 1947), australische Politikerin
- Coonan, Noel (* 1951), irischer Politiker
- Coonce, Harry (1938–2025), US-amerikanischer Mathematiker
- Coone (* 1983), belgischer DJ und Musikproduzent
- Cooney, Barbara (1917–2000), US-amerikanische Autorin und Illustratorin von Kinderbüchern
- Cooney, David (* 1954), irischer Diplomat
- Cooney, Eugene Jerome (* 1931), römisch-katholischer Bischof
- Cooney, Frank Henry (1872–1935), US-amerikanischer Politiker
- Cooney, Gerry (* 1956), US-amerikanischer BoxerGerry Cooney (* 1956)
- Cooney, Jacob (* 1981), US-amerikanischer Filmproduzent, Filmregisseur und Drehbuchautor
- Cooney, James (1848–1904), US-amerikanischer Politiker
- Cooney, Joan Ganz (* 1929), US-amerikanische Fernsehproduzentin
- Cooney, Joe (* 1957), irischer Politiker
- Cooney, John (1836–1894), US-amerikanischer Rechtsanwalt und Politiker (Demokraten)
- Cooney, Kara (* 1972), US-amerikanische Ägyptologin
- Cooney, Leighton (1944–2020), US-amerikanischer Politiker
- Cooney, Mike (* 1954), US-amerikanischer Politiker
- Cooney, Patrick (* 1931), irischer Politiker (Fine Gael), MdEP
- Cooney, Patrick Ronald (1934–2012), US-amerikanischer Geistlicher, römisch-katholischer Bischof von Gaylord
- Cooney, Ray (* 1932), englischer Komödienautor
- Cooney, Tim (* 1951), US-amerikanischer Tontechniker
- Cooney, Walter R Jr. (* 1962), US-amerikanischer Chemieingenieur, Amateurastronom und Asteroidenentdecker
- Cooney-Cross, Kyra (* 2002), australische Fußballspielerin
- Coons, Albert Hewett (1912–1978), US-amerikanischer Mediziner
- Coons, Chris (* 1963), US-amerikanischer Jurist und Politiker (Demokratische Partei)Chris Coons (* 1963)

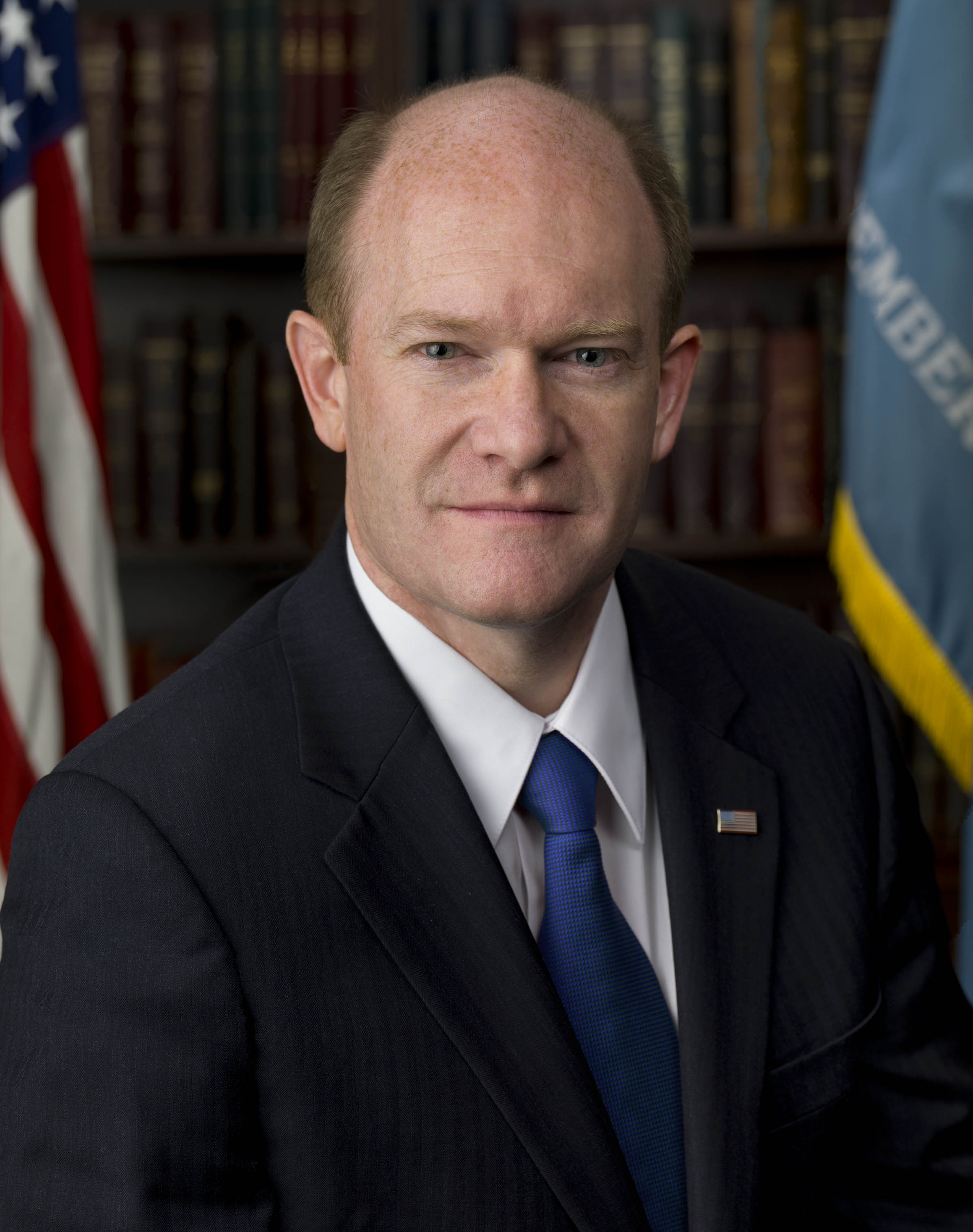
Chris Coons (* 1963)

- Coons, Steven Anson (1912–1979), US-amerikanischer Informatiker und Ingenieur
- Coonts, Stephen (* 1946), US-amerikanischer Schriftsteller
- Coontz, Robert E. (1864–1935), Admiral der US Navy

#### Coop
- Coop, Denys N. (1920–1981), englischer Kameramann
- Coop, Franco (1891–1962), italienischer Schauspieler
- Coop-Phane, Oscar (* 1988), französischer Schriftsteller

##### Coope
- Coope, Sarah, britische Duathletin, Triathletin und mehrfache Europameisterin
- Coope, Ursula (* 1969), britische Philosophin und Philosophiehistorikerin

###### Cooper, A
- Cooper, Abbey (* 1992), US-amerikanische Leichtathletin
- Cooper, Abraham (1787–1868), britischer Maler
- Cooper, Abraham (* 1950), US-amerikanischer Rabbiner und Publizist
- Cooper, Adam (* 1971), englischer Schauspieler, Choreograf, Tänzer und Theaterregisseur
- Cooper, Akela, US-amerikanische Drehbuchautorin und Fernsehproduzentin
- Cooper, Alan (1931–2007), britischer Jazzmusiker
- Cooper, Alan (* 1952), US-amerikanischer Software-Designer und Autor
- Cooper, Alexandra (* 1994), amerikanische Podcasterin
- Cooper, Alfred Duff, 1. Viscount Norwich (1890–1954), britischer Politiker, Mitglied des House of Commons, Diplomat und Autor
- Cooper, Alice (* 1948), US-amerikanischer RockmusikerAlice Cooper (* 1948)

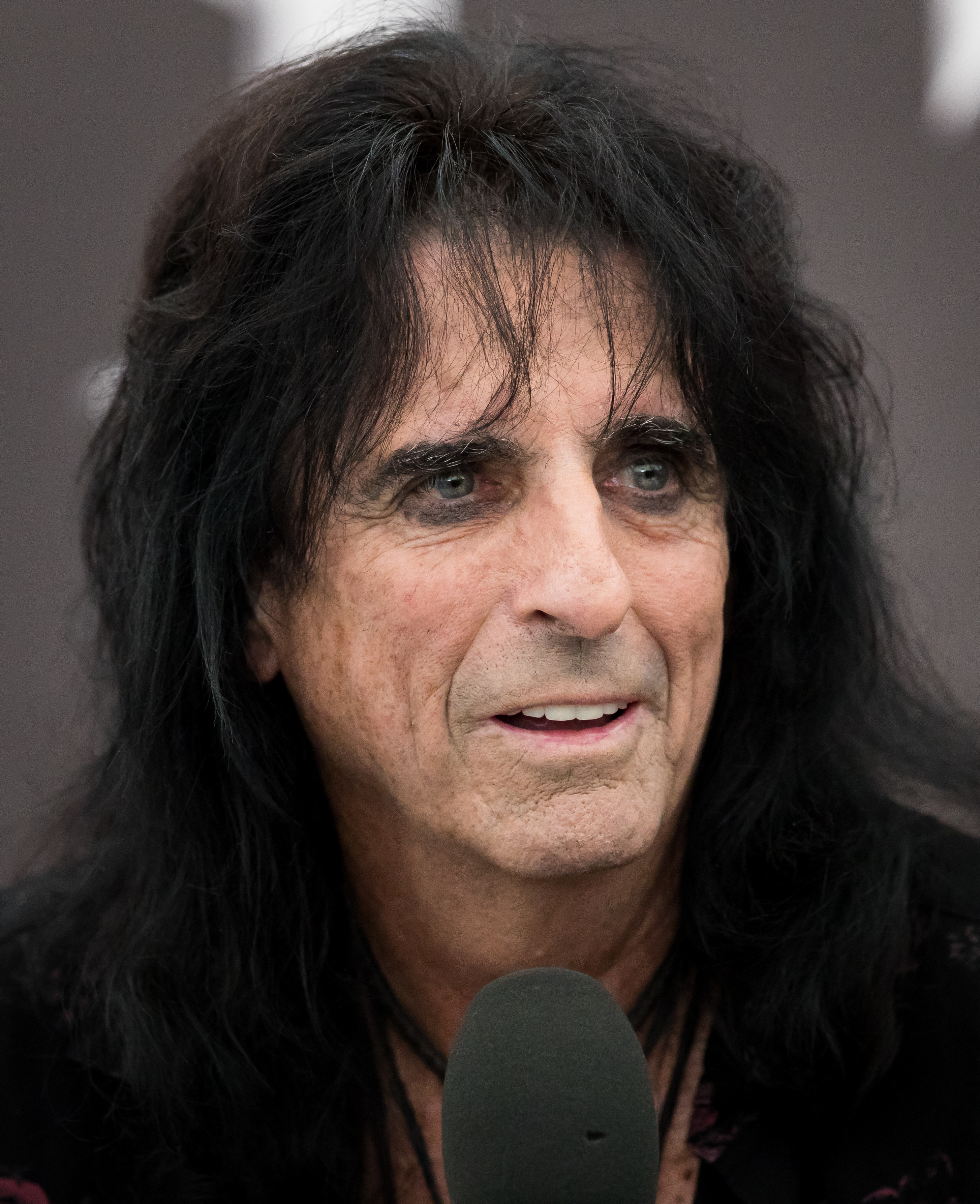
Alice Cooper (* 1948)

- Cooper, Allen Foster (1862–1917), US-amerikanischer Politiker
- Cooper, Amari (* 1994), US-amerikanischer American-Football-Spieler
- Cooper, Anderson (* 1967), US-amerikanischer Journalist und Autor
- Cooper, Andrew (* 1964), australischer Ruderer
- Cooper, Andrew (* 1981), britischer Schauspieler und Model
- Cooper, Andrew, Baron Cooper of Windrush (* 1963), britischer Wirtschaftsmanager und Politiker (Conservative Party), Peer
- Cooper, Anna J. (1858–1964), afroamerikanische Aktivistin, Autorin und Pädagogin
- Cooper, Anthony (1893–1974), englischer Fußballspieler
- Cooper, Anthony Ashley, 1. Earl of Shaftesbury (1621–1683), englischer Politiker und Adliger
- Cooper, Anthony Ashley, 2. Earl of Shaftesbury (1652–1699), englischer Peer und Politiker
- Cooper, Anthony Ashley, 3. Earl of Shaftesbury (1671–1713), englischer Philosoph, Schriftsteller, Politiker, Kunstkritiker und Literaturtheoretiker
- Cooper, Anton (* 1994), neuseeländischer Mountainbiker
- Cooper, Armando (* 1987), panamaischer Fußballspieler
- Cooper, Arthur (* 1952), Sprinter aus Trinidad und Tobago
- Cooper, Ashley (1936–2020), australischer Tennisspieler
- Cooper, Ashley (1980–2008), australischer Automobilrennfahrer
- Cooper, Astley Paston (1768–1841), englischer Wundarzt
- Cooper, Audrey (* 1964), britische Beachvolleyball- und Volleyballspielerin sowie Volleyballtrainerin

###### Cooper, B
- Cooper, Barbara (* 1949), englisch-kanadische Squashspielerin
- Cooper, Barbara (1953–1999), US-amerikanische Physikerin und Hochschullehrerin
- Cooper, Barry (* 1949), britischer Musikwissenschaftler
- Cooper, Ben (1933–2020), US-amerikanischer Schauspieler
- Cooper, Ben (* 1982), US-amerikanischer Sänger
- Cooper, Bert (1966–2019), US-amerikanischer Boxer
- Cooper, Besse (1896–2012), US-amerikanische Frau, ältester lebender Mensch
- Cooper, Bob (1925–1993), US-amerikanischer Jazzmusiker und Arrangeur
- Cooper, Boyd, australischer Badmintonspieler
- Cooper, Brad (* 1954), australischer Schwimmer
- Cooper, Brad (* 1967), US-amerikanischer Vizeadmiral
- Cooper, Bradley (* 1957), bahamaischer Diskuswerfer und Kugelstoßer
- Cooper, Bradley (* 1975), US-amerikanischer SchauspielerBradley Cooper (* 1975)

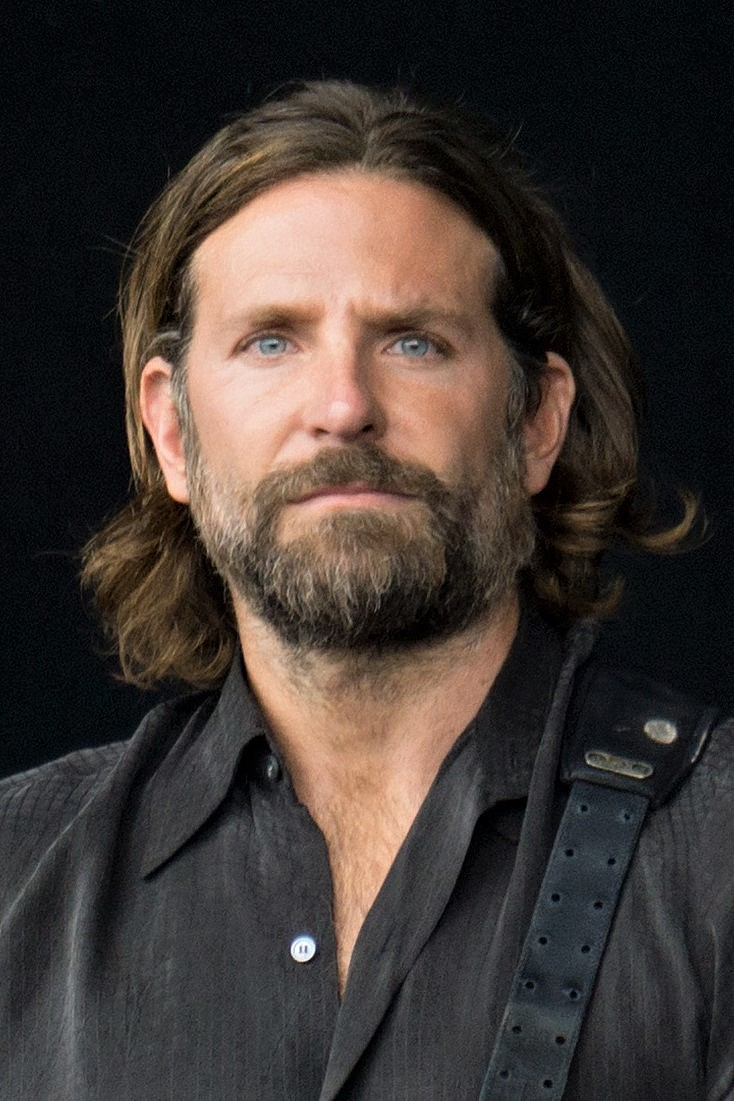
Bradley Cooper (* 1975)

- Cooper, Brenda (* 1960), US-amerikanische Science-Fiction-Autorin
- Cooper, Bridget, englische Badmintonspielerin
- Cooper, Brittnee (* 1988), US-amerikanische Volleyballspielerin und -trainerin
- Cooper, Buster (1929–2016), US-amerikanischer Jazz-Posaunist des Swing

###### Cooper, C
- Cooper, Caitlin (* 1988), australische Fußballspielerin
- Cooper, Carolyn (* 1950), jamaikanische Hochschullehrerin
- Cooper, Charles (1893–1964), britischer Rennwagenkonstrukteur und Rennstallbesitzer
- Cooper, Charles (1926–2013), US-amerikanischer Schauspieler
- Cooper, Charles D. (1769–1831), US-amerikanischer Mediziner, Jurist und Politiker
- Cooper, Charles Henry († 1946), US-amerikanischer Richter und Anwalt
- Cooper, Charles Merian (1856–1923), US-amerikanischer Politiker
- Cooper, Charlotte (1870–1966), englische Tennisspielerin
- Cooper, Chris (* 1951), US-amerikanischer SchauspielerChris Cooper (* 1951)

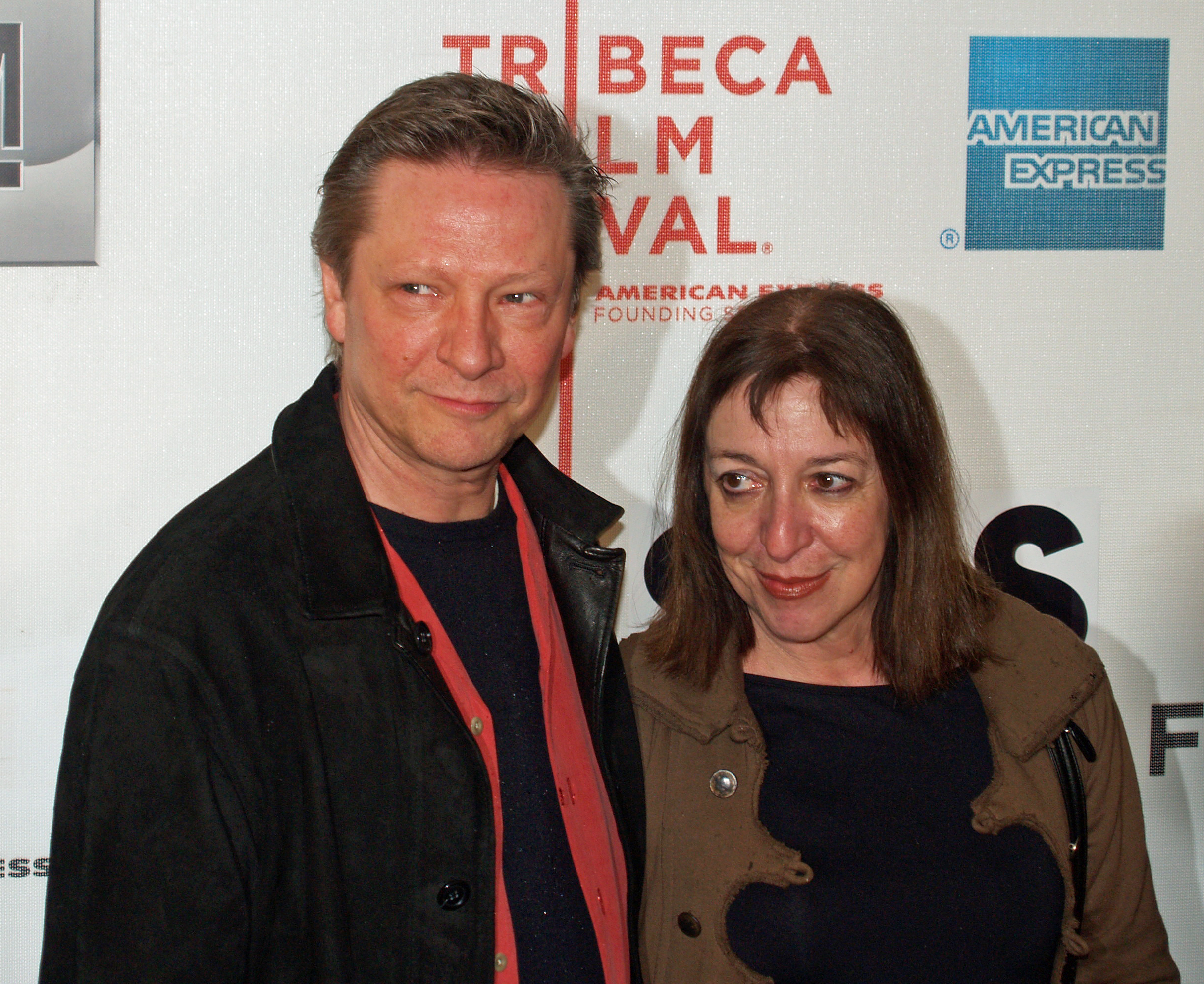
Chris Cooper (* 1951)

- Cooper, Christin (* 1959), US-amerikanische Skirennläuferin
- Cooper, Christopher (* 1967), US-amerikanischer Hornist
- Cooper, Chuck (1926–1984), US-amerikanischer Basketballspieler
- Cooper, Chuck (* 1954), US-amerikanischer Schauspieler
- Cooper, Clarence L. Jr. (1934–1978), US-amerikanischer Schriftsteller
- Cooper, Colin (1939–2008), britischer Sänger und Multiinstrumentalist
- Cooper, Colin (* 1967), englischer Fußballspieler und -trainer
- Cooper, Colin Campbell (1856–1937), US-amerikanischer Kunstmaler des Impressionismus
- Cooper, Courtney Ryley (1886–1940), US-amerikanischer Journalist, Schriftsteller, Drehbuchautor und Zirkusclown
- Cooper, Craig (* 1981), neuseeländischer Badmintonspieler
- Cooper, Curtis (* 1978), US-amerikanischer American-Football-Spieler
- Cooper, Cynthia (* 1963), US-amerikanische Basketballspielerin

###### Cooper, D
- Cooper, D. B., US-amerikanischer FlugzeugentführerD. B. Cooper

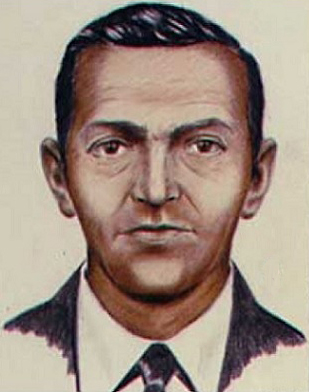
D. B. Cooper

- Cooper, Daily (* 2002), kubanische Leichtathletin
- Cooper, Danese (* 1959), US-amerikanische Informatikerin
- Cooper, Darin (* 1966), US-amerikanischer Schauspieler und Synchronsprecher
- Cooper, Darryl (* 1981), US-amerikanischer rechter Podcaster und Influencer
- Cooper, David (1931–1986), südafrikanischer Psychiater und ein Kopf der Antipsychiatrie-Bewegung
- Cooper, David (* 1973), kanadischer Eishockeyspieler
- Cooper, Davie (1956–1995), schottischer Fußballspieler
- Cooper, Deniz (* 1985), österreichischer Schauspieler und Regisseur
- Cooper, Dennis (* 1953), US-amerikanischer Autor und Journalist
- Cooper, Diana (1892–1986), britische Schauspielerin, Schriftstellerin und Persönlichkeit der Londoner High Society
- Cooper, Dion (* 1993), niederländischer Sänger-Songwriter
- Cooper, Dominic (* 1978), britischer SchauspielerDominic Cooper (* 1978)

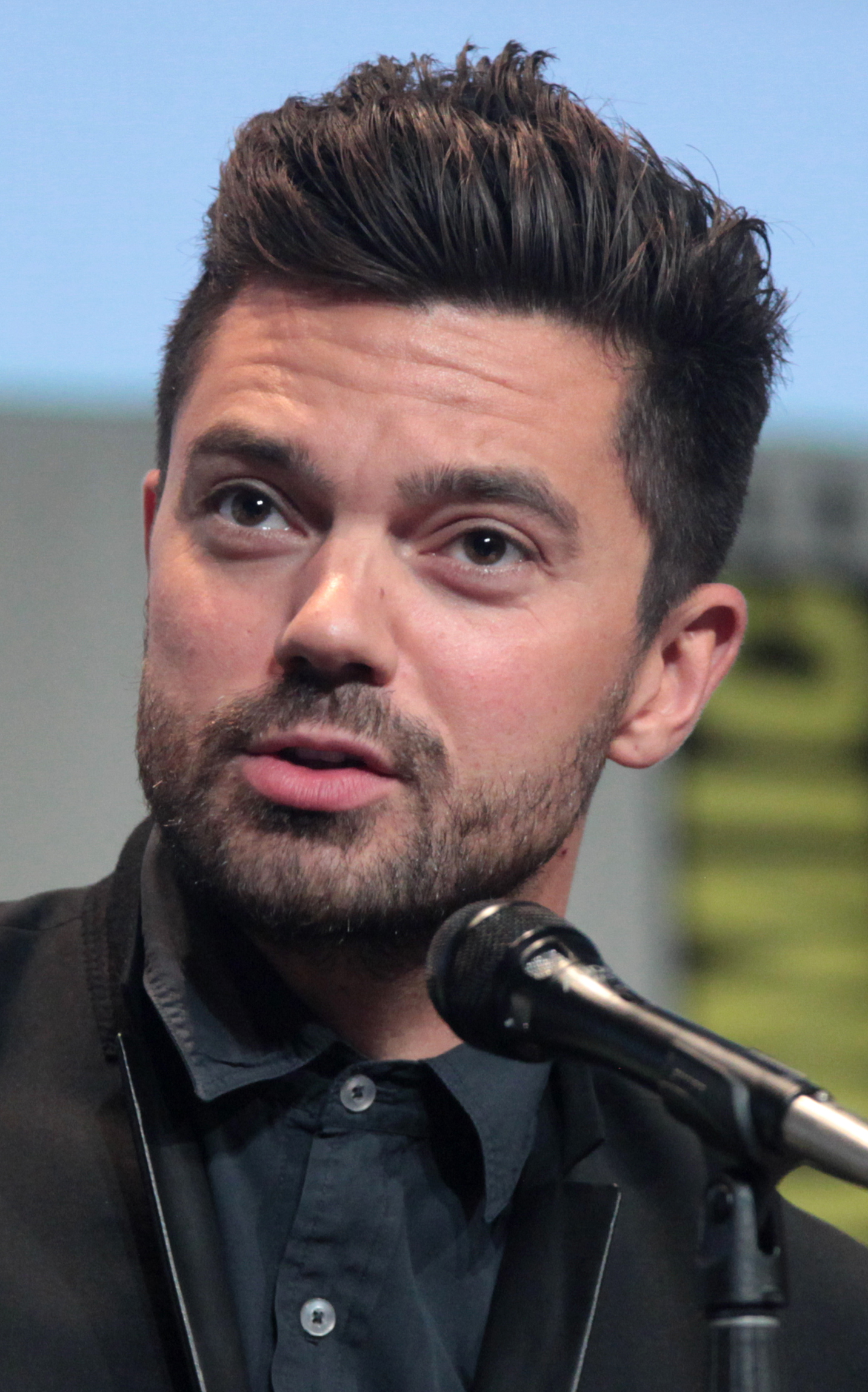
Dominic Cooper (* 1978)

- Cooper, Dorree, US-amerikanische Szenenbildnerin
- Cooper, Douglas (1911–1984), englischer Kunsthistoriker, Autor, Kunstmäzen und -sammler
- Cooper, Douglas Hancock (1815–1879), General der Konföderierten Staaten im Amerikanischen Bürgerkrieg
- Cooper, Dylan (* 1979), australischer Mountainbikefahrer

###### Cooper, E
- Cooper, Earl (1886–1965), US-amerikanischer Automobilrennfahrer
- Cooper, Ed, US-amerikanischer Politiker (Republikaner)
- Cooper, Edith Emma (1862–1913), britische Schriftstellerin
- Cooper, Edmund (1821–1911), US-amerikanischer Politiker
- Cooper, Edmund (1926–1982), britischer Autor
- Cooper, Edward (1824–1905), US-amerikanischer Politiker
- Cooper, Edward (1873–1928), US-amerikanischer Politiker
- Cooper, Edward Joshua (1798–1863), irischer Astronom
- Cooper, Elspeth (* 1968), britische Fantasyautorin
- Cooper, Emil (1877–1960), ukrainisch-russisch-US-amerikanischer Violinist und Dirigent
- Cooper, Emma Lampert (1855–1920), US-amerikanische Malerin, Kunstlehrerin und Artdirector
- Cooper, Eric (* 1967), US-amerikanischer Basketballspieler

###### Cooper, F
- Cooper, Frederick (* 1947), US-amerikanischer Historiker

###### Cooper, G
- Cooper, G. Arthur (1902–2000), US-amerikanischer Paläontologe
- Cooper, Gareth (* 1979), walisischer Rugby-Union-Spieler
- Cooper, Gary (1901–1961), US-amerikanischer SchauspielerGary Cooper (1901–1961)

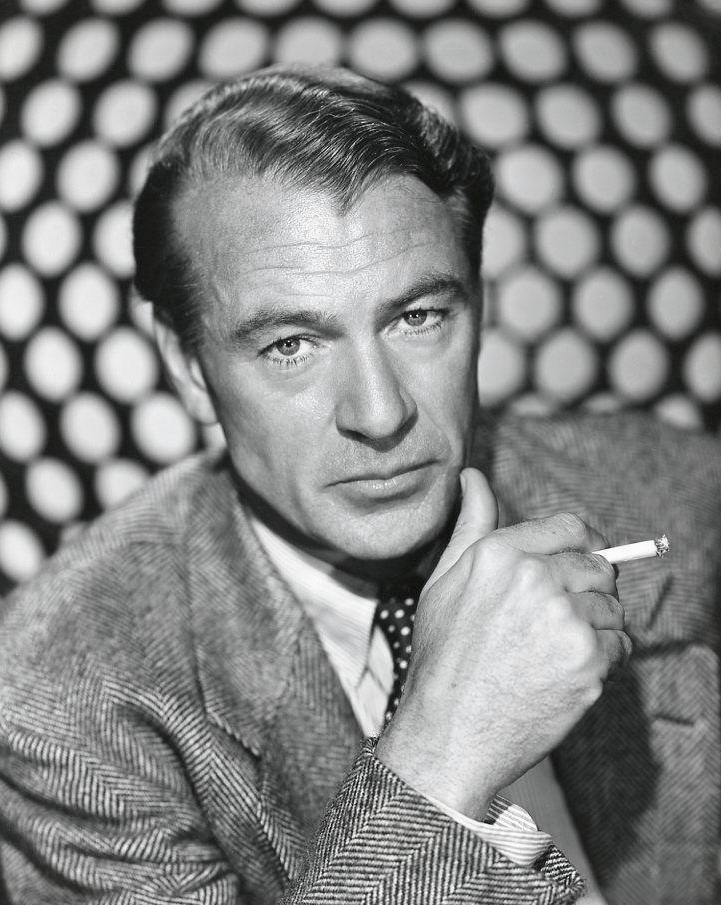
Gary Cooper (1901–1961)

- Cooper, George (1820–1876), englischer Organist und Musikpädagoge
- Cooper, George (1892–1943), US-amerikanischer Schauspieler (Stummfilmzeit)
- Cooper, George (1925–2020), britischer General
- Cooper, George A. (1925–2018), britischer Schauspieler
- Cooper, George B. (1808–1866), US-amerikanischer Politiker
- Cooper, George W. (1851–1899), US-amerikanischer Politiker
- Cooper, Gladys (1888–1971), britische Schauspielerin
- Cooper, Gordon (1927–2004), US-amerikanischer AstronautGordon Cooper (1927–2004)

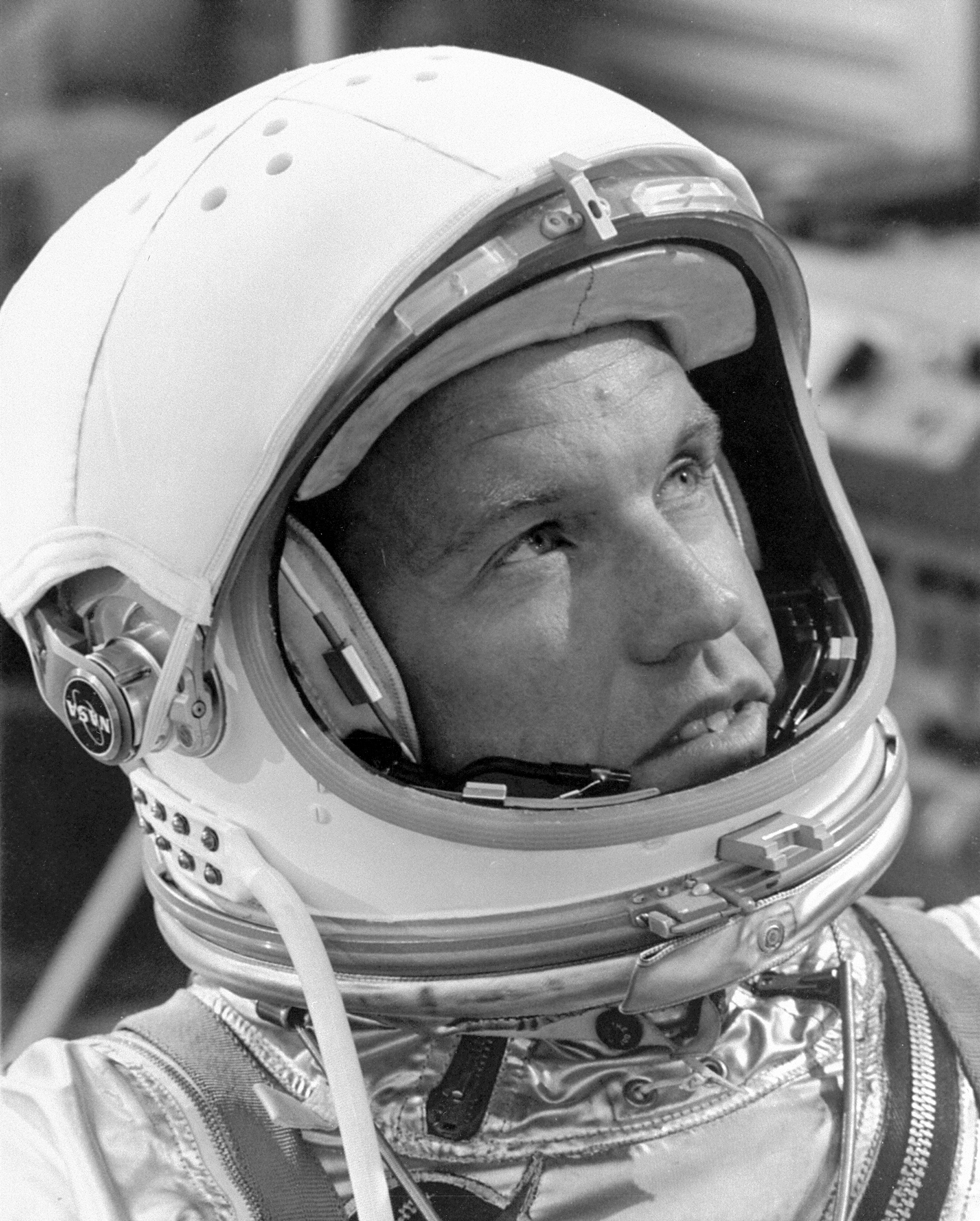
Gordon Cooper (1927–2004)

###### Cooper, H
- Cooper, Harold (1886–1970), australischer Anthropologe und Historiker
- Cooper, Harry (1903–1961), US-amerikanischer Jazzmusiker
- Cooper, Helene (* 1966), US-amerikanische Journalistin
- Cooper, Henry (1827–1884), US-amerikanischer Politiker der Demokratischen Partei
- Cooper, Henry (1913–1998), australischer Boxer
- Cooper, Henry (1934–2011), britischer Schwergewichtsboxer
- Cooper, Henry A. (1850–1931), US-amerikanischer Politiker

###### Cooper, I
- Cooper, Imogen (* 1949), englische Pianistin
- Cooper, Isaac (* 2004), australischer Schwimmer
- Cooper, Isobel (* 1975), britische Sopranistin und Popsängerin
- Cooper, Ivan (1944–2019), nordirischer Politiker

###### Cooper, J
- Cooper, Jack, Baron Cooper of Stockton Heath (1908–1988), britischer Politiker (Labour Party), Mitglied des House of Commons und Gewerkschaftsfunktionär
- Cooper, Jackie (1922–2011), US-amerikanischer Schauspieler und Regisseur
- Cooper, Jacqui (* 1973), australische Freestyle-Skisportlerin
- Cooper, James (1810–1863), US-amerikanischer Politiker
- Cooper, James Fenimore (1789–1851), US-amerikanischer SchriftstellerJames Fenimore Cooper (1789–1851)

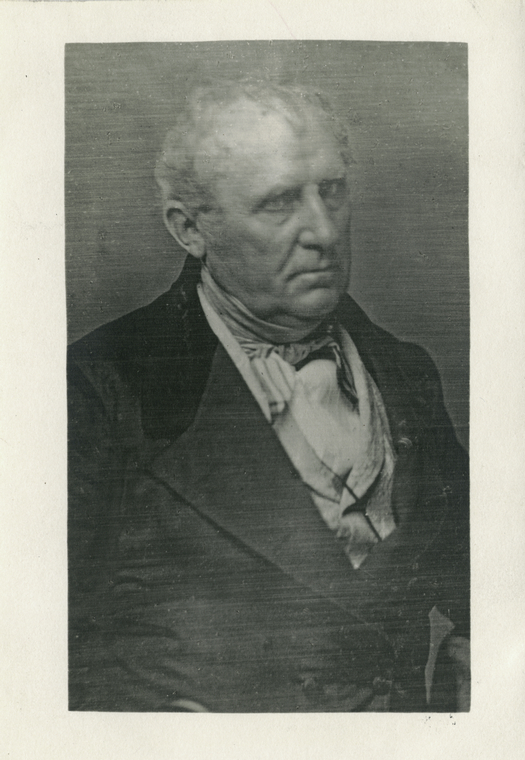
James Fenimore Cooper (1789–1851)

- Cooper, Jay, US-amerikanischer Spezialeffektkünstler
- Cooper, Jeanne (1928–2013), US-amerikanische Schauspielerin
- Cooper, Jeff (1920–2006), US-amerikanischer Schusswaffenexperte
- Cooper, Jere (1893–1957), amerikanischer Politiker und Abgeordneter
- Cooper, Jerome (1946–2015), US-amerikanischer Jazzschlagzeuger
- Cooper, Jillie (* 1988), schottische Badmintonspielerin
- Cooper, Jilly (* 1937), britische Autorin
- Cooper, Jim (* 1951), US-amerikanischer Jazz-Vibraphonist
- Cooper, Jim (* 1954), US-amerikanischer Politiker
- Cooper, Job Adams (1843–1899), US-amerikanischer Politiker
- Cooper, John († 1626), englischer Musiker und Komponist
- Cooper, John (1923–2000), britischer Autokonstrukteur
- Cooper, John (1940–1974), britischer Hürdenläufer
- Cooper, John (* 1946), australischer Tennisspieler
- Cooper, John (* 1948), britischer Autorennfahrer
- Cooper, John (* 1975), US-amerikanischer Sänger und BassistJohn Cooper (* 1975)

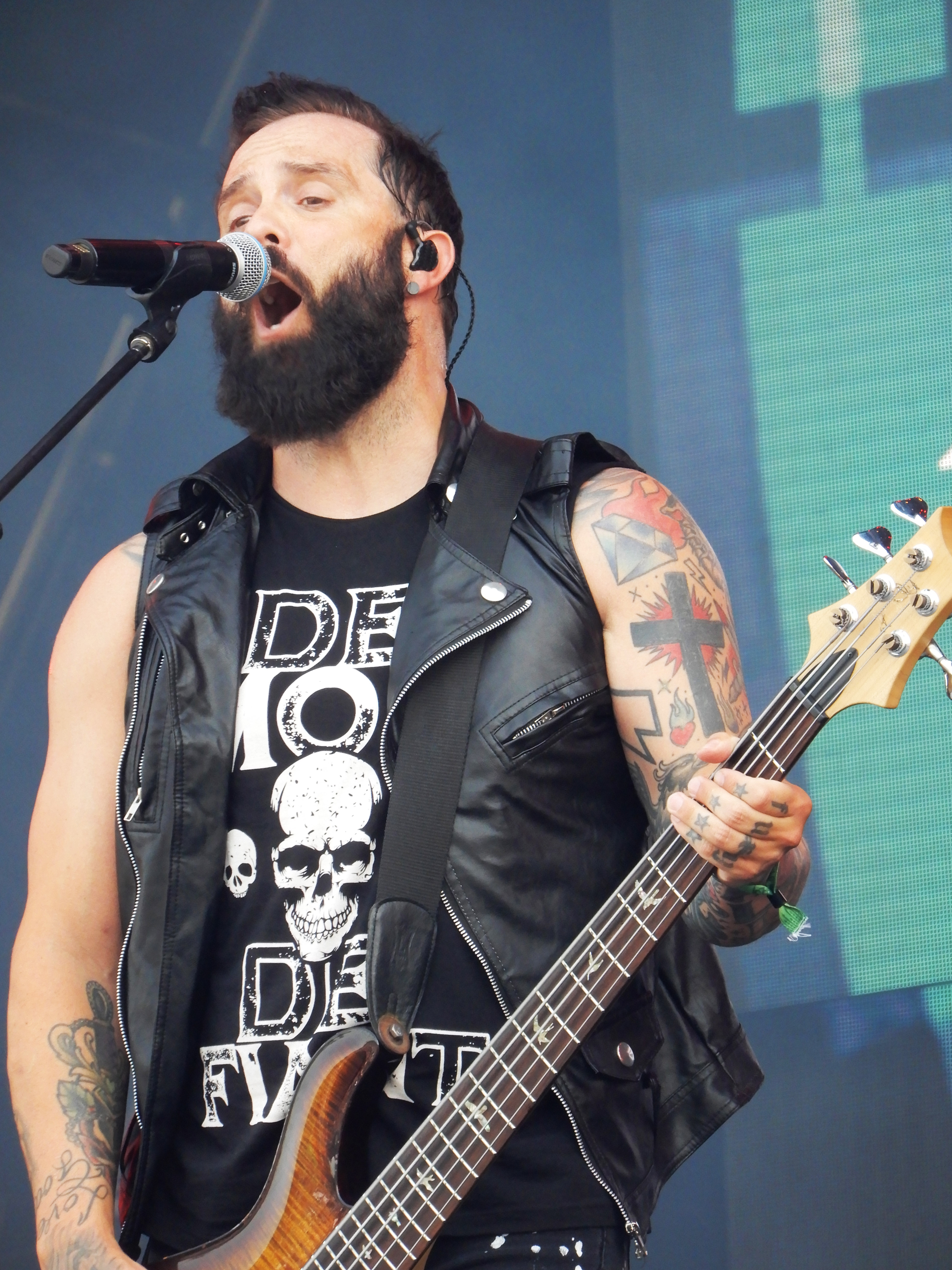
John Cooper (* 1975)

- Cooper, John Astley (1858–1930), britischer Erfinder der Commonwealth Games
- Cooper, John Cobb (1887–1967), US-amerikanischer Jurist
- Cooper, John G. (1872–1955), US-amerikanischer Politiker (Republikanische Partei)
- Cooper, John Julius, 2. Viscount Norwich (1929–2018), britischer Diplomat und Schriftsteller
- Cooper, John Madison (1939–2022), US-amerikanischer Philosoph und Philosophiehistoriker
- Cooper, John Montgomery (1881–1949), US-amerikanischer Ethnologe und Priester
- Cooper, John Sherman (1901–1991), US-amerikanischer Politiker
- Cooper, Johnny (* 1988), US-amerikanischer Country- und Rockmusiker
- Cooper, Jon (* 1967), kanadisch-amerikanischer Eishockeytrainer
- Cooper, Jordan B., US-amerikanischer lutherischer Theologe
- Cooper, Joseph (* 1985), neuseeländischer Straßenradrennfahrer
- Cooper, Josh (1901–1981), britischer Kryptoanalytiker
- Cooper, JP (* 1983), britischer Sänger und Songwriter

###### Cooper, K
- Cooper, Kate (* 1960), britisch-amerikanische Althistorikerin
- Cooper, Kenneth H. (* 1931), US-amerikanischer Sportmediziner und ehemaliger Major der US Air Force
- Cooper, Kenny (* 1984), US-amerikanischer Fußballspieler
- Cooper, Kevin (* 1975), englischer Fußballspieler und -trainer
- Cooper, Kim (* 1958), US-amerikanische Sängerin und Produzentin
- Cooper, Kyle (* 1962), US-amerikanischer Designer von Titelsequenzen

###### Cooper, L
- Cooper, Lana (* 1981), deutsche Schauspielerin
- Cooper, LaNell, US-amerikanische Schauspielerin
- Cooper, Leisha (* 1987), australische Badmintonspielerin
- Cooper, Leon Neil (1930–2024), US-amerikanischer PhysikerLeon Neil Cooper (1930–2024)

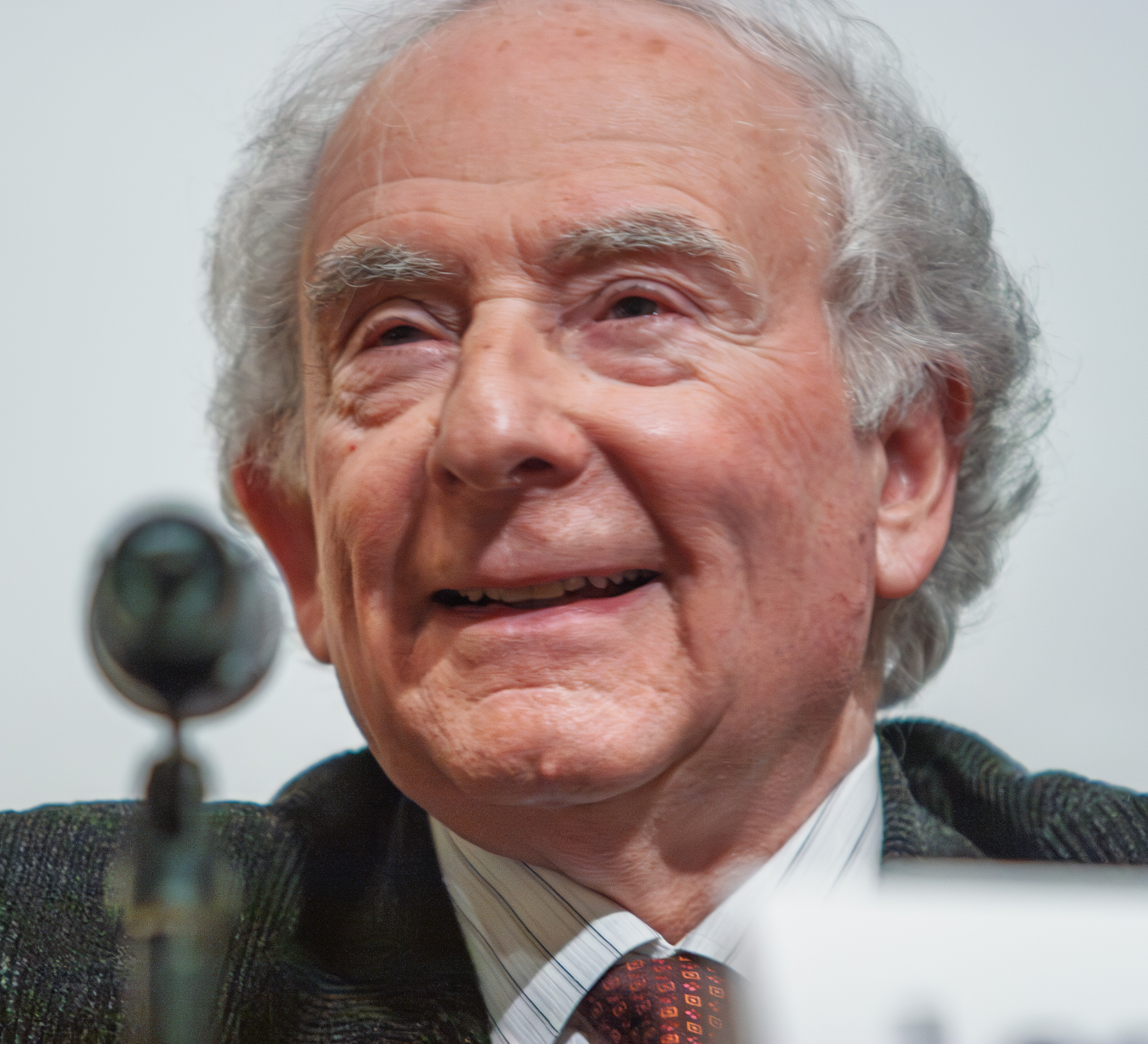
Leon Neil Cooper (1930–2024)

- Cooper, Léontine (1837–1903), britisch-australische Suffragette und Sozialistin
- Cooper, Liam (* 1991), schottischer Fußballspieler
- Cooper, Lindsay (1951–2013), britische Fagott- und Saxophonspielerin und Komponistin
- Cooper, Lindsay L. (1940–2001), britischer Bassist
- Cooper, Lionel (1915–1979), britischer Mathematiker
- Cooper, Luise (1849–1931), deutsche Entwicklungshelferin und Autorin

###### Cooper, M
- Cooper, Malcolm (1947–2001), britischer Sportschütze, Olympionike, Unternehmer
- Cooper, Marc, US-amerikanischer Journalist und Schriftsteller
- Cooper, Margaret (1909–2002), britische Schwimmerin
- Cooper, Margaret (1918–2016), britisch-kanadische Offizierin und Rinderzüchterin
- Cooper, Maria (* 1937), US-amerikanische Schauspielerin und Produzentin
- Cooper, Mario (1905–1995), amerikanischer Illustrator, Aquarellist, Bildhauer und Autor
- Cooper, Mark Anthony (1800–1885), US-amerikanischer Politiker
- Cooper, Martha (* 1943), US-amerikanische Fotojournalistin
- Cooper, Martin (* 1928), US-amerikanischer ElektroingenieurMartin Cooper (* 1928)

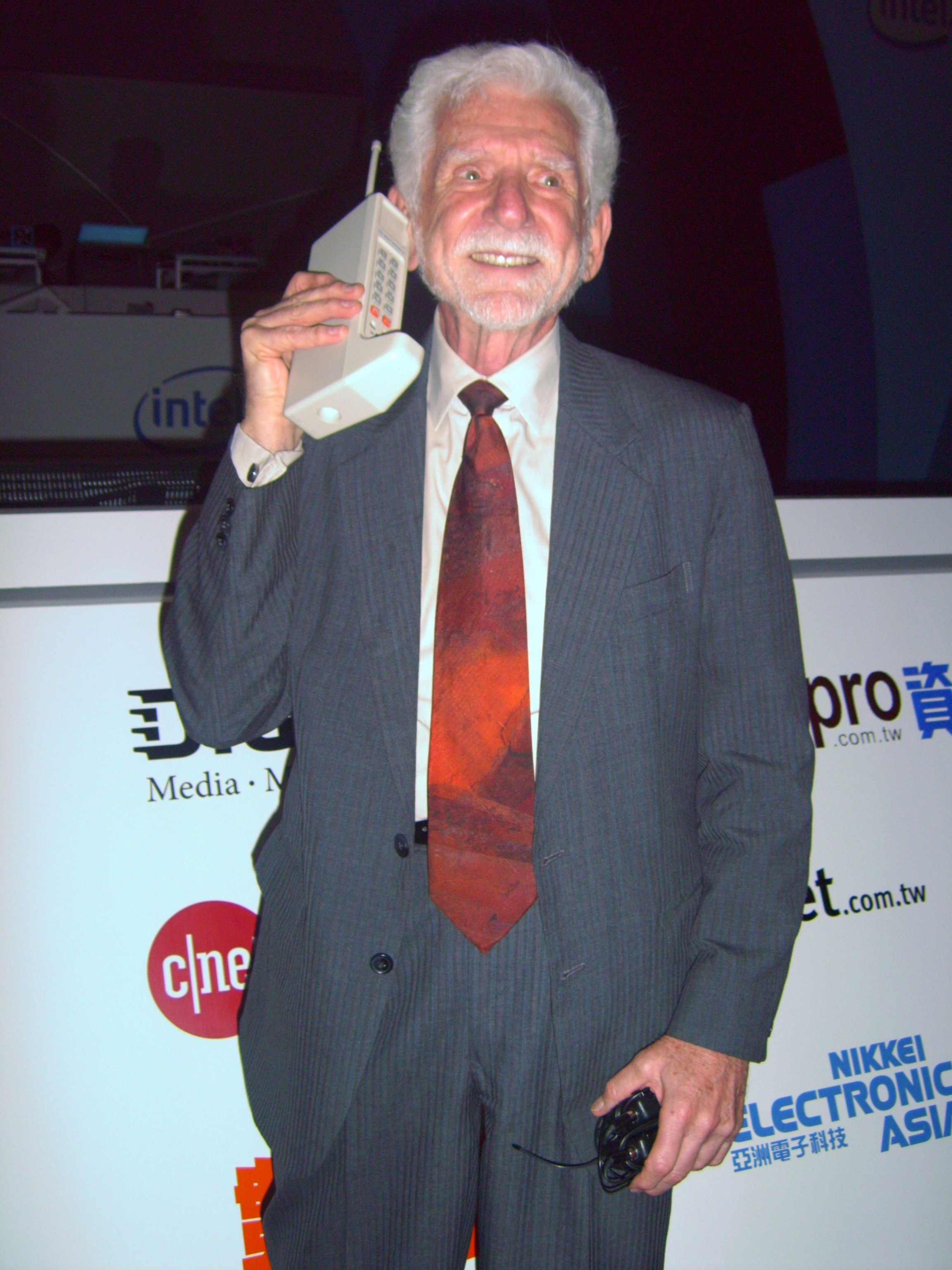
Martin Cooper (* 1928)

- Cooper, Martin (* 1958), britischer Keyboarder, Saxophonist, Songwriter und Maler
- Cooper, Mary Louise, US-amerikanische Schauspielerin
- Cooper, Max (* 1980), britischer Musikproduzent
- Cooper, Max Dale (* 1933), US-amerikanischer Immunologe
- Cooper, Melville (1896–1973), britischer Schauspieler
- Cooper, Mercator (1803–1872), US-amerikanischer Schiffskapitän
- Cooper, Merian C. (1893–1973), US-amerikanischer Pilot, Abenteurer, Schauspieler, Regisseur, Drehbuchautor und Produzent
- Cooper, Michael (1941–1973), britischer Fotograf
- Cooper, Michael (* 1956), US-amerikanischer Basketballspieler und -trainer
- Cooper, Michelle (* 2002), US-amerikanische Fußballspielerin
- Cooper, Mike (* 1942), englischer Gitarrist und Sänger
- Cooper, Milton William (1943–2001), US-amerikanischer Autor, Filmemacher, Rundfunksprecher und Whistleblower
- Cooper, Miriam (1891–1976), US-amerikanische Schauspielerin
- Cooper, Mitch (* 1994), australischer Fußballspieler
- Cooper, Mitchell (* 1995), australischer Leichtathlet
- Cooper, Moogega (* 1985), US-amerikanische AstronominMoogega Cooper (* 1985)

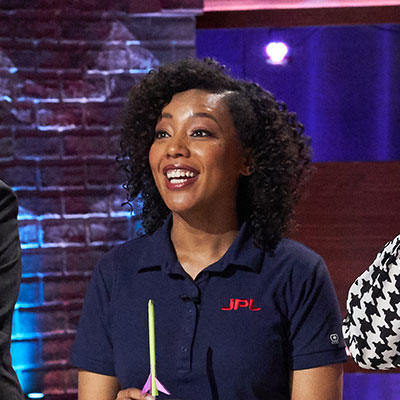
Moogega Cooper (* 1985)

- Cooper, Muriel (1925–1994), US-amerikanische Grafikdesignerin, Forscherin und Kunsterzieherin
- Cooper, Myers Y. (1873–1958), US-amerikanischer Politiker
- Cooper, Myles († 1785), englischer Priester und Präsident des Kings College

###### Cooper, N
- Cooper, Nancy, US-amerikanische Journalistin
- Cooper, Nesta (* 1993), kanadische Schauspielerin

###### Cooper, O
- Cooper, Oliver (* 1989), US-amerikanischer Schauspieler
- Cooper, Owen (* 2009), britischer Kinderdarsteller

###### Cooper, P
- Cooper, Pat (1929–2023), US-amerikanischer Schauspieler und Komiker
- Cooper, Patience, indische Filmschauspielerin
- Cooper, Paula (1969–2015), US-amerikanische Mörderin
- Cooper, Paulette (* 1942), US-amerikanische Kritikerin der Scientology-Kirche und Buchautorin
- Cooper, Peter (1791–1883), US-amerikanischer Industrieller, Erfinder und Philanthrop
- Cooper, Peter Gordon (* 1948), australischer Badmintonspieler
- Cooper, Prentice (1895–1969), US-amerikanischer Politiker
- Cooper, Priya (* 1974), australische paralympische Schwimmerin und mehrfache Medaillengewinnerin bei den Paralympics

###### Cooper, R
- Cooper, Ramone (* 1988), australischer Freestyle-Skisportler
- Cooper, Ray (* 1947), englischer PerkussionistRay Cooper (* 1947)

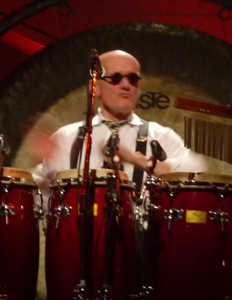
Ray Cooper (* 1947)

- Cooper, Richard M. (1768–1843), US-amerikanischer Politiker
- Cooper, Richard Tennant (1885–1957), britischer Maler und Grafiker
- Cooper, Robert (* 1947), britischer Diplomat
- Cooper, Robert Archer (1874–1953), US-amerikanischer Politiker
- Cooper, Robert C. (* 1968), kanadischer Autor und Regisseur
- Cooper, Robyn (* 1972), australische Squashspielerin
- Cooper, Roland H. (* 1916), liberianischer Diplomat
- Cooper, Ron (1928–2023), britischer Boxer
- Cooper, Ron (* 1943), US-amerikanischer Bildhauer, Maler und Fotograf
- Cooper, Roy (* 1957), US-amerikanischer Politiker
- Cooper, Ryan (* 1986), australischer Schauspieler und Model

###### Cooper, S
- Cooper, Samuel (1609–1672), britischer Miniaturenmaler
- Cooper, Samuel (1798–1876), Offizier des US-Heeres und General des konföderierten Heeres im Sezessionskrieg
- Cooper, Samuel (* 2001), kanadischer Volleyballspieler
- Cooper, Samuel B. (1850–1918), US-amerikanischer Politiker
- Cooper, Sarah (* 1974), US-amerikanische Fotografin
- Cooper, Sarah (* 1977), US-amerikanische Komikerin
- Cooper, Scott (* 1970), US-amerikanischer Filmregisseur, Produzent, Drehbuchautor und SchauspielerScott Cooper (* 1970)

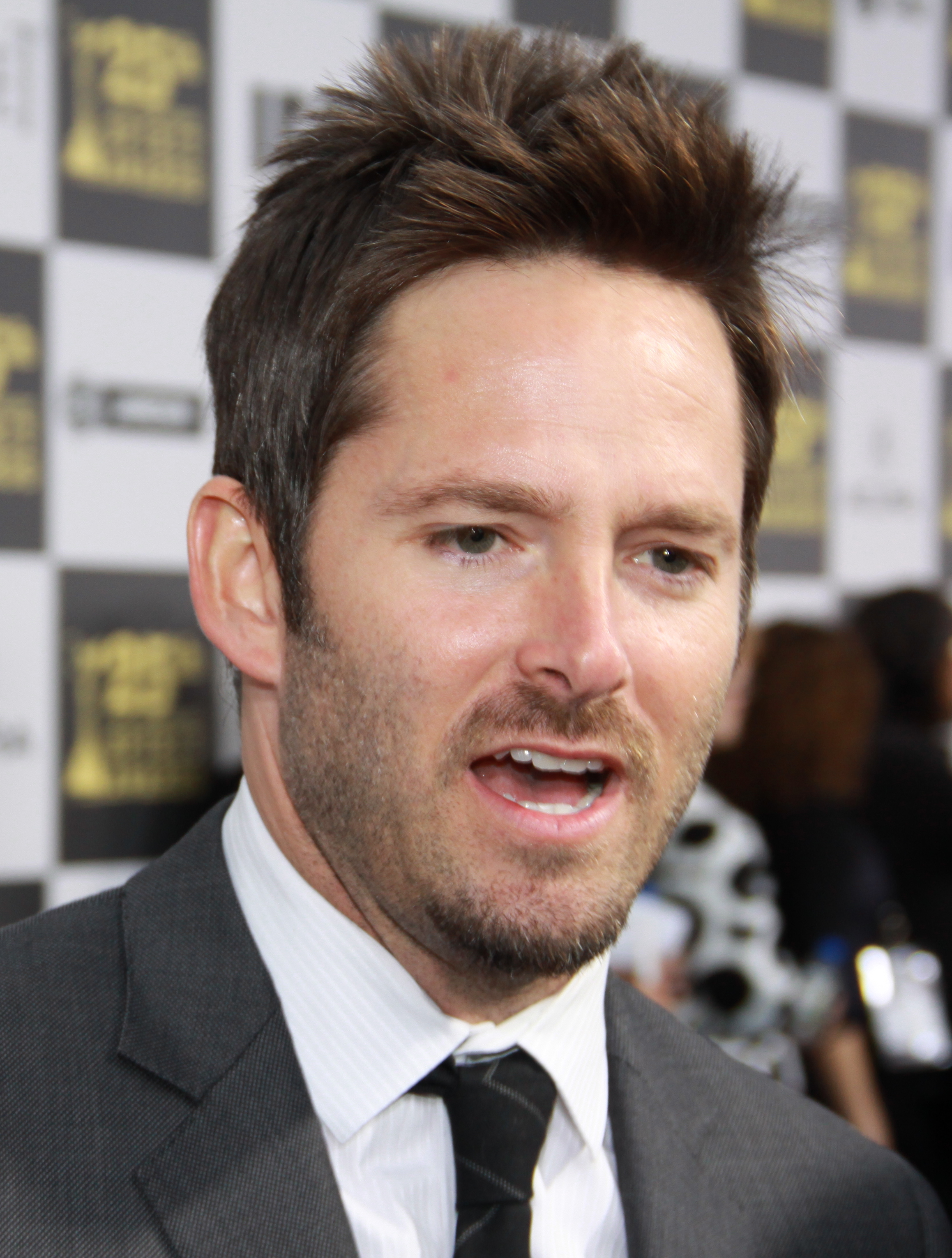
Scott Cooper (* 1970)

- Cooper, Scott (* 1970), englisch-irischer Fußballspieler und -trainer
- Cooper, Sean (* 1986), US-amerikanischer American-Football-Spieler
- Cooper, Sean (* 1992), israelischer Eishockeyspieler
- Cooper, Shane (* 1985), südafrikanischer Jazzmusiker (Bass, Komposition)
- Cooper, Sheila (1960–2021), kanadische Jazzmusikerin (Saxophon, Gesang, Komposition)
- Cooper, Sid (1918–2011), US-amerikanischer Jazz- und Studiomusiker (Flöte, Klarinette, auch Saxophone, Arrangement)
- Cooper, Steve (* 1979), walisischer Fußballspieler und -trainer
- Cooper, Stuart (* 1942), US-amerikanischer Filmemacher, Schauspieler und Drehbuchautor
- Cooper, Susan (* 1935), britische Schriftstellerin
- Cooper, Susan Fenimore (1813–1894), US-amerikanische Schriftstellerin und Naturforscherin

###### Cooper, T
- Cooper, T (* 1972), US-amerikanischer Schriftsteller
- Cooper, Tarzan (1907–1980), US-amerikanischer Basketballspieler
- Cooper, Terence (1933–1997), nordirischer Schauspieler, Gastronom und Autor
- Cooper, Terry (1944–2021), englischer Fußballspieler und -trainer
- Cooper, Thomas (1759–1839), englisch-US-amerikanischer Chemiker, Jurist, Ökonom und Politiker
- Cooper, Thomas (1764–1829), US-amerikanischer Politiker
- Cooper, Thomas Buchecker (1823–1862), US-amerikanischer Politiker
- Cooper, Thomas Haller (1919–1987), britischer Angehöriger der Waffen-SS
- Cooper, Thomas Joshua (* 1946), amerikanischer Naturfotograf, Senior Researcher und Professor of Fine Art
- Cooper, Thomas Sidney (1803–1902), englischer Landschaftsmaler
- Cooper, Thomas, 1. Baron Cooper of Culross (1892–1955), schottischer Richter und Politiker
- Cooper, Tom (1874–1906), US-amerikanischer Rad- und Autorennfahrer
- Cooper, Tom (1904–1940), englischer Fußballspieler
- Cooper, Tom (* 1970), österreichischer Autor und Forscher
- Cooper, Tommy (1921–1984), britischer Komiker und ZauberkünstlerTommy Cooper (1921–1984)

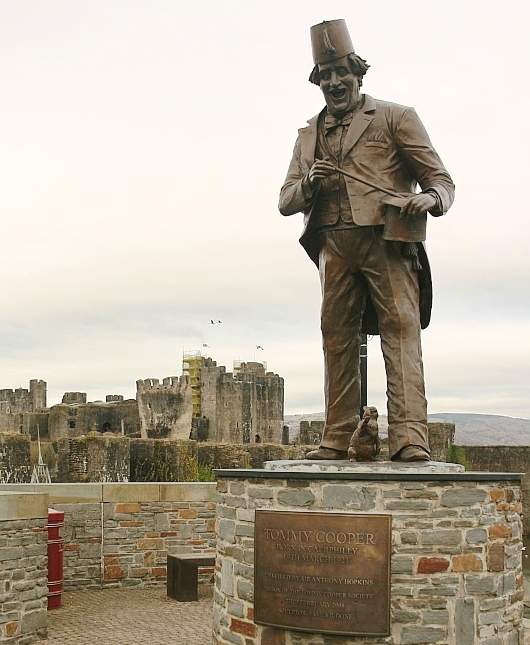
Tommy Cooper (1921–1984)

- Cooper, Travis (* 1996), US-amerikanischer Biathlet
- Cooper, Tyree, US-amerikanischer Musiker und DJ

###### Cooper, V
- Cooper, Vivienne Cassie (1926–2021), neuseeländische Botanikerin und Planktologin

###### Cooper, W
- Cooper, Waltraut (* 1937), österreichische Künstlerin
- Cooper, Warren (* 1933), neuseeländischer Politiker
- Cooper, Wayne (* 1978), englischer Snookerspieler
- Cooper, Whina (1895–1994), neuseeländische Aktivistin, Symbolfigur des „Māori Land Rights Movement“ und Gründungspräsidentin der „Māori Women's Welfare League“
- Cooper, Wilhelmina (1939–1980), US-amerikanisches Modell und UnternehmerinWilhelmina Cooper (1939–1980)

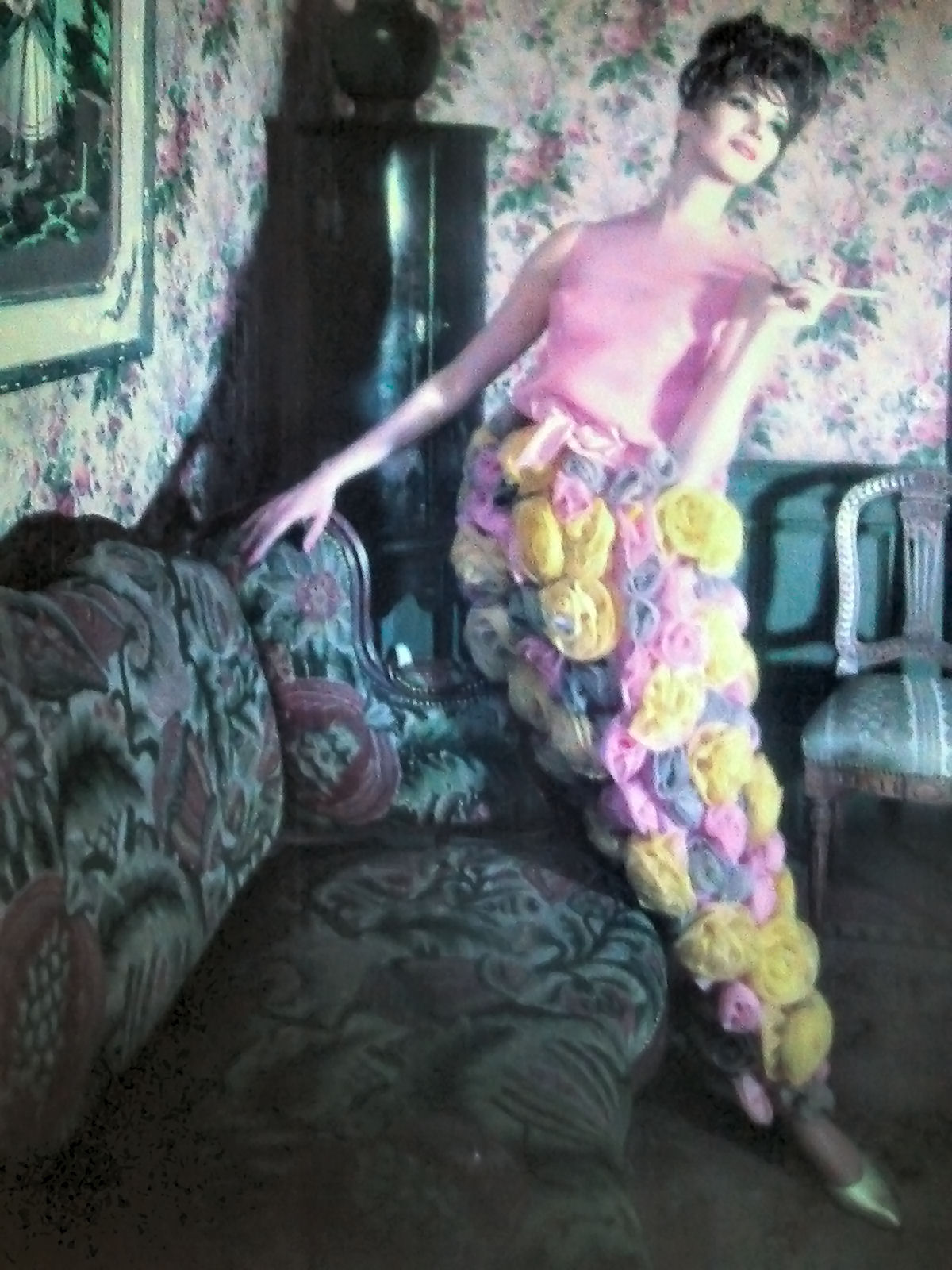
Wilhelmina Cooper (1939–1980)

- Cooper, Wilkie (1911–2001), britischer Kameramann
- Cooper, William (1754–1809), US-amerikanischer Jurist und Politiker
- Cooper, William (1849–1939), australischer Cricketspieler
- Cooper, William (1861–1941), politischer Führer der Aborigines
- Cooper, William (1910–1968), US-amerikanischer Segler
- Cooper, William B. (1771–1849), US-amerikanischer Politiker
- Cooper, William Bryant (1867–1959), US-amerikanischer Politiker
- Cooper, William C. (1832–1902), US-amerikanischer Politiker
- Cooper, William Raworth (1793–1856), US-amerikanischer Politiker
- Cooper, William Thomas (1934–2015), australischer Landschaftsmaler, Tiermaler und Ornithologe
- Cooper, William W. (1914–2012), US-amerikanischer Betriebswirtschaftler

###### Cooper, Y
- Cooper, Yvette (* 1969), britische Politikerin, Mitglied des House of Commons und InnenministerinYvette Cooper (* 1969)

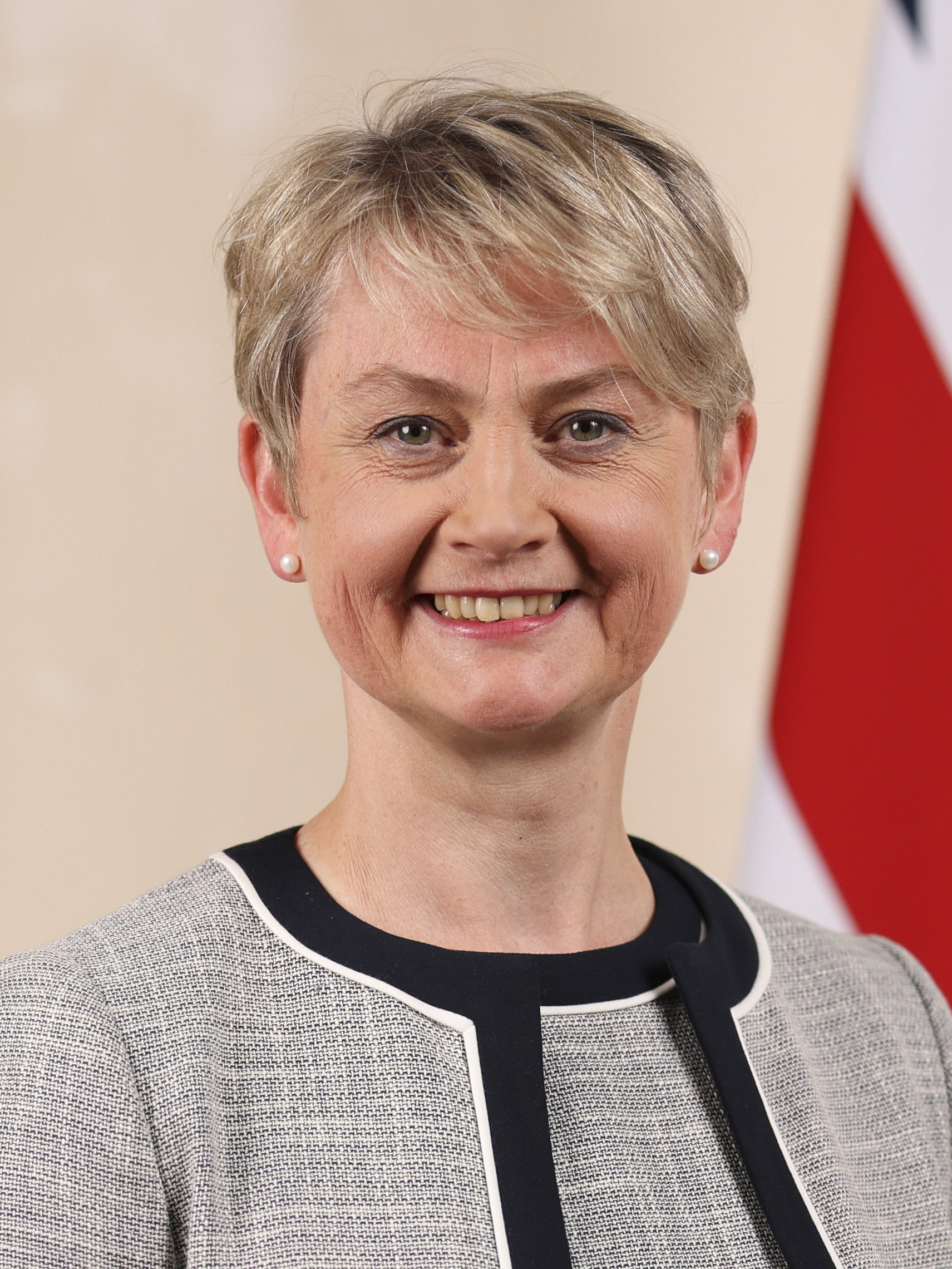
Yvette Cooper (* 1969)

###### Cooper-H
- Cooper-Hewitt, Peter (1861–1921), US-amerikanischer Elektroingenieur

###### Cooper-L
- Cooper-Love, Jack (* 2001), schwedischer Fußballspieler

###### Cooper-M
- Cooper-Moore (* 1946), US-amerikanischer Jazzpianist, Musikpädagoge und Instrumentenbauer

###### Cooperm
- Cooperman, Kahane, US-amerikanische Filmregisseurin, Fernseh- und Filmproduzentin

###### Coopers
- Coopersmith, Nicole (* 1999), US-amerikanische Tennisspielerin

##### Coopm
- Coopman, Theophiel (1852–1915), flämischer Dichter
- Coopmans, Paul (1962–2007), belgischer Ornithologe

#### Coor
- Coor Achenbach, Gertrude (1915–1962), deutschamerikanische Kunsthistorikerin
- Cooray, Anuradha (* 1978), sri-lankischer Langstreckenläufer
- Cooray, Thomas (1901–1988), sri-lankischer Geistlicher, römisch-katholischer Erzbischof von Colombo und Kardinal
- Coordes, Carolina (* 2004), deutsche Wasserspringerin
- Coordes, Egon (1944–2025), deutscher Fußballspieler und -trainer
- Coordes, Gerd (1839–1890), deutscher Lehrer und Schulbuchautor
- Coordes, Luis (* 1999), deutsch-dominikanischer Fußballspieler
- Coore, David (1925–2011), jamaikanischer Politiker
- Cooreman, Gerhard (1852–1926), belgischer Politiker
- Cooremans, Lucien (1899–1985), belgischer Bürgermeister und Hochschullehrer
- Coornhert, Dirck Volkertszoon (1522–1590), niederländischer Dichter, Gelehrter und Politiker
- Coors, Fiona (* 1972), deutsche Schauspielerin und Synchronsprecherin
- Coors, Michael (* 1976), deutscher evangelischer Theologe
- Coors, Otto (1916–1970), deutscher Fußballspieler
- Coors, Pete (* 1946), US-amerikanischer Unternehmer und konservativer Politiker
- Coort, Wil (* 1961), niederländischer Torwarttrainer
- Coorte, Adriaen, niederländischer Maler

#### Coot
- Coote, Ali (* 1998), schottischer Fußballspieler
- Coote, Alice (* 1968), britische Opernsängerin (lyrischer Mezzosopran)
- Coote, David (* 1982), englischer FußballschiedsrichterDavid Coote (* 1982)

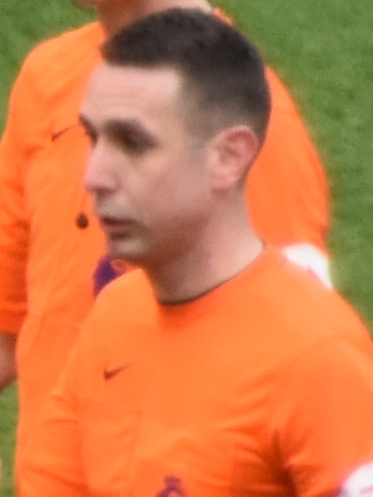
David Coote (* 1982)

- Coote, Eyre (1726–1783), britischer Offizier und Politiker
- Coote, Ken (1928–2003), englischer Fußballtorhüter
- Coote, Richard, 1. Earl of Bellomont († 1701), Gouverneur der englischen Kolonien New York, New Hampshire und Massachusetts
- Coote, Robert (1909–1982), britischer Schauspieler
- Coote, Roderic (1915–2000), anglikanischer Bischof in Gambia und im Vereinigten Königreich
- Coote, Ron (* 1944), australischer Rugby-League-Spieler
- Cootmans, Augustus, belgischer Turner
- Coots, J. Fred (1897–1985), US-amerikanischer Songwriter
- Coott, Jan Clausen, Deichbauer und Mennonitenführer in Eiderstedt

#### Coov
- Coover, Colleen (* 1969), amerikanische Comiczeichnerin und Illustratorin
- Coover, Harry (1917–2011), US-amerikanischer Chemiker und Erfinder
- Coover, John Edgar (1872–1938), US-amerikanischer Psychologe und ein Pionier der parapsychologischen Forschung
- Coover, Robert (1932–2024), amerikanischer Schriftsteller

#### Coox
- Coox, Alvin (1924–1999), US-amerikanischer Militärhistoriker

### Cop
- Čop, Bojan (1923–1994), jugoslawischer Sprachwissenschaftler
- Čop, Brane (* 1956), slowenischer Übersetzer und Bibliothekar
- Čop, Duje (* 1990), kroatischer Fußballspieler
- Čop, Iztok (* 1972), slowenischer Ruderer
- Čop, Josip (* 1961), jugoslawischer Fußballspieler
- Čop, Martina (* 1994), kroatische Fußballspielerin
- Čop, Matija (1797–1835), slowenischer Sprachforscher, Literaturhistoriker, Literaturkritiker, Lehrer und Bibliothekar
- Čop, Milan (* 1938), kroatisch-jugoslawischer Fußballspieler
- Cop, Nicolas († 1540), Rektor und Mediziner
- Copa, Fernando (* 1996), bolivianischer Sprinter
- Copado, Ana (* 1980), spanische Wasserballspielerin
- Copado, Francisco (* 1974), spanisch-deutscher Fußballspieler und -trainer
- Copado, Lucas (* 2004), deutscher Fußballspieler
- Copan, Paul (* 1962), US-amerikanischer Theologe, Philosoph, Apologet und Autor
- Copas, Cowboy (1913–1963), US-amerikanischer Country-Sänger
- Cope Charles, Karen (* 1985), costa-ricanische Beachvolleyballspielerin
- Cope, Arthur C. (1909–1966), US-amerikanischer Chemiker und Professor für organische Chemie
- Cope, Arthur Stockdale (1857–1940), englischer Porträtmaler
- Cope, Cecil (1909–2003), englischer Kirchenmusiker, Sänger und Komponist
- Cope, Daniel (* 2000), jamaikanischer Hammerwerfer
- Cope, Edward Drinker (1840–1897), US-amerikanischer Paläontologe und ZoologeEdward Drinker Cope (1840–1897)

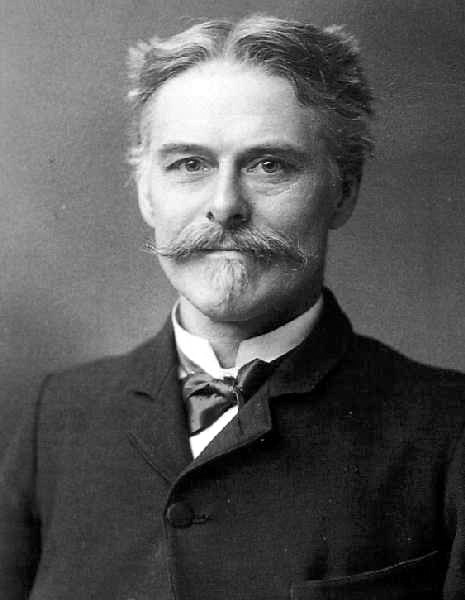
Edward Drinker Cope (1840–1897)

- Cope, Elizabeth Frances (1902–1982), US-amerikanische Mathematikerin
- Cope, Frank (1915–1990), US-amerikanischer American-Football-Spieler
- Cope, Haley (* 1979), US-amerikanische Schwimmerin
- Cope, Jamie (* 1985), englischer Snookerspieler
- Copé, Jean-François (* 1964), französischer Politiker (UMP), Mitglied der Nationalversammlung
- Cope, John (1690–1760), britischer General und Politiker
- Cope, John Lachlan (1893–1947), britischer Polarforscher und Mediziner
- Cope, John, Baron Cope of Berkeley (* 1937), britischer Politiker, Mitglied des House of Commons
- Cope, Julian (* 1957), englischer Musiker und SongschreiberJulian Cope (* 1957)

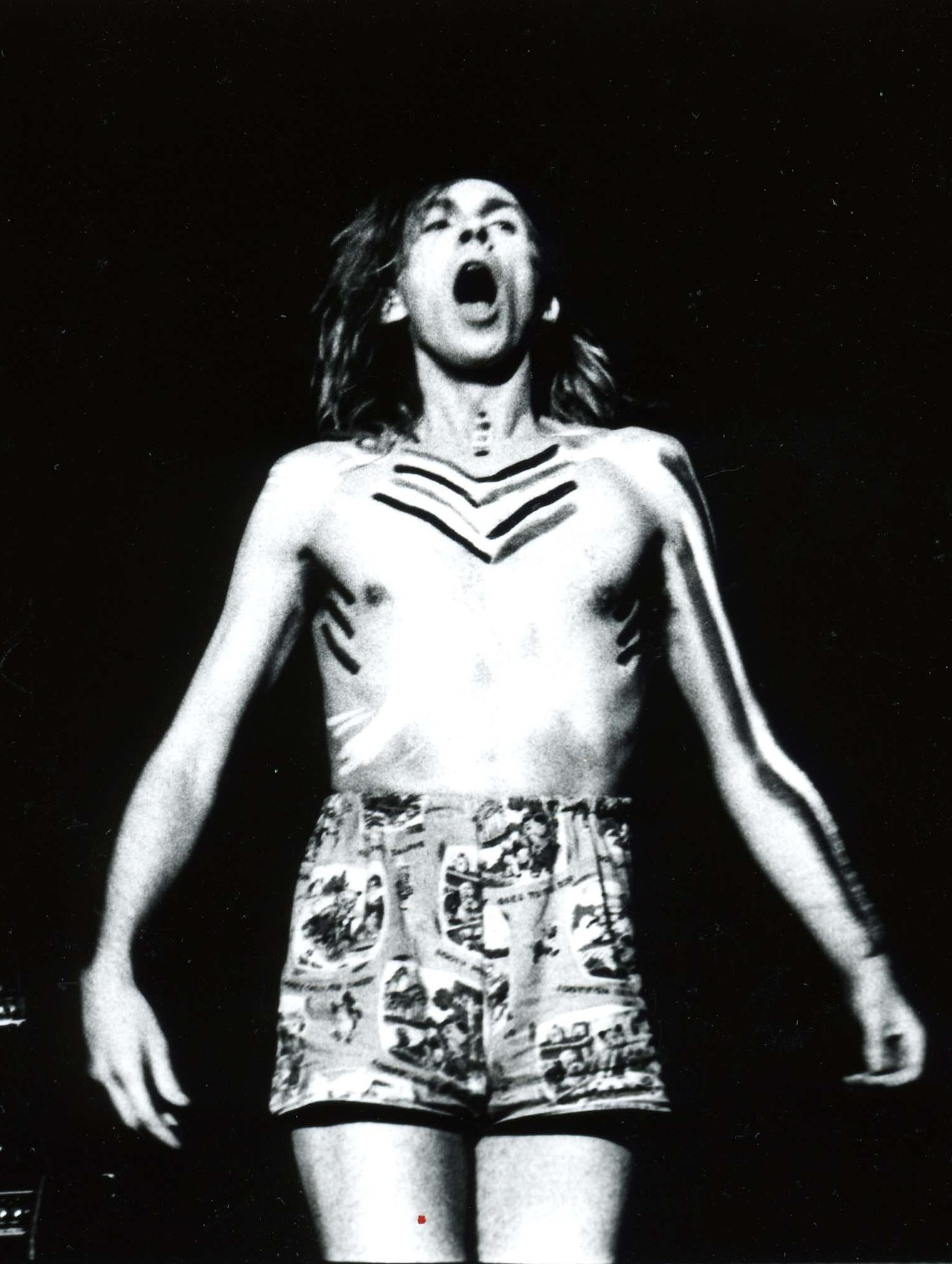
Julian Cope (* 1957)

- Cope, Kenneth (1931–2024), britischer Schauspieler
- Cope, Marianne (1838–1918), deutsche Ordensfrau
- Cope, Ronnie (1934–2016), englischer Fußballspieler
- Cope, Tim (* 1978), australischer Abenteurer, Weltreisender, Autor und Filmemacher
- Cope, Wendy (* 1945), britische Dichterin
- Cope, William T. (1836–1902), US-amerikanischer Offizier und Politiker
- Copeau, Jacques (1879–1949), französischer Dramatiker, Schauspieler und Theaterleiter
- Copei, Friedrich (1902–1945), deutscher Pädagoge
- Copeland, Alexander, US-amerikanischer Leichtathlet, Leichtathletiktrainer und Sportjournalist
- Copeland, Arthur Herbert (1898–1970), US-amerikanischer Mathematiker

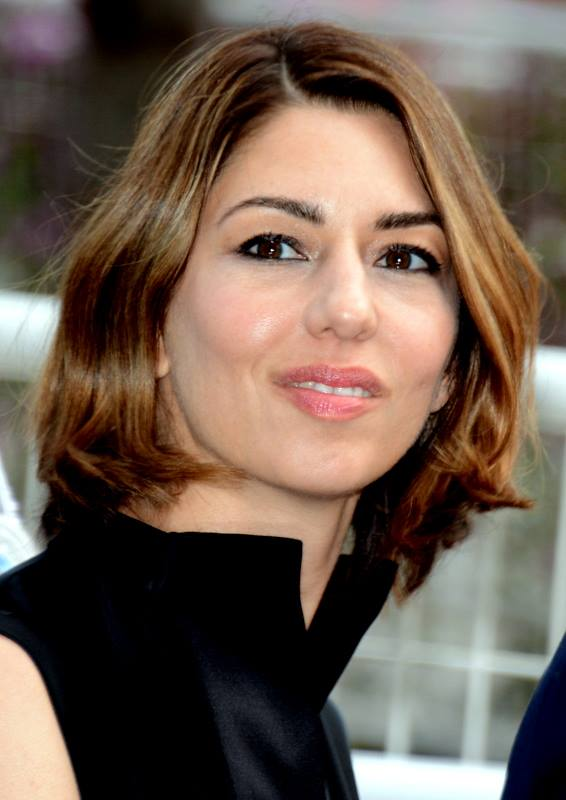
Sofia Coppola (* 1971)

- Copeland, Chris (* 1984), US-amerikanischer Basketballspieler
- Copeland, David (* 1976), englischer rechtsextremer Attentäter
- Copeland, Faye (1921–2003), US-amerikanische Kriminelle
- Copeland, Ian (1949–2006), US-amerikanischer Talentsucher und Musikagent
- Copeland, Jack (* 1950), britischer Historiker
- Copeland, James (1923–2002), schottischer Schauspieler
- Copeland, Joan (1922–2022), US-amerikanische Schauspielerin
- Copeland, John (* 1950), US-amerikanischer Filmproduzent und Regisseur
- Copeland, Johnny (1937–1997), US-amerikanischer Bluesmusiker
- Copeland, Katherine (* 1990), britische Ruderin
- Copeland, Keith (1946–2015), amerikanischer Jazz-Schlagzeuger und Musikpädagoge
- Copeland, Kenneth (* 1936), US-amerikanischer Heilungsprediger, Fernsehevangelist und UnternehmerKenneth Copeland (* 1936)

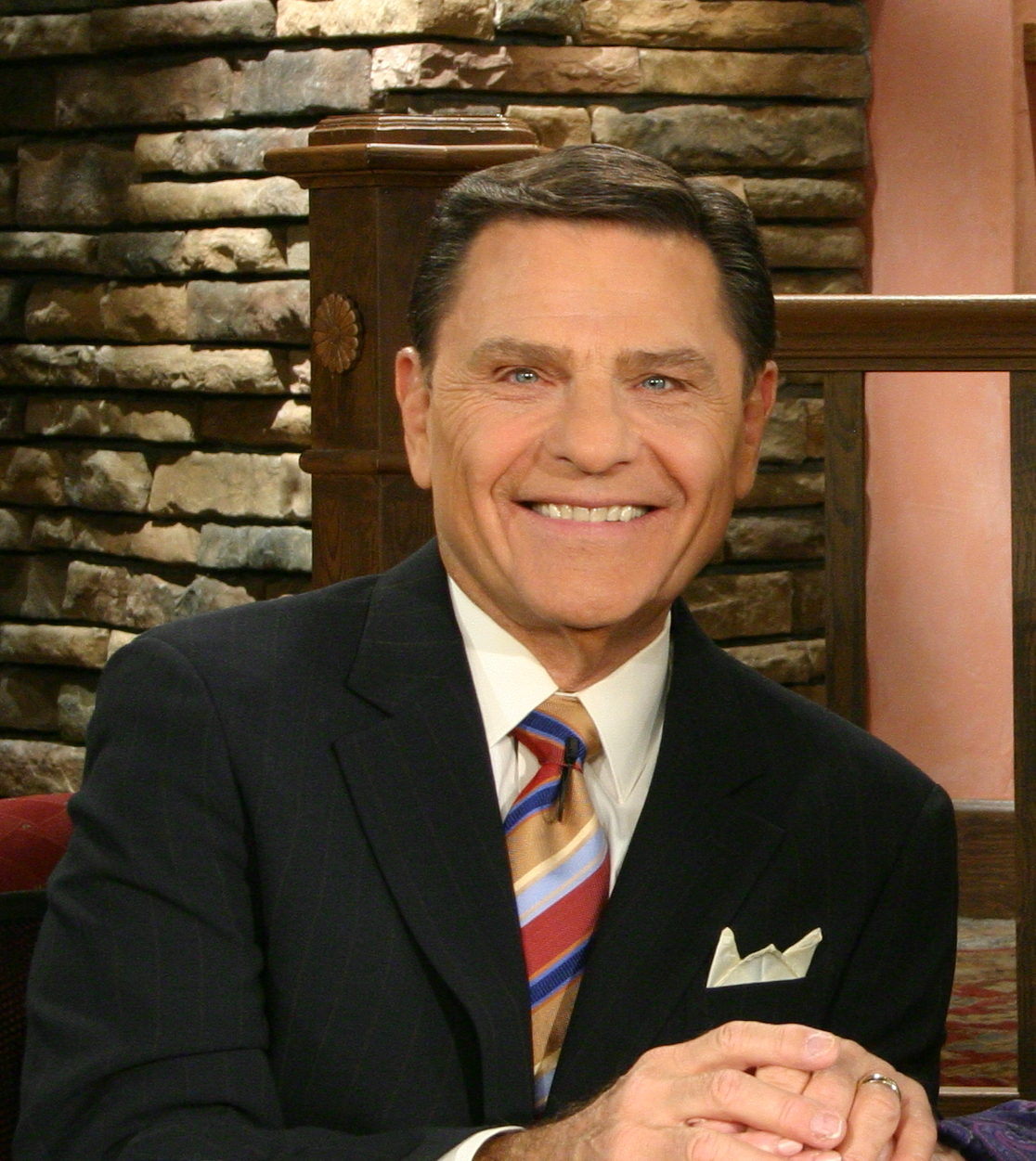
Kenneth Copeland (* 1936)

- Copeland, Lanard (* 1965), US-amerikanisch-australischer Basketballspieler
- Copeland, Lillian (1904–1964), US-amerikanische Leichtathletin
- Copeland, Lorraine (1921–2013), schottische prähistorische Archäologin, mit dem Spezialgebiet Altsteinzeit im Nahen Osten
- Copeland, Marquise (* 1997), US-amerikanischer American-Football-Spieler
- Copeland, Martha, amerikanische Unterhaltungskünstlerin und Bluessängerin
- Copeland, Miles III (* 1944), US-amerikanischer Musikindustrie-Vertreter, CEO der „Copeland Group“
- Copeland, Miles junior (1913–1991), US-amerikanischer Musiker
- Copeland, Misty (* 1982), US-amerikanische Balletttänzerin
- Copeland, Oren S. (1887–1958), US-amerikanischer Politiker
- Copeland, Piers (* 1998), britischer Leichtathlet
- Copeland, Ralph (1837–1905), britischer Astronom
- Copeland, Ray (1914–1993), US-amerikanischer Serienmörder
- Copeland, Ray (1926–1984), US-amerikanischer Jazzmusiker
- Copeland, Ron (1946–1975), US-amerikanischer Hürdenläufer, Sprinter und American-Football-Spieler
- Copeland, Royal S. (1868–1938), US-amerikanischer Politiker und Mediziner
- Copeland, Shemekia (* 1979), US-amerikanische Blues-Sängerin
- Copeland, Stewart (* 1952), US-amerikanischer Multiinstrumentalist und KomponistStewart Copeland (* 1952)

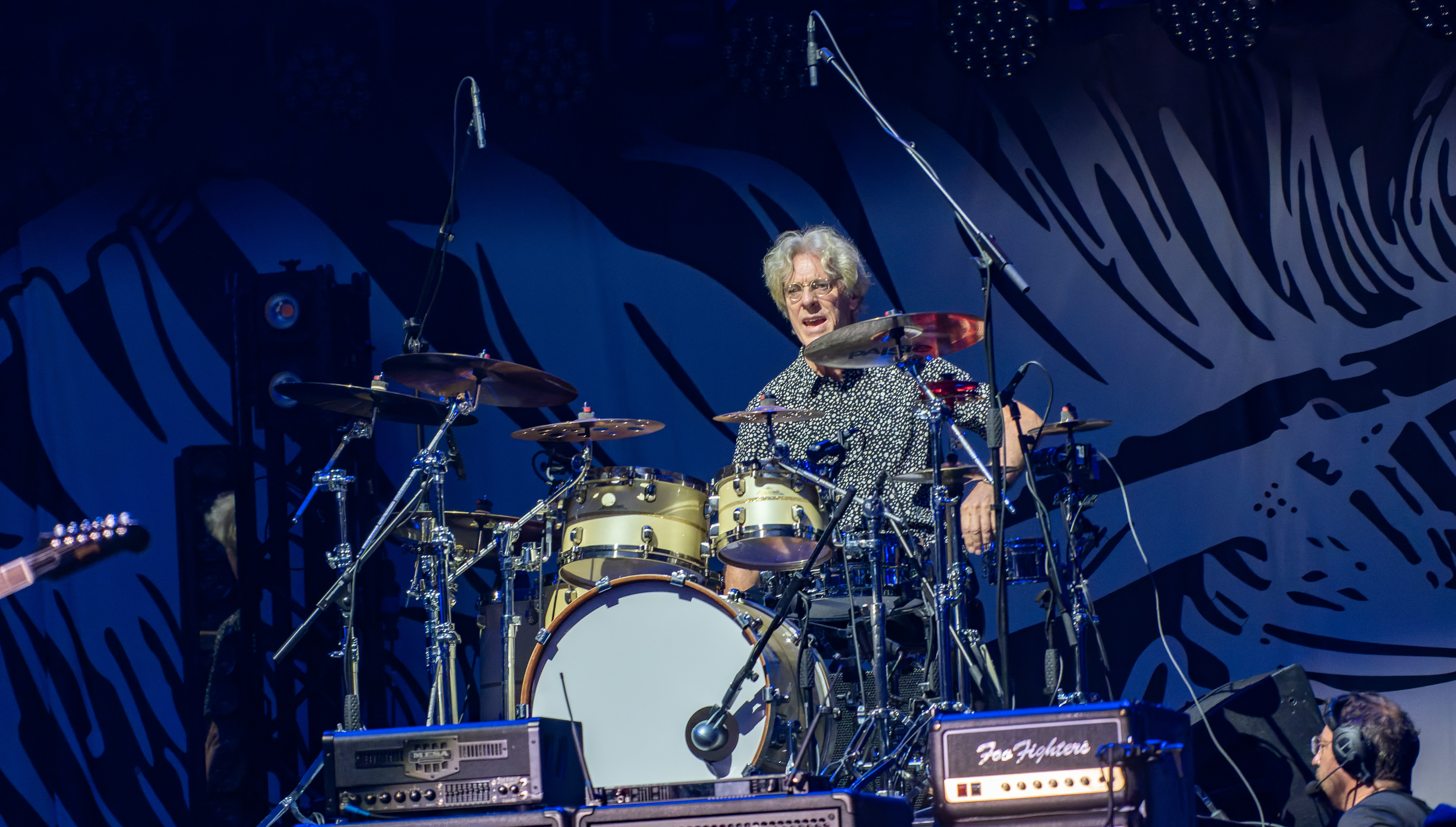
Stewart Copeland (* 1952)

- Copello, Alexis (* 1985), kubanischer und aserbaidschanischer Leichtathlet
- Copello, Alfredo (* 1903), argentinischer Boxer
- Copello, José M., uruguayischer Politiker
- Copello, Santiago Luis (1880–1967), argentinischer Geistlicher, Erzbischof von Buenos Aires und Kardinal
- Copello, Yasmani (* 1987), türkischer Leichtathlet (Hürdenläufer)
- Copeman, Lloyd Groff (1881–1956), US-amerikanischer Erfinder
- Coper, Hans (1920–1981), deutsch-britischer Keramiker
- Coper, Helmut (1925–2013), deutscher Pharmakologe
- Copete, Jonathan (* 1988), kolumbianischer Fußballspieler
- Copho, Arzt und Autor
- Copi (1939–1987), argentinischer Comiczeichner, Dramatiker und Romanautor
- Ćopić, Branko (1915–1984), jugoslawischer Schriftsteller
- Copien, Sebastian (* 1981), Koch und Autor
- Copier, Andries Dirk (1901–1991), niederländischer Designer von Zier- und Nutzgegenständen
- Copier, Mettin (* 1989), niederländisch-österreichischer Fußballspieler
- Copijn, Hendrik (1842–1923), niederländischer Gartenarchitekt
- Copik, Tomasz (* 1978), polnischer Fußballspieler
- Copil, Marius (* 1990), rumänischer Tennisspieler
- Copland, Aaron (1900–1990), US-amerikanischer KomponistAaron Copland (1900–1990)

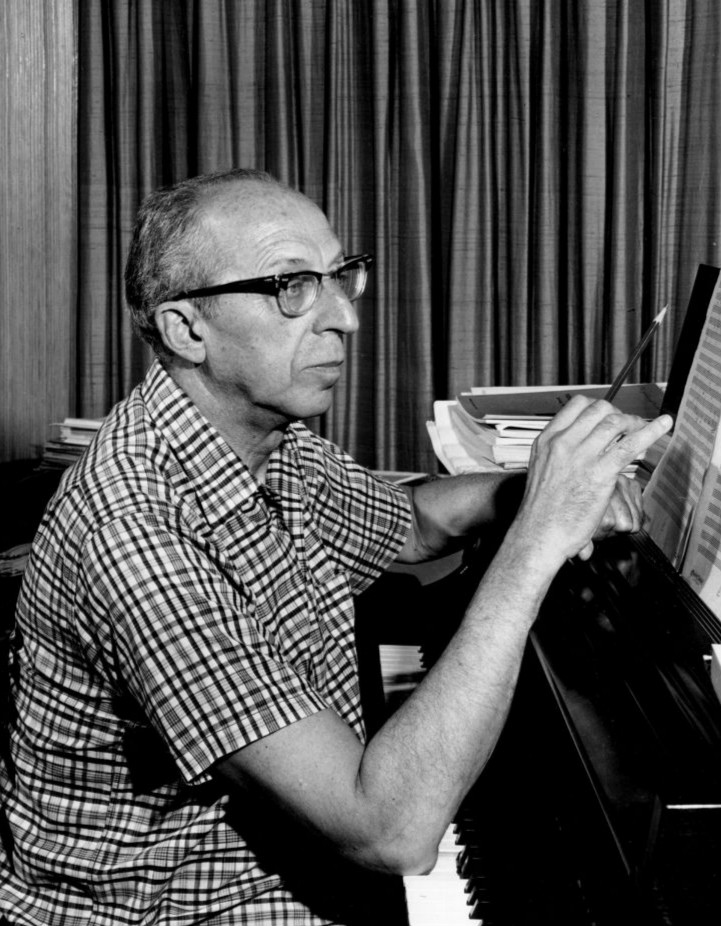
Aaron Copland (1900–1990)

- Copland, Calaigh (* 1987), kanadisch-guyanische Fußballspielerin
- Copland, Douglas (1894–1971), neuseeländisch-australischer Wirtschaftswissenschaftler und Diplomat
- Copland, Ernie (1924–1971), schottischer Fußballspieler
- Copland, Marc (* 1948), US-amerikanischer Jazzpianist
- Copland, Robert (1515–1547), englischer Buchdrucker und Dichter
- Copland-Crawford, Robert (1852–1894), britischer Offizier und Sportler
- Copleston, Frederick (1907–1994), britischer Ordensgeistlicher und Philosoph
- Copleston, Geoffrey (1921–1999), britischer Schauspieler
- Copleston, Reginald (1845–1925), anglikanischer Geistlicher, Bischof von Colombo und Kalkutta
- Copley, Al (* 1952), US-amerikanischer Blues-Musiker
- Copley, Antony (1937–2016), britischer Historiker
- Copley, Dale (* 1991), australischer Rugby-League-Spieler
- Copley, Godfrey († 1709), englisch-britischer Adliger und Politiker, Stifter der Copley Medal der Royal Society
- Copley, Ira Clifton (1864–1947), US-amerikanischer Zeitungsverleger und Politiker
- Copley, Jimmy (1953–2017), britischer RockschlagzeugerJimmy Copley (1953–2017)

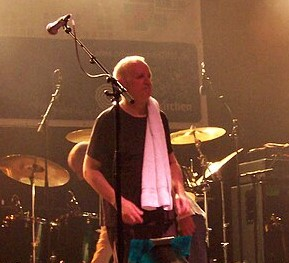
Jimmy Copley (1953–2017)

- Copley, John Singleton (1738–1815), amerikanisch-englischer Maler
- Copley, John, 1. Baron Lyndhurst (1772–1863), britischer Politiker, Mitglied des House of Commons
- Copley, Lionel (1648–1693), englischer Offizier und Kolonialgouverneur von Maryland
- Copley, Paul (* 1944), britischer Schauspieler
- Copley, Peter (1915–2008), britischer Schauspieler
- Copley, Pheonix (* 1992), US-amerikanischer Eishockeytorwart
- Copley, Sharlto (* 1973), südafrikanischer Produzent, Schauspieler und RegisseurSharlto Copley (* 1973)

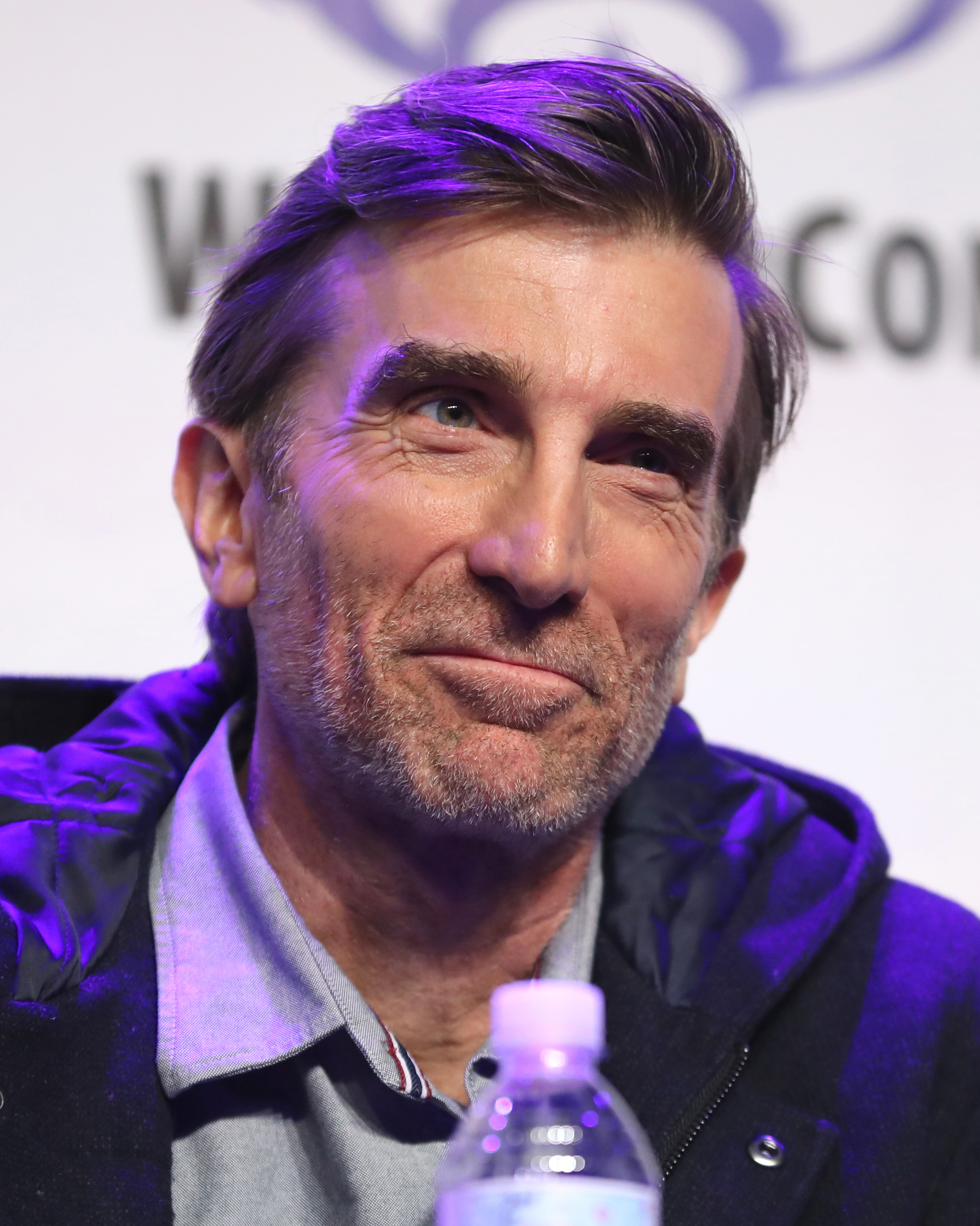
Sharlto Copley (* 1973)

- Copley, Terence (1946–2011), englischer Theologe, Hochschullehrer und Autor
- Copley, William (1919–1996), US-amerikanischer Maler
- Coplin, Booker (* 1997), US-amerikanischer Basketballspieler
- Copon, Michael (* 1982), US-amerikanischer Schauspieler, Model und Sänger
- Coponius, römischer Präfekt von Judäa (etwa 6–8)
- Copony, Katharina (1972–2024), österreichische Filmemacherin
- Coposu, Corneliu (1914–1995), rumänischer Politiker
- Copp, Andrew (* 1994), US-amerikanischer Eishockeyspieler
- Copp, Harold (1915–1998), kanadischer Biochemiker und Physiologe an der University of British Columbia
- Copp, Holger Julian, deutscher Musiker
- Copp, Stephen (* 1976), schwedischer Snowboarder
- Coppa, Biagio (* 1965), italienischer Jazzmusiker (Saxophon, Komposition)
- Coppa, Frank J. (1937–2021), US-amerikanischer Historiker
- Coppa, Giovanni (1925–2016), italienischer Kardinal, Diplomat des Heiligen Stuhls
- Coppa, Gustavo Ricardo, argentinischer Diplomat
- Coppack, Gareth (* 1980), walisischer Snookerspieler
- Coppage, Al (1916–1992), US-amerikanischer American-Football-Spieler
- Coppé, Albert (1911–1999), belgischer Politiker
- Coppedè, Gino (1866–1927), italienischer Möbeldesigner und Architekt
- Coppée, François (1842–1908), französischer Dichter
- Coppée, Robert (1895–1970), belgischer Fußballspieler
- Coppejans, Kimmer (* 1994), belgischer Tennisspieler
- Coppel, Alec (1907–1972), australischer Drehbuchautor, Schriftsteller und Dramaturg
- Coppel, Alexander (1865–1942), deutscher Unternehmer
- Coppel, Alfred (1921–2004), US-amerikanischer Schriftsteller
- Coppel, Gustav (1830–1914), deutscher Stahlwaren- und Waffenfabrikant
- Coppel, Jérôme (* 1986), französischer Radrennfahrer
- Coppel, Simon (1811–1890), deutscher Bankier und Stifter
- Coppell, Harry (* 1996), britischer Stabhochspringer
- Coppell, Steve (* 1955), englischer Fußballspieler und Fußballtrainer
- Coppelli, Almo (* 1958), italienischer Autorennfahrer
- Coppello, Joannes Kappeyne van de (1822–1895), niederländischer Staatsmann
- Coppen, Bartholomäus (1565–1617), reformierter Theologe, Universitätsprofessor und -rektor in Heidelberg
- Coppenolle, Jan van († 1492), flämischer Führer des Genter Aufstands gegen den späteren Kaiser Maximilian I.
- Coppenrath, Albert (1883–1960), deutscher katholischer Priester und Autor
- Coppenrath, Aloys (1933–2013), deutscher Kaufmann und Unternehmer
- Coppenrath, Ferdinand (1867–1951), deutscher Landschaftsmaler und Grafiker
- Coppenrath, Hubert (1930–2022), französisch-polynesischer Geistlicher, emeritierter Erzbischof von Papeete
- Coppenrath, Joseph Heinrich (1764–1853), deutscher Buchhändler, Verleger und Fabrikant
- Coppenrath, Michel-Gaspard (1924–2008), französisch-polynesischer Geistlicher, Erzbischof von Papeete
- Coppens, Amaya (* 1994), nicaraguanisch-belgische Menschenrechtsaktivistin
- Coppens, Henri (1930–2015), belgischer Fußballspieler und -trainer
- Coppens, Jo (* 1990), belgischer Fußballtorhüter
- Coppens, Robert, flämischer Bildhauer der Renaissance
- Coppens, Thera (* 1947), niederländische Journalistin und Autorin historischer Bücher
- Coppens, Willy (1892–1986), belgischer Jagdpilot
- Coppens, Yves (1934–2022), französischer Paläontologe und Paläoanthropologe
- Coppenstein, Johann Andreas († 1638), deutscher katholischer Geistlicher, Dominikaner, Theologe, Publizist und Autor
- Copper, Kahleah (* 1994), US-amerikanische Basketballspielerin
- Copperfield, David (* 1956), US-amerikanischer ZauberkünstlerDavid Copperfield (* 1956)

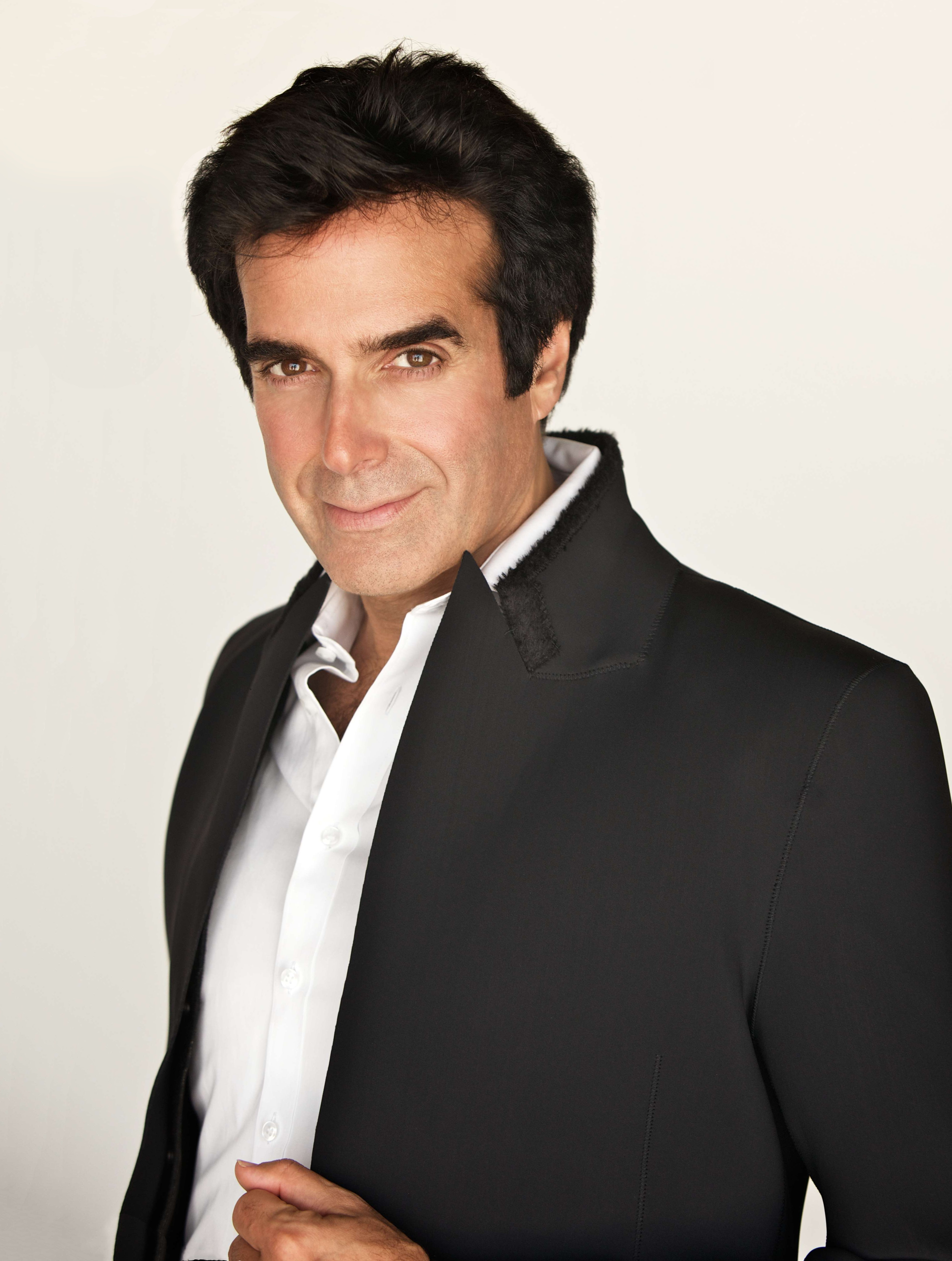
David Copperfield (* 1956)

- Copperfield, T.G. (* 1979), deutscher Gitarrist und Songwriter
- Coppersmith, Don, US-amerikanischer Mathematiker und Kryptologe
- Coppersmith, Sam (* 1955), US-amerikanischer Politiker
- Coppersmith, Susan (* 1957), US-amerikanische Physikerin
- Coppess, Phil (* 1954), US-amerikanischer Marathonläufer
- Coppi, Bruno (* 1935), italienisch-amerikanischer Physiker
- Coppi, Fausto (1919–1960), italienischer Radrennfahrer und dreifacher Weltmeister
- Coppi, Frieda (1884–1961), deutsche Widerstandskämpferin
- Coppi, Hans (1916–1942), deutscher Widerstandskämpfer, Mitglied der Widerstandsgruppe Rote Kapelle
- Coppi, Hans junior (* 1942), deutscher Historiker
- Coppi, Hilde (1909–1943), deutsche WiderstandskämpferinHilde Coppi (1909–1943)

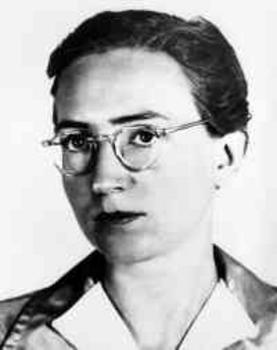
Hilde Coppi (1909–1943)

- Coppi, Jacopo (1523–1591), italienischer Maler
- Coppi, Serse (1923–1951), italienischer Radrennfahrer
- Coppieters, Fernand (1905–1981), belgischer Jazz- und Unterhaltungsmusiker
- Coppieters, Francis (1930–1990), belgischer Jazzpianist und Arrangeur
- Coppieters, Honoré-Jozef (1874–1947), belgischer römisch-katholischer Geistlicher und Bischof
- Coppieters, Pierre (* 1907), belgischer Schwimmer und Wasserballspieler
- Coppik, Manfred (1943–2016), deutscher Politiker (Die Linke), MdB
- Coppin, Fanny Jackson (1837–1913), US-amerikanische Pädagogin und Missionarin
- Coppin, George (1819–1906), englisch-australischer Schauspieler, Theaterunternehmer und Politiker
- Coppin, Marguerite (1867–1931), belgische Feministin, Dichterin, Romanautorin, Theosophin und Übersetzerin
- Copping, Cecil (1888–1966), US-amerikanischer Filmkomponist
- Copping, Chris (* 1945), britischer Musiker
- Copping, Harold (1863–1932), britischer Illustrator
- Copping, Jennifer (* 1979), kanadische Schauspielerin
- Copping, Wilf (1909–1980), englischer Fußballspieler
- Coppinger, Alexandra (* 1996), australische Schauspielerin
- Coppinger, Ruth (* 1967), irische Politikerin (Socialist Party, RISE, People Before Profit)
- Coppinger, Stephen (* 1984), südafrikanischer Squashspieler
- Coppini, Francesco († 1464), italienischer Bischof und Legat
- Coppini, Maurilio (1900–1986), italienischer Diplomat
- Coppins, Walter (1902–1981), australischer Radrennfahrer
- Coppius, Johann (1562–1611), deutscher Mediziner und Mathematiker
- Coppius, Marie (1871–1949), deutsche Kindergärtnerin und Fröbelpädagogin jüdischer Abstammung
- Copple, Kevin (* 1955), US-amerikanischer Programmierer
- Coppo di Marcovaldo, italienischer Maler
- Coppo, Dionigi (1921–2003), italienischer Politiker und Gewerkschaftsfunktionär, Mitglied des Senato della Repubblica
- Coppo, Ernesto (1870–1948), italienischer Ordenspriester, Missionar und römisch-katholischer Bischof
- Coppo, Paul (1938–2022), US-amerikanischer Eishockeyspieler
- Coppo, Pietro († 1555), venezianischer Kartograph
- Coppola, Alicia (* 1968), US-amerikanische Schauspielerin
- Coppola, Anton (1917–2020), US-amerikanischer Musiker und Komponist
- Coppola, Carmine (1910–1991), US-amerikanischer Musiker und Komponist
- Coppola, Carmine (* 1979), italienischer Fußballspieler
- Coppola, Chris (* 1968), US-amerikanischer Schauspieler
- Coppola, Claudia (* 1994), italienische Tennisspielerin
- Coppola, Eleanor (1936–2024), US-amerikanische Regisseurin und Drehbuchautorin
- Coppola, Élodie (* 1983), französische Fußballschiedsrichterassistentin
- Coppola, Ferdinando (* 1978), italienischer Fußballtorhüter
- Coppola, Francis Ford (* 1939), US-amerikanischer Regisseur und ProduzentFrancis Ford Coppola (* 1939)

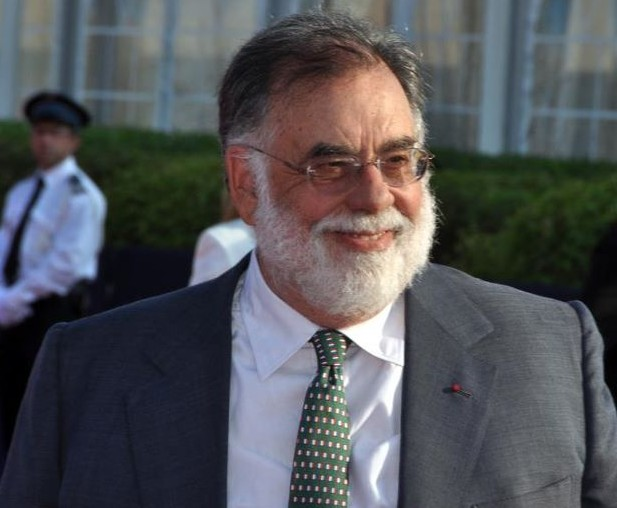
Francis Ford Coppola (* 1939)

- Coppola, Franco (* 1957), italienischer Geistlicher, römisch-katholischer Erzbischof, Diplomat des Heiligen Stuhls
- Coppola, Gia (* 1987), US-amerikanische Filmregisseurin und Drehbuchautorin
- Coppola, Gian-Carlo (1963–1986), US-amerikanischer Filmschauspieler und Filmproduzent
- Coppola, Horacio (1906–2012), argentinischer Fotograf
- Coppola, Imani (* 1978), US-amerikanische Sängerin und Rapperin
- Coppola, John (1929–2015), US-amerikanischer Jazzmusiker (Trompete, Arrangements)
- Coppola, Michael (1900–1966), italo-amerikanischer Mobster
- Coppola, Pietro Antonio (1793–1876), italienischer Komponist
- Coppola, Roman (* 1965), US-amerikanischer Regisseur, Drehbuchautor und Produzent
- Coppola, Sofia (* 1971), US-amerikanische Schauspielerin, Drehbuchautorin und RegisseurinSofia Coppola (* 1971)
- Coppola, Steven (* 1984), US-amerikanischer Ruderer
- Coppola, Tom (1945–2023), amerikanischer Fusionmusiker (Piano, Arrangements)
- Coppolani, Xavier (1866–1905), französischer Kolonialbeamter; Gründer Mauretaniens
- Copponex, Henri (1907–1970), Schweizer Ingenieur und Segelsportler
- Copponi, Clara (* 1999), französische Radrennfahrerin
- Coppoolse, Ines (* 1962), niederländische Diplomatin
- Copps, Sheila (* 1952), kanadische Journalistin, Autorin und Politikerin
- Copray, Norbert (* 1952), deutscher Philosoph, Sozialwissenschaftler, Theologe, Führungs- und Lehrcoach sowie Publizist
- Copsey, Nigel (* 1967), britischer Historiker und Politikwissenschaftler
- Copsi († 1067), angelsächsischer Earl of Northumbria
- Copson, Edward Thomas (1901–1980), britischer Mathematiker
- Copti, Scandar (* 1975), palästinensischer Filmemacher
- Copus, James (* 1994), britischer Jazzmusiker (Trompeter)
- Copus, Nick (* 1966), britischer Fernsehregisseur, -produzent, Drehbuchautor und Kameramann
- Copway, George (1818–1869), indianisch-kanadischer Schriftsteller
- Copy, Maud-Éva (* 1992), französische Handballspielerin

### Coq
- Coq, Laurent (* 1970), französischer Jazz-Pianist und Komponist
- Coquand, Thierry (* 1961), französischer Mathematiker und Informatiker
- Coquard, Bryan (* 1992), französischer RadrennfahrerBryan Coquard (* 1992)

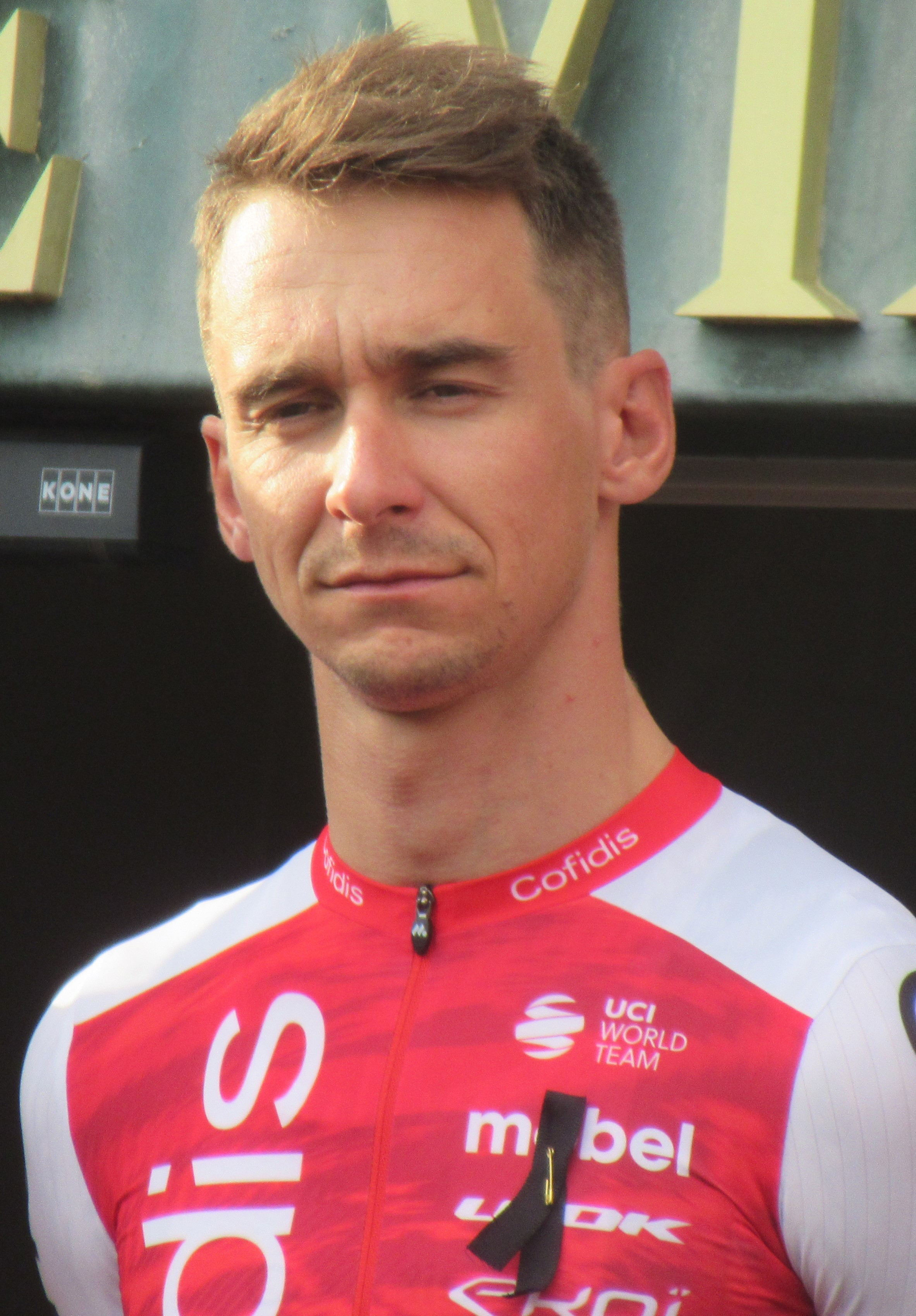
Bryan Coquard (* 1992)

- Coquatrix, Bruno (1910–1979), französischer Konzertveranstalter
- Coquebert de Montbret, Ernest († 1801), französischer Botaniker
- Coquelin de Lisle, Pierre (1900–1980), französischer Sportschütze
- Coquelin, Benoît Constant (1841–1909), französischer Schauspieler an der Comédie-Française
- Coquelin, Francis (* 1991), französischer Fußballspieler
- Coquery-Vidrovitch, Catherine (* 1935), französische Afrikanistin und Historikerin
- Coques, Gonzales († 1684), flämischer Maler
- Coquet Lagunes, Benito (1915–1993), mexikanischer Politiker und Jurist
- Coquet, Amélie (* 1984), französische Fußballspielerin
- Coqueux, Olivier (* 1973), französisch-kanadischer Eishockeyspieler
- Coqui, Helmuth (1935–2019), deutscher Politiker (SPD), MdL
- Coqui, Johann Kaspar (1747–1824), Fabrikant und Magdeburger Kommunalpolitiker
- Coquilhat, Camille-Aimé (1853–1891), belgischer Offizier, Afrikaforscher und stellvertretender Generalgouverneur
- Coquillart, Guillaume (1452–1510), französischer Schriftsteller
- Coquille, Emile, französischer Motorsportfunktionär
- Coquillon, John (1930–1987), kanadischer Kameramann